# كاراتبه
كاراتبه -ارسلان طاش تعني عبارة كاراتبه بالتركية «تلة سوداء»، وارسلان طاش تعني «أسود حجرية» باللوفية تسمى ازاتيواتيا Azatiwataya وتكتب á-za-ti-wa/i-tà-ia-na(URBS)،  هي أطلال سور-حيثية في منطقة قادرلي محافظة عثمانية في جنوب تركيا. أسس ازاتيوادا Azatiwada ، الذي حكم مملكة لوفية صغيرة متأخرة نهاية القرن 8 إلى القرن 7 ق.م على طريق هامة للتجارة البعيدة، قلعة التل وقصره. كانت القلعة تقع على نهر جيحان، Pyramos القديمة، في جنوب جبال طوروس. ونظرًا لأن التنقيب لم يكشف أي مباني للحكام اللاحقين، فمن المحتمل أن يكون المكان قد تم التخلي عنه بعد وقت قصير من وفاة ازاتيوادا.
يحيط بالقلعة سور يبلغ طوله حوالي كيلومتر واحد، وقد اختفى جزئيًا في مياه بحيرة سد ارسلان طاش. لازالت القلعة تحتوي على أسس العديد من المباني، بما في ذلك واحدة من نمط بيت خلاني. يرجع السبب الرئيسي وراء معرفتنا بهذا الموقع إلى وجود بوابتين أثريتين تم العثور عليهما مع وجود نقوش مميزة، اكتشفها هيلموث ثيودور بوسرت في عام 1946 وهي حتى يومنا هذا (2012) تحت إشراف هالت تشامبل (1916-2014) يتم فحصها وصيانتها. وهي تصور مشاهد من حياة البلاط وكذلك الصور الأسطورية والدينية. ومزودة إلى حد كبير بالنصوص ثنائية اللغة من الهيروغليفية لوفية وبالحروف الفينيقية، والتي عرفها بوسرت Bossert بنقوش كاراتبه ثنائية اللغة، والتي ساهمت بشكل كبير في فك رموز النص المسمى حينها الخط الهيروغليفي الحيثي . تغطي النسخة الفينيقية من النقوش جزئياً تمثال إله الطقس كبير الحجم.

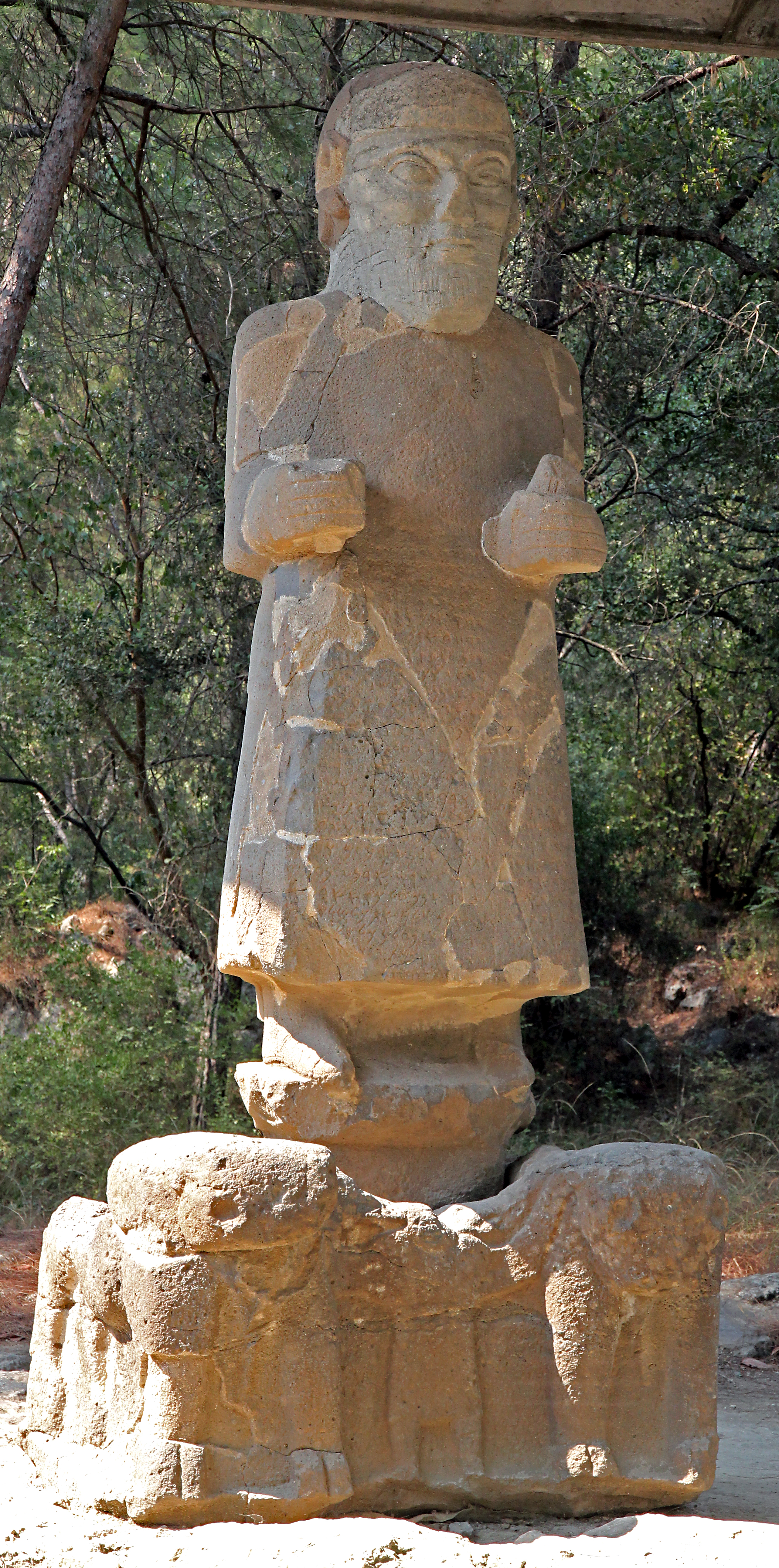
تمثال لإله الطقس

## موقع

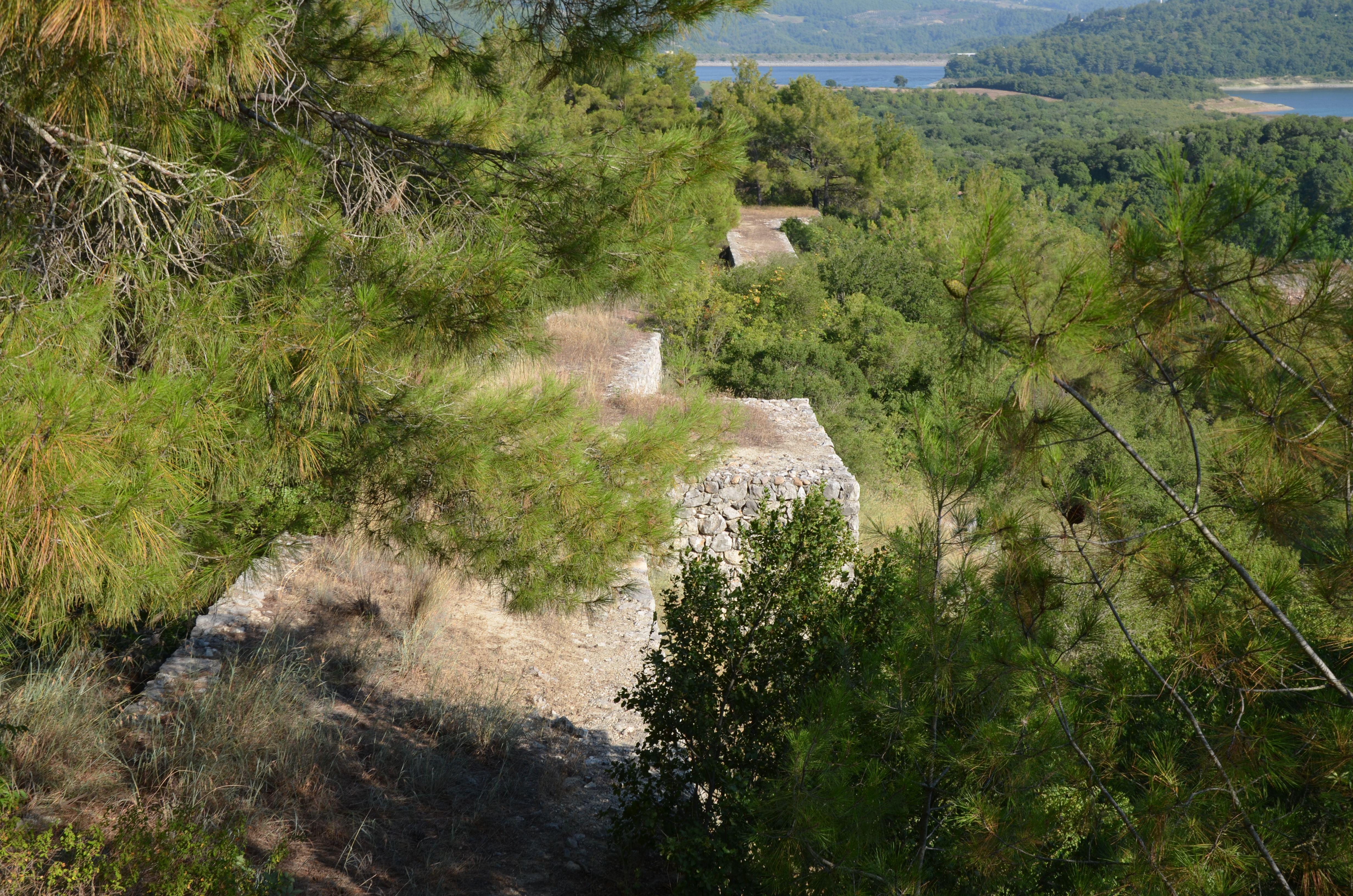
جزء من السور المحيط بالحصن

يقع قصر ازاتيوادا Azatiwada على تل الحجر الجيري Ayrıca Tepesi حوالي 224   م فوق سطح البحر في سفوح جبال طوروس المركزية الكيليكية، حوالي 135   كم شمال شرق أضنة. جنوبها تبدأ سلسلة جبال كاراتبه. غرب تل القلعة ونهر جيحان يمتد طولًا طريق القوافل Akyol ، والذي يربط سهول كيليكية مع مرتفعات الأناضول. وهو يتوافق مع جزء من شبكة الطرق القديمة التي امتدت من كاراتيبه في الشمال عبر جبال طوروس إلى وسط الأناضول وفي الجنوب عبر الأمانوس إلى سمال (الآن زنجرلي). غمرت بحيرة سد أرسلان طاش اليوم مجرى النهر وأجزاء من جدران القلعة. على الضفة المقابلة لجيحان يوجد تل محصن آخر هو دوموزتبه Domuztepe. من هناك ربما أتى جزء من البازلت، والذي كان يستخدم للنقوش في كارتبه. وجد الكيم Bahadır Alkım آثار مقالع هناك خلال حفرياته.

## تاريخ
كيليكيا المتأخرة، والتي تتطابق مع كيزواتنا Kizzuwatna الحيثية، كانت تتألف في بداية الألف الأول قبل الميلاد، من المملكتين قوء وهيلاكو Hilakku . وكانت قوء تمثل كيليكيا المنبسطة Pedias، وهيلاكو التي صار اسمها فيما بعد يعني كيليكيا كاملة، تمثل كيليكيا الوعرة Tracheia، . شملت قوء أيضًا منطقة أضنة اليوم، حيث كان الدنوبون الذين سميت المدينة بهم. بين 738 و 732 قبل الميلاد   حكم في قوء الملك اواريكو Awariku . وكان مُلزمًا بالجزية للحاكم الآشوري تغلات فلاصر الثالث.، إذ يرد في قوائم الجزية تحت اسم وريكي Urikki. وكان ازاتيوادا Azatiwada حاكمًا للملك اواريكو وكان مقيمًا في كارتبه. وبالتالي، يمكن افتراض أنه تم تعينه وبناء القلعة في عهد اواريكو. ونظرًا لأنه يصف في النقش بأنه قد عرّف أحفاد اواريكو في أضنة، فلا بد من تعيين تاريخ بعد وفاة اواريكو (بعد 709 قبل الميلاد) لإنشاء النقش.
يطابق بعض الباحثين ازاتيوادا مع ساندواري Sanduarri،  ملك كوندي Kundi (ربما أنازاربوس) وسيسو Sissu (قوزان)، وكلاهما شمال سهل أضنة. تحالف ساندواري في القرن 7 قبل الميلاد   مع مدينة صيدا الفينيقية ضد آشور، لكن أسرحدون قبض عليه وقطع رأسه. تتوافق هذه المطابقة مع هجرة اللوفيين إلى كيليكية التي وصفها جوتزه Albrecht Götze في نهاية الحكم الآشوري وكذلك مع وجود الفينيقيين في المنطقة. ومع ذلك، وفي حين أن جوتزه وغيره يقترحون وقت أبكر في القرن 9 ق.م زمن شلمنصر الثالث. وضعت عالمة الآثار الأمريكية وينتر Irene J. Winter النقوش بعد تحليل الأسلوب في فترة لاحقة، لكنها لا تسبتعد بناء الحصن في القرن 9 ق.م. ويفترض بالعموم القرن 7 ق.م لنهاية القلعة، ربما تدميرها في سياق حملات اسرحدون على هيلاكو (كيليكية). لم يتم العثور على آثار لمباني لاحقة من فترة قريبة بناء ودمار القلعة، إلا أنه وجدت بعض بقاية الجدران في المنطقة الشمالية الغربية من القلعة لكنها تعود إلى العصر البيزنطي.

## تاريخ البحث
اكتشف عالم الآثار الألماني هيلموث تيودور بوسرت كارتبه في عام 1946، بعد أن أشار المدرس في المنطقة Ekrem Kuşcu إلى وجود أسود حجرية. بتكليف من جامعة اسطنبول، تحرى المنطقة مع هالت تشامبل والكيم Alkım الذي يعمل في جمعية التاريخ التركية. عندها تم الكشف عن البوابات ونقش كاراتبه ثنائي اللغة بالفينيقية واللوفية الهيروغليفية. نظرًا لأن الجزء الفينيقي كان قابلاً للقراءة، فقد ساهم هذا الاكتشاف بشكل كبير في فك رموز ما كان يُطلق عليه حينئذٍ الكتابة الهيتوغرافية الحيثية . في السنوات اللاحقة وحتى أوائل الخمسينيات من القرن الماضي، حفرت الكيم أيضًا في دوموزتبه Domuztepe واستكشفت شبكة الطرقات من كارتبه عبر طوروس إلى الأناضول الوسطى وعبر جبال أمانوس إلى سمأل (الآن زنجيرلي). من عام 1952 أدار الحفريات هالت تشمابل في حين بحث بوسرت في مصيصة، عن مدينة باهري Pahri المذكورة في النقش كعاصمة لازاتيوادا. تم تنفيذ أعمال الترميم على البوابات حتى عام 1957 ونُفذت أعمال تنقيب أخرى في بعض مناطق التحصينات بإدارة الكيم. في أواخر الخمسينيات من القرن الماضي، وضعت سقوف لحماية البوابات، وفي نهاية 1958، تم تأسيس حديقة كارتبه الوطنية. في الثمانينيات من القرن الماضي، كانت عمليات التنقيب في دوموزتيبه ضرورية بسبب بناء سد أرسلان طاش، والتي نفذها محمد أوزدوغان Mehmet Özdoğan في الموسم 1983/84. بينما استمرت أعمال الترميم البوابات، في عام 1997 تم استئناف العمل في القلعة، تحت إشراف سيكر-أكمان Martina Sicker-Akman من معهد الآثار الألماني في إسطنبول بالتعاون مع تشمابل.
في عام 1962، زار موقع كاراتبه الآثاري باولو ماتييه، الذي كان آنذاك عضوًا في فريق الحفريات الإيطالية في ارسلان تبه Arslantepe ، وكان ذلك في أثناء غياب فريق التنقيب في كارتبه، والتقط صوراً ونشر بدون تصريح رسمي مقال بعنون: دراسة عن النقوش في كارتبه Studi sui Rilievi di Karatepe في جامعته. بعد احتجاجات عنيفة من مختلف المؤسسات، سحبت الجامعة المقالة المنشورة. نتيجة لذلك، تم فرض حظر صارم على التصوير الفوتوغرافي في الموقع. للنشر على منحوتات كارتبه، التي نشرتها هالت تشمابل وأوزير Aslı Özyar في عام 2003، تم إعادة تصوير النقوش من قبل يوهانيس Dieter Johannes ، الذي كان آنذاك مصور لمعهد الآثار الألماني في إسطنبول، وتم رفع حظر التصوير.
أصبح الموقع الآن متحفًا في الهواء الطلق تابعًا لمتحف أضنة الأثري، وكانت تديره هالت تشمابل حتى وفاته في عام 2014.

## الحصن
يحيط الجدار المكون من جزأين بتلة القلعة التي يقف عليها القصر، حيث لا تتواصل الأجزاء الغربية والشرقية من البنية. قطر التحصين في المحور شمال- جنوب حوالي 375   متر، وفي المحور غرب-شرق 195 متر، محيطه حوالي كيلومتر واحد. يبلغ سمك الجدران حوالي أربعة أمتار في المتوسط وتضم 28 برجًا وخمسة بوابات برجية. تغمر بحير السد اليوم أجزاء من التحصين الخارجي في الشرق. تطلب بناء الجدران، على الصخور الحرة الوعرة، تدعيم تحتي بصفائح صخرية أحيانًا، أو إزالة بعض الصخور. في الجزء الشرقي شديد الانحدار من المجمع، الذي يواجه النهر، كان هناك خطر من انجراف البناء بسبب جريان مياه الأمطار. لهذا السبب، تم إنشاء نظام صرف معقد في جميع أنحاء القلعة، بقنوات تمر تحت الجدران والمباني. بني جدار متقدم على الجانب الشرقي شديد الانحدار من الجبل لحماية الممر إلى النهر، وبالتالي ضمان إمدادات المياه. الدخول ممكن عبر بوابتين ضخمتين في الشمال والجنوب. وتفسر بقايا الجدران الشمالية الغربية والجنوبية الشرقية من البوابة الجنوبية العليا على أنها ثكنات أو مستودع. تم تجهيز حيز مكاني ملحق في المنطقة المجاورة مباشرة للبوابة الجنوبية بنحت صخري لحليمات بالإضافة إلى اجران صخرية، هذا وووجود تمثال إله الطقس بالقرب قد يوحي بوظيفة عبادية لهذا الحيز. إلى الشمال، هناك بقايا مبنى، يُفسر عمومًا على أنه قصر. في أقصى الشمال من المنطقة المسورة يوجد مجمع مبنى آخر غير معروف وظيفته.

### قصر
يقع مجمع القصر في أعلى نقطة من التل ويبلغ قياسه 45 متر في المحور غرب-شرق و 65 متر في المحور شمال-جنوب. لم يتبقى إلا نحو 40 سنتيمترات فقط  من أساسات الجدار فوق الصخر الطبيعي حول باحة قياسها 22   ×   30   متر تتوزع عدد من الغرف في ترتيب غير منتظم. توجد شمال الباحة غرفة مفتوحة نحو الجنوب، يحيط بمدخلها كتلتين من البازلت. يرى ألكيم فيهما قاعدتي عامودان، وبذلك يتعرف على نمط العناصر الشمالية لتصميم بيت خيلاني، وهو نمط من المباني شائع في جميع أنحاء الشرق الأوسط وآسيا الصغرى، ويتكون من عدة غرف صغيرة مجمعة حول مدخل مفتوح واسع مؤطر بالأعمدة .
بسبب عناصر معمارية مضافة جزئيًا والانحرافات الطفيفة في الاتجاه، يمكن ملاحظة أن المجمع تم بناؤه في أربع مراحل بناء على الأقل. من المرحلة الأولى بقي درج واحد فقط وبقايا قليلة من الجدران إلى الغرب من مبنى القصر. مشغولة في الصخور الطبيعية والتي بني فوقها جدران أحدث في الشرق. ونحتت قناة لاحقة في مرحلة البناء الثانية باعتبارها مزراب في الدرج.
تشمل المرحلة الثانية من البناء الغرف التي تشكل بناء بيت خيلاني في الشمال. إلى يمين ويسار الرواق، الذي يبلغ عرضه 12.5 متر والمحاط بأعمدة، توجد بنيتان مربعتان، ربما برجان. خلف الرواق تتابع الغرفة الرئيسية بنفس العرض و 7.5  متر عمق، وبالقرب إلى الشرق غرفة مستطيلة، وإلى الغرب مجموعة من أربع غرف متجاورة، وثلاث أخرى أمامها. من منتصف البناء، يتم تصريف الماء خارج المبنى عبر قنوات إلى الشرق، ومن الغرب خلال الغرف الأخرى. القنوات تحت مستوى الأرضيات وقياسها 20 إلى 30   سم في العرض، و10 حتى 30   سم ارتفاع حافة حجارة القناة.
في المرحلة   3، تم تحوير بناء بيت خيلاني Bât Hilâni ، والجدران الموجودة بني فوقها جزئيًا، إذ تم تمديد الغرفة الرئيسية لتشمل الأجزاء المجاورة. من المحتمل أن تكون قواعد البازلت في الرواق قد نشأت في هذه المرحلة أول ما نشأت، كما تم العثور على قواعد بازلتية في الغرفة الغربية الملاصقة للغرفة الرئيسية . في الجنوب تم إضافة جناحين وجدار في الشرق، فصارت الباحة بذلك عنصر مركزي. نظرًا لوجود غرفة طويلة والعديد من الغرف الصغيرة في الغرب، فإن هذا الجزء الجنوبي يتصل ببيت خيلاني في الشمال، مع أن المحاذاة تتفوات قليلاً عن بعضها البعض. القنوات من المرحلة   2 مشهوة جزئيا بسبب الجدران الجديدة، مما يدل على أنها لم تستخدم خلال هذه الفترة. تمر عدة قنوات جديدة عبر المباني الجنوبية الغربية إلى الخارج وتستمر تحت درب مرصوف. بقي بقايا من رصف البناء في بعض الأماكن.
في المرحلة 4، تم تمديد مببى بيت خيلاني مرة أخرى إلى الشمال على امتداد العرض بأكمله، حيث بني فوق طبقات من الجدران المنهارة. وهنا تظهر تقنيات بناء جداران مختلفة بوضوح، فبينما بنيت جدران المرحلة 3 بحجارة صغيرة، استخدمت في المرحلة 4 حجارة مضلعة وأكبر.
تشير بعض بقايا الجدران الشمالية الغربية التي بنيت خلال تلك الموجودة، دون مراعاة اختلافات المناسيب التي تصل إلى متر، إلى نشاط بناء في وقت لاحق، على الأرحج من الفترة البيزنطية. عند كومكاله Kumkale باتجاه أعلى النهر، تقع قاعدة بيزنطية، والتي ربما تفسر أيضًا الكسر الفخارية البيزنطية المتفرقة التي عثر عليها الكيم Alkım.
تلخص مارينا سيكر - أكمان، التي درست الهندسة المعمارية في كاراتبه منذ تسعينيات القرن الماضي، أن المباني تعكس التراث المعماري الحيثي ومع عنصر بيت خيلاني والبيوت تضاف التأثيرات الآرامية السورية الشمالية. يمكن أن تشير الأعمدة الخشبية، التي خمن الكيم وجودها، إلى اتصالها بالثقافة الكريتية.

### البوابتان
كان الدخول للقلعة عبر اثنين من البوابات في الشمال الشرقي والجنوب الغربي في الجدار المحيط، من أجل البساطة يشار إليها باسم البوابة الشمالية والبوابة الجنوبية. توصل لها منصات تتبع التضاريس الطبيعية. كانت البوابات محمية بأبراج مضمنة في جدار القلعة. أدت المنصات أولاً إلى باحة أمامية مسقوفة، فيه بوابة بمصراعين خشبيين ينفتحان إلى الداخل. وراء ذلك يتبع غرفة إلى اليمين وغرفة إلى اليسار. صُنعت أساسات الجدران من الحجر الغشيم وملاط طيني، وفوقها حشيت بالطوب غير مشوي، لم يبقى منه إلا بقايا قليلية فقط. في داخلها كانت مزودة بألواح حجرية تحمل نقوشًا ونحتًا نافرًا. تقف على ركائز البازلت، والتي هي أيضا منقوشة إلى حد كبير. بين الركائز والألواح الحجرية وما فوقها إلى نهاية جدار الحجر الغشيم أدمجت عوارض خشبية. تشكل النقوش المكتوبة بالخطين وبالغتين اللوفية والفينيقية، والتي تغطي الألواح الحجرية بأكملها، وكذلك توجد أيضًا على الركائز وتمثالي الأسدين نقش كاراتبه. خلف البوابة الجنوبية كانت هناك منطقة مقدسة وقفت فيها تمثال إله الطقس، الذي تم وضعه الآن على يسار البوابة. يحمل التمثال أيضًا نسخة من الجزء الفينيقي من نقش كاراتبه.
النحت غير مكتملة جزئيا. إذ نحت المشاهد لأول مرة في الحجر، ثم تم قشط الحجر باستخدام أزاميل حديدية على الأرحج. توضح الاختلافات في التقنية والأسلوب أن اثنين على الأقل من النحاتين المختلفين قد عملا على النحت. ارتفاع الألواح، في حالة الأجزاء الكاملة، بين 1.41 و 1.10   متر، يتراوح العرض من 1.77   متر في بوابة الأسود NVr 1 حتى تصل إلى أقل من 20   سنتيمترا في حجارة البناء خالية النحت.

#### البوابة الشمالية

##### الباحة الأمامية اليمنى

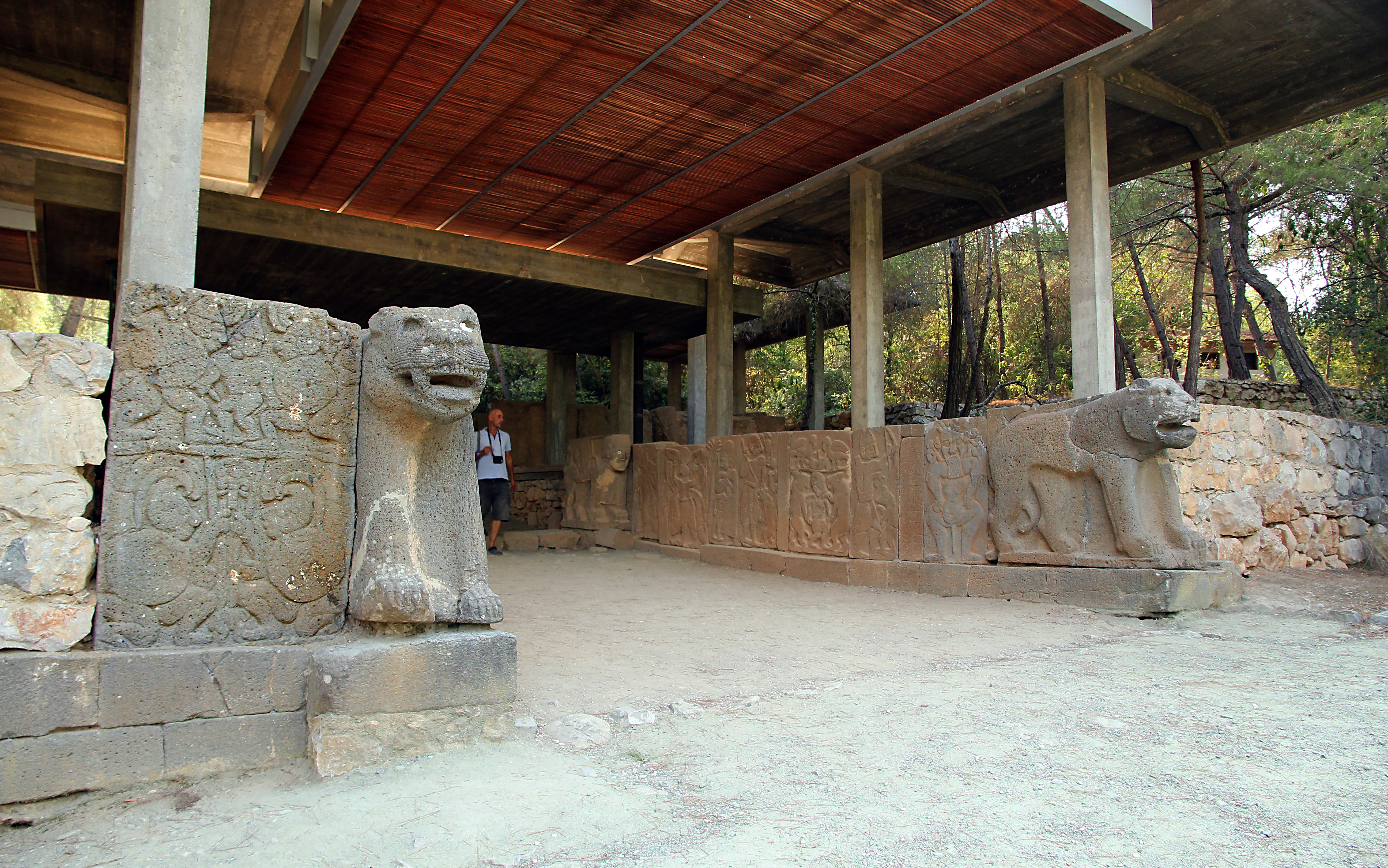
البوابة الشمالية مع أسود البوابة والألواح المجسمة رقم NVl 0

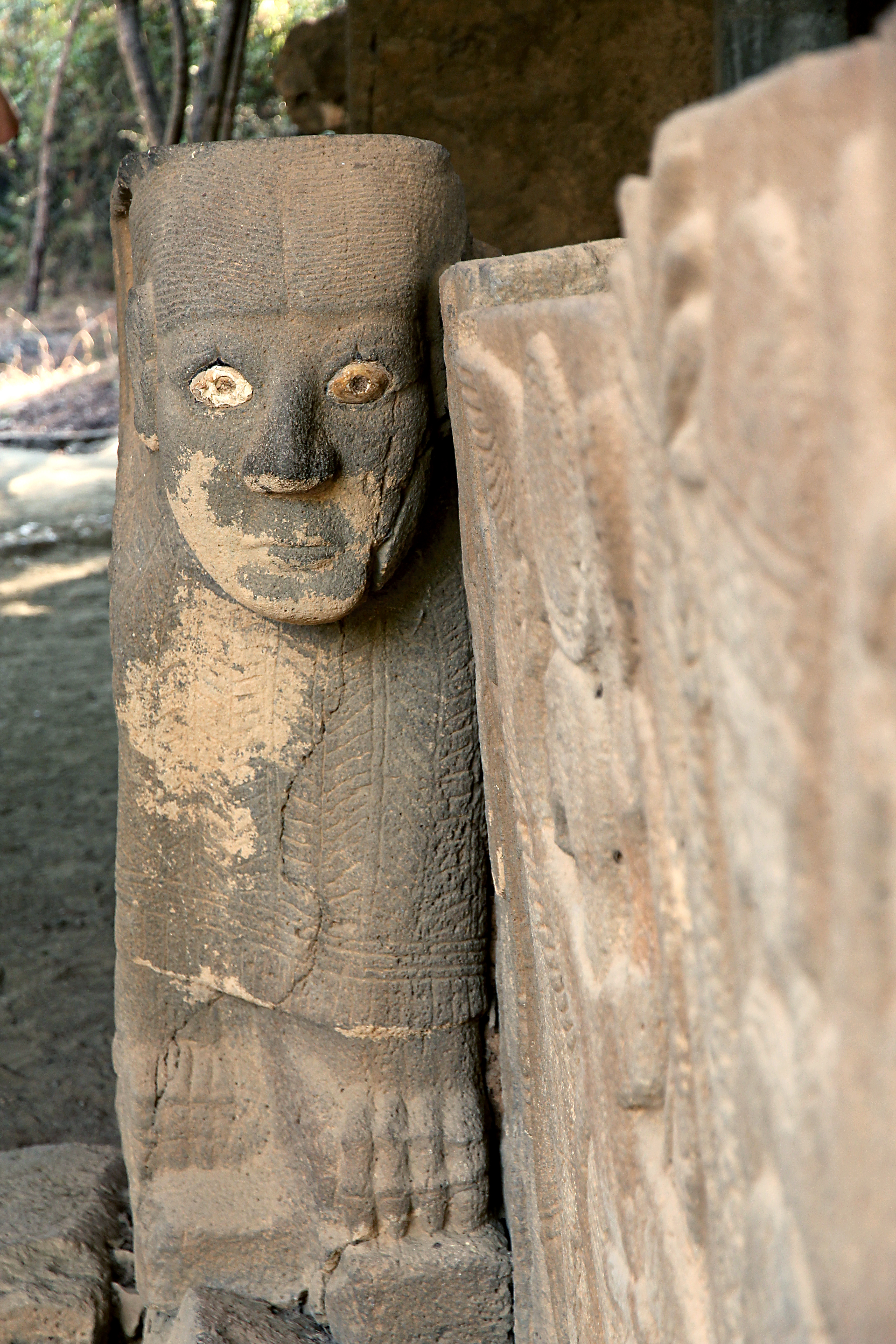
سفنكس البوابة NVr 13

تبدأ المصورات الموجودة في الباحة الأمامية من البوابة الشمالية على اليمين بأسد بوابة NVR   1 . وهو يتألف من أربعة أجزاء، تم العثور على رأسه على بعد 100 متر في الغابة. الأطراف الأمامية والرأس مجسمة، والجسد نفذت كنحت نافر. على الظهر وعلى حجر إسفيني، والذي كان بمثابة دعم للجدار القائم، توجد أجزاء من نقش اللوفي Hu 8 . يلي ذلك وتحت الرقم NVR   2 صورة للإله ذو الأصل المصري بس. وهو يرتدي تاجًا من سبعة ريشات، الوجه والجسم مزودة بالتجاعيد العميقة. ووضع له بأسلوب تجريدي شارب وسكسوكة تتدلى على صدره. أسفل الجسد، يمكن رؤية فالوس وإلى الخلف ذيل متدلي. على كتفيه اثنين من القرود يمسكان أيديهم على الفم . رأس الشكل كبير جدًا بالنسبة للجسم، لكن هذا يتناسب مع تمثيل القزم المعتاد لبس. قد تشير خاصية العرض الأمامي المتناظر بشدة لتصوير بس والعينين الكبيرتين اللتين تتمتعان بمظهر اختراق، إلى وجود وظيفة رادعة أو واقية. هذا يناسب كل من الموقع مباشرة خلف أسد البوابة، بالإضافة إلى بس آخر خلف سفنكس البوابة عند الحُجرة اليمنى. اللوح الرقيق التالي رقم NVr   3 يحمل القسم Hu 9 من النقش ، والذي يتداخل في أجزاء صغيرة مع التصويرات المجاورة اليمنى واليسرى.
على اللوح NVr   4 صورة أحد الرماة ، ربما كان صيادًا أو إلهًا للصيد ، موصولة بدب. الرجل الموجود على اليسار ، والمتجه إلى اليمين ، يحمل القوس في يده اليسرى ، وثلاثة أسهم في يمينه ، ويمكن رؤية كنانة فوق كتفه. الملابس بقبعة عالية ، وتنورة ملفوفة وقميص قصير الأكمام تظهر أيضا على بعض الأشخاص الآخرين. أمامه ينتصب دب ببراثن ممدودة. قامة الإنسان ضعف حجم الحيوان ما يفترض أنه يشير إلى التفوق. التصويرة الحجرية التالية NVr   5 مُقسمة أفقياً بنسبة 1: 3 تقريبًا . يُظهر القسم العلوي ، الأصغر طائرين جارحين، ربما نسور، تنحني على حيوان ميت يشبه الماعز يبسط قوائمه الأربعة. في الحقل الأسفل ، يوجد شخص في الوسط يصارع أسدين. ينتصبان بوضع مستقيم على كلا جانبي الشخص وييضرب كل منهم ببراثنه في كتفيه بينما يمسك الشخص بكلتا يديه مخلبها الآخرى. هذه الموتيف للبطل مصارع الاسود موجودة منذ الألفية الرابعة ق.م. ومعروفة من تصويرات بلاد ما بين النهرين. يظهر مشهد المنتصف ذو النسرين مع عنزة، فيما يظهر، على أختام من تل الزبيدي في العراق وعلى قدح ذهبي من مارليك في إيران.
بعد حجر رقيق دون صورة (NVr   6) ، والذي يعمل فقط كقطعة وسيطة ، يتبع على اللوح رقم NVr   7 مشهد آخر لصيد الأسود ، والمقاتل هذه المرة نراه بحجم ملء اللوحة ، ولكنه إله يصعب تحديده بالضبط. إنه يقف على اليسار مرتدياً قبعة مستديرة وقميصًا قصير الأكمام وتنورة ملفوفة. في يده اليمنى يحمل رمحاً يستهدف الأسد، الذي ينتصب أمامه بقامة تعادل نصف قامة البطل. يوجد فوق الأسد وأمام وجه حامل الرمح، دون أي اتصال واضح ، طير جارح، ربما باز ، أصاب أرنب. من السهل التعرف على الريش الموجود على الصدر والأجنحة المشرعة.
اللوح التالي رقم NVr   8 يُظهر إلهة ترضع صبيًا واقفان بجانب شجرة نخيل. إنها تقف على اليمين مرتدية رداء يشبه الخيتون وتلقم ثديها الصبي الصغير الذي يقف على اليسار ورأسه ملقى للخلف للرضاعة. وقد وضعت كل منهما ذراع واحدة حول الآخر. على الجانب الأيسر من الصورة ، مائلة قليلاً إلى اليمين ، توجد شجرة نخيل جذعها مهشر بخطوط متقاطعة وعناثيد متدلية للتمر. وسواء كان له معنى، كرمز للخصوبة ، أو ما إذا كانت تخدم فقط التوازن البصري للتصوير، مثل الطير في NVr   7 فمن الصعب الجزم. حول هوية الشخصيات لا يمكن إلا التكهن . أن تكون الشخصية الكبيرة تمثل إلهة، يمكن أن يعد أكيدًا ؛ ويمكن أن يكون الصبي أيضًا إلهًا أو حاكمًا. يُعرف احتضان الإله الواقي من خلال نصويرات حيثية على الأختام أو من يازيليكايا Yazılıkaya . ربما موتيف آلهة الإرضاع تعود أصوله إلى مصر ، حيث يظهر بشكل متكرر ويمكن أنه من خلال الفينيقيين وصل إلى كيليكا تقترح هالت تشمابل تفسيرًا آخر هو الزوج الأم خيبات Ḫepat والأبن شاروما Šarruma في الثقافة الحيثية-الحورية-اللوفية
على اللوح المجاور NVr   9 تصور روح حارسة (جني Genii) بشكل يشبه رأس طير مجنح. ترفع يديه وتحمل الشمس المجنحة. الرأس هو رأس طائر جارح ذو منقار معقوف، جسمه إنساني يرتدي مثل ما ملابس الشخصيات الذكرية. من بين زوجي الأجنحة اللذين يبرزان من جانبه ، نرى واحدًا للأعلى والآخر لأسفل. يوجد هكذا هجين مجنح مماثل في تل حلف. الشمس المجنحة هو من التصويرات الحيثية كخاصية للآلهة على سبيل المثال معروف من إفلاتون بينار Eflatun Pınar  أو كرمز سيادي من خراطيش الملك في يازيليكايا. الكتابة الهيروغليفية المنحوتة على يسار بين الأجنحة التي تنتمي للنقش Hu 11 على اللوح NVr 10 المجاور. اللوح NVr   11 يُظهر إله يمشي إلى اليسار ويحمل عنزة فوق كتفيه. يمسك الحيوان بكلتا يديه من قوائمه الأمامية والخلفية ، إضافة إلى هراوة في يده اليمنى. وسيف قصير مربوط بحزام الذي يتعلق بدوره على الكتف. كان يرتدي ملابس الرجال المعتادة بما في ذلك قبعة مستديرة بحامية للأذنين مرفوعة، ويلفت الانتباه الحذاء القصير ، والذي يكشف عن تفاصيل عدة. وعن الهراوة أو الصولجان فقد تم العثور على عينات مماثلة في سمأل وفي ساموس  وتعليق الحثيين المتأخرين غير المعتاد للسيف يشير إلى اتصالات كيليكا بالعالم الغربي. تفسير هذا التصوير غير واضح، والتصويرات المماثلة عديدة، على سبيل المثال في كركميش  نرى ها في موكب من حملة القرابين، وكذلك كأفراد جنبا إلى جنب مع الآلهة والكائنات الهجينة إلا أن وظيفتها كذلك ليست واضحة. مرة أخرى نرى جانبي الجسم أجزاء من النقش  11. اللوح NVr   12 عبارة عن قطعة غير مكتملة ربما أنكسرت في أثناء صنعها وتم التخلي عنها. وهي مقلوبة رأسا على عقب ومحشورة بين NVr   11 والسفنكس الواقفة المنزاحة NVr 13 . وتظهر شخص مع وعل وطيور ، وتشغل أيضا ارتفاع النحت النافر بأكمله.
سفنكس البوابة NVr   13 منزاحة بقدر سماكة حجر. وجد رأسها الإنساني مكسور وملقياً بجانبها، وكان الرأس مجسم تمامًا ، ونفذ جسد الأسد بتقنية النحت النافر، والعيون من الجير الأبيض ومثبته بالرصاص، وحدقاتها مفقودة. ترتدي عبائة فوق الكتفين ، منقوشة على شكل حراشف السمك، وانتهت بحبكة ثلاثية. على الكتفين يمكن رؤية حياكة تزينية بشكل خاص. وراء ذلك ينمو زوجان من الأجنحة ، يمكن رؤية واحدة منها فقط. تخطو السفنكس إلى اليمين ، ينتهي الذيل المشرع برأس ثعبان. على الجسم والقائمتين الخلفيتين وخلفية المشهد النقش اللوفي Hu 11 

##### الباحة الأمامية اليسرى

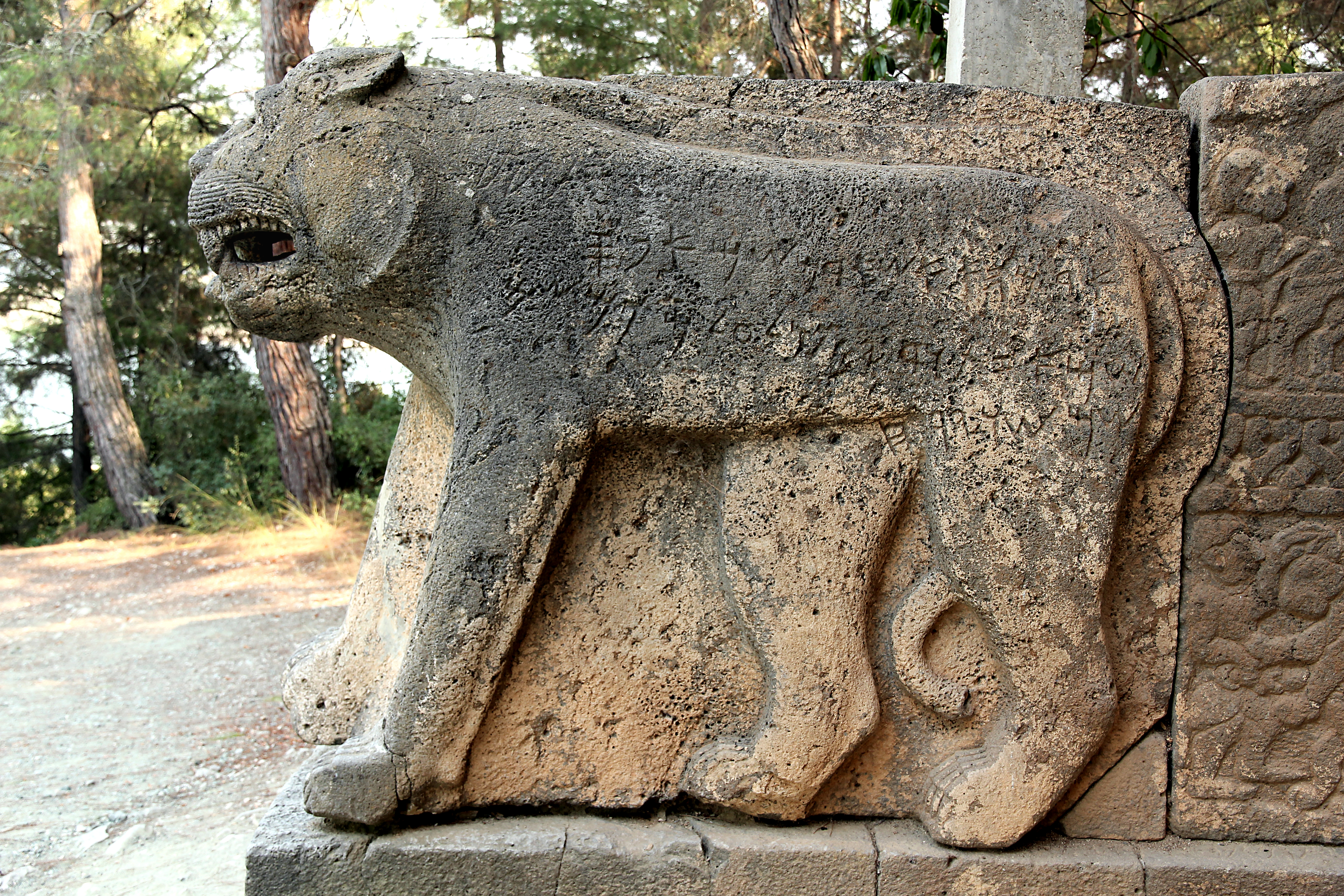
أسد بوابة NVL 1

نظرًا لأنه على الجانب الأيسر تمت مقاطعة ارتباط النقوش من خلال كتلة النقوش Phu A III-I على اللألوح NVl 3-5 ، تم تقسيم بعض التصويرات هنا أفقياً لاستيعاب سبع تصويرات على خمسة أحجار. بعد كسر أحدها (NVl 11) ، وضعت التصويرة NVl 0 خارج الصف وعلى يسار أسد البوابة. ربما كمقدمة للسلسلة التالية ، تم تقسيمها أيضًا أفقياً إلى منطقتين ، مع صور متطابقة تقريبًا. لم يتم العثور على NVl 0 في مكانه، ولكن يمكن إعادة ترجمتها وإعادة تجميعها بسبب الملاءمة الدقيقة في الموقع الحالي. في كلتا التصويرتين يوجد محاربان بخوذتين الراوبة Raupenhelme على رأسيهما ورماح ودروع في أيديهم. فيما بينهما ، في المنطقة العلوية ، يمكن رؤية رجل أصغر بذراعين ممدودين وخوذة مدببة ، نحوه يتوجه الشخصين كلاهما برمحيهما. في المنطقة السفلية ، يمكن رؤية أرنب في نفس المكان ، فوقها نُخيلة Palmette . قد يكون للأخيرة وظيفة ملء الفراغ فقط . تقترح تشامبل تفسيرين محتملين: إما المحاربين المتضادين (يقفان قبلة بعضهما) يمثلان جنودًا محليين ، يمكن التعرف عليهم من قبل خوذة الراوبة ، الذين يضربون عدوًا ، ربما الآشوريين (الخوذة المدببة)،  الذين يتم مقارنتهم بأرنب، أو المقاتل الأوسط. يحاول تسوية الخلاف بين الاثنين الخارجيين.
تبدأ السلسلة الفعلية من الألواح مع أسد البوابة NVl 1 . إنه يشكل النظير لـ NVr 1، ولكن تم التخطيط له في الأصل ليكون أكبر ، كما يتضح من خط الظهر-الذيل المزدوج. وهو يحمل على الجسم وكذلك على الركزية النقش الفينيقيPhu A IV . أسود البوابات معروفة في الأناضول ، على الأقل منذ القرن الثامن عشر قبل الميلاد   كما في اللقية من كانيش . ينقسم اللوح NVl 2 أفقيًا إلى نصفين بواسطة حزام نُخيلات. على الجانب الأيسر قطعت قطعة على شكل قوس ، تتوافق مع خط الذيل الأصلي لأسد البوابة المُصغر. في التصويرة العلية ، يمكن رؤية فارس بين اثنين من الخدم. يجلس جانبيًا على هيكل يشبه السرج ، ويثبت نفسه بيد واحدة على دعمة بارزة بينما ترقد القدمان على لوح. يقود سايس الحصان الأيمن الحصان بحبل ، واليد اليسرى تدفعه. فوق الحصان ، تملأ نُخيلة المساحة الفارغة مرة أخرى. بمقارنة هيكل السرج مع التصويرات الآشورية ، ترى تشامبل أن الفارس هو الحاكم. في التصويرة السفلى ، أسد يهزم من قبل اثنين من المحاربين. يقوم المحارب الأيسر بصد الحيوان في مركز التصويرة والموجه لليسار بيد واحدة ويدفع بالسيف القصير إلى جسده باليد الأخرى. يأتي المحارب الثاني من يمين الحصان ويهاجم الأسد من الخلف بحربة.

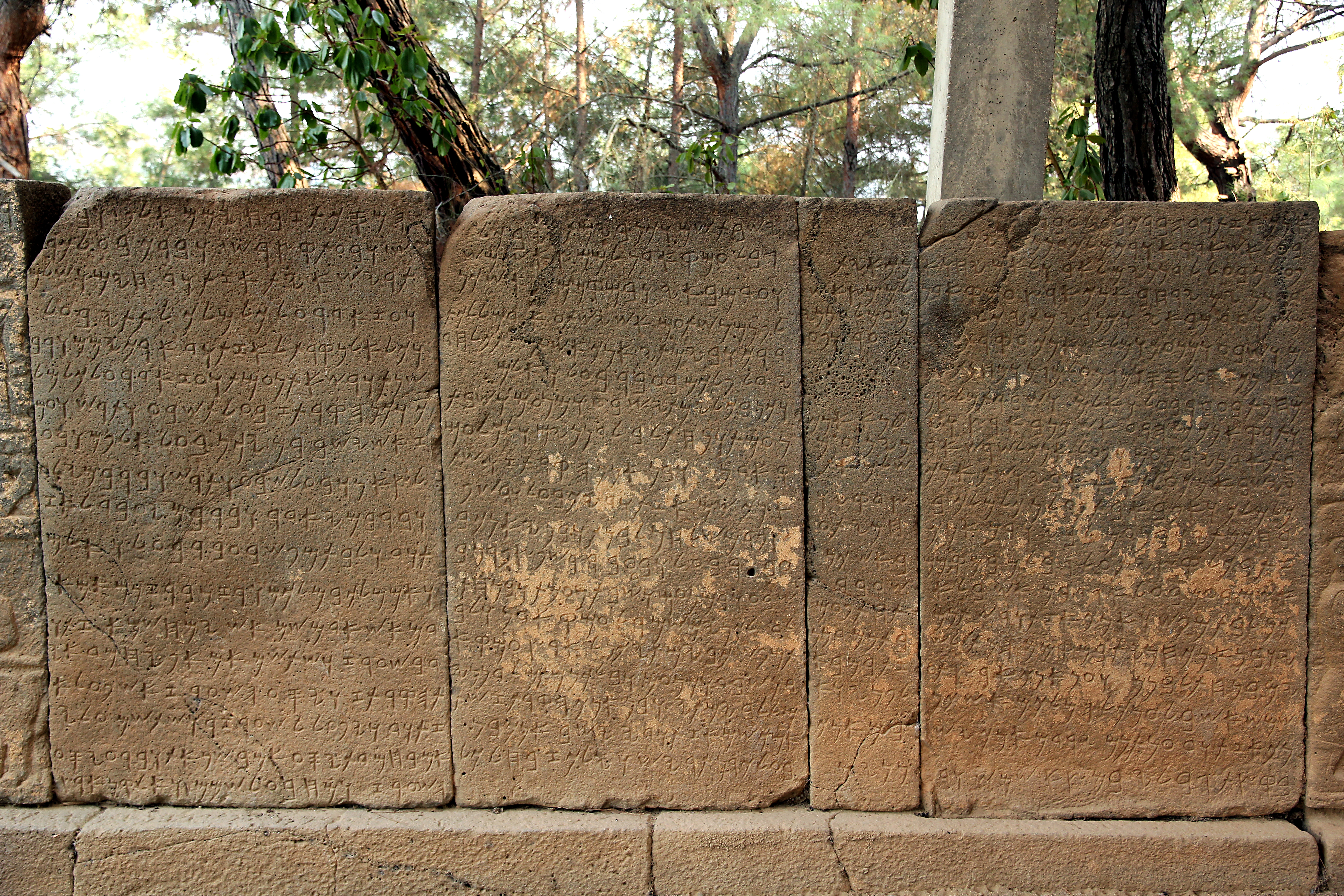
اللوح NVI 3-6 مع النقش الفينيقي Phu A III-I

الكتل الحجرية الثلاثة التالية NVl 3 إلى NVl 6 ، عليها النقوش Phu A III إلى Phu AI، هذه المرة مُنصف فقط بخط أفقي. في المنطقة العلوية، تقوم امرأتان متقابلتان بحمل كل منهما بيد واحدة إطار، بينهما امرأة أصغر تضرب على الدف. ثلاثة كلهم يرتدون تنانير ملفوفة تصل إلى الساق وأغطية رأس تحيط الشعر الكامل في منطقة الرقبة. يوجد أدناه موسيقيان ، على اليسار عازف آلة وترية ، على اليمين عازف ألة نفخية ، بينهما اثنين من الراقصين ، الأيسر يثني الساقين للوثب ، على اليمين الشحص أصغر. تعد الدفوف والزمارات Aulos والقيثارات Lyre من أقدم الآلات الموسيقية المعروفة في الشرق الأدنى القديم. كانت القيثارة ، وهي نوع من أنواع القيثارات ذات القاعدة المستديرة Rundbodenleier يصندوق رنين مسطح، وحسب شهادات التصويرات والكتابات كانت الأكثر استخدامًا في العزف، وظهرت أيضا عدة مرات في التصويرات الحيثية المتأخرة. كما سبق وعثر وولي على قيثارة في أور  وكذلك هي معروفة في الفترة الحثية المتأخرة، على سبيل المثال، من كركميش وآشور. وللمرة الأولى ، تظهر هنا الأدات التي تسمى فوربايا Phorbeia ، وهي أحزام جلدية تمسك بفم العازف مع عصابة أو شريطين يلتفان حول رأسه وكان من المفترض أن تمنع ، من بين أشياء أخرى ، استرخاء عضلات الخد. كانت الدف الأسطواني في بلاد ما بين النهرين على الأقل منذ نهاية المرحلة الثالثة   الألفية قبل الميلاد قيد الاستخدام. بالنسبة للأناضول ، يرد ذكر أنواع مختلف من الطبلات وقت الكتابة الحثية ، ولا توجد تمثيلات تصويرية إلا من الفترة الحثية المتأخرة. يُفسير المشهدين على أنهما ينتميان إلى حدث ما ، على الأرجح إلى احتفال شعائري بالموسيقى والرقص، وفقا لشمبل، مسابقة بين قيثارة والمزمار، بمقارنتها بالمسابقات اليونانية المسى اجون Agon . بذلك الإطاران الذان تحملهما المرأتين العلويتين سيكون نوعًا من الإكليل.
على اللوح التالي ، NVl 8 ، يرى المرء محاربًا ينظر إلى اليسار ، وحسب الحجم فهو الإله، يمسك بحربة مسنودة على الأرض في يده اليمنى ، وهراوة في يساره. أمام الجزء العلوي من الجسم ، فيحمل سيفًا قصيرًا على حزام تثبيت، يشبه الذي في الألواح رقم NVr 11 و NVr 12 و NVl 2 و NKl 6 . تتألف الملابس من القبعة المخروطية ذات واقيات الأذنين المرفوعة وقميص قصير الأكمام وتنورة ملفوفة قصيرة تشبه زحرفتها بنمط المعينات تلك التي للجني في اللوح NVr 9 . في الألفية الثانية قبل الميلاد   صُور العديد من الحكام الحثيين بتنورة قصيرة ملفوفة وسلاح مماثل، على سبيل المثال ، في هانيري Hanyeri ، الهميت Hemite، كارابل Karabel، وكذلك شوبيلوليوما الثاني Šuppiluliuma II في الغرفة الثانية في خاتوشا.ولأنه ، ومنذ في الألفية الأولى ق.م صار تصوير الحكام دائما بأثواب طويلة،  تستنتج تشامبل أن التصوير هنا لحكام، ميت ومؤله.
مع الرقم NVl 10 يتبع مشهد مكونة من جزأين أو حتى ثلاثة أجزاء دون علامات فصل. فوق عصابة من أزهار اللوتس والبراعم نرى ثوران يواجهان بعضهما البعض ورأسيهما منحنيان. في المنتصف ، ربما يمثل المثلث جبلًا. يظهر المشهد العلوي ، الذي يحتل حوالي نصف الارتفاع ، مطاردة أيل. الايل والإنسان يتحركان باتجاه اليمين ، الصياد يحمل قوس مشدود في يده اليسرى ، يده اليمنى تميل للخلف لسحب السهم من الكنانة. الأيل لديه بالفعل سهم منغرس في ظهره ويستدير نحو الصياد، وله قرون عالية. صيد الأيل، فضلا عن مطاردة الأسد، مشهد يتكرر في الأنضول، أمثلة ذلك، في ، الاكا هيوك alaca höyük  ، سمأل ، كركميش  وتل حلف. تؤكد الثيران المتضادة ، حسب تشامبل ، على الطبيعة الدينية لصيد الأيل. تم اعتماد عقد اللوتس ، كتصويرة من أصل مصري ، كشكل من أشكال الزينة من قبل الفينيقيين والآشوريين والفرس واليونانيين.
نهاية الصف الأيسر من ألواح الباحة الأمامية هو منحوتة السفنكس رقم NVl 12 . تم العثور على الرأس أمامها. تتوافق مع اللوح NVR 13 المقابل ، لكنها نُفذت بشكل أقل جودة.والحواف لم تشطف حدتها، ونمط زخرفة العبائة والأجنحة خشن.

##### غرفة البوابة اليمنى

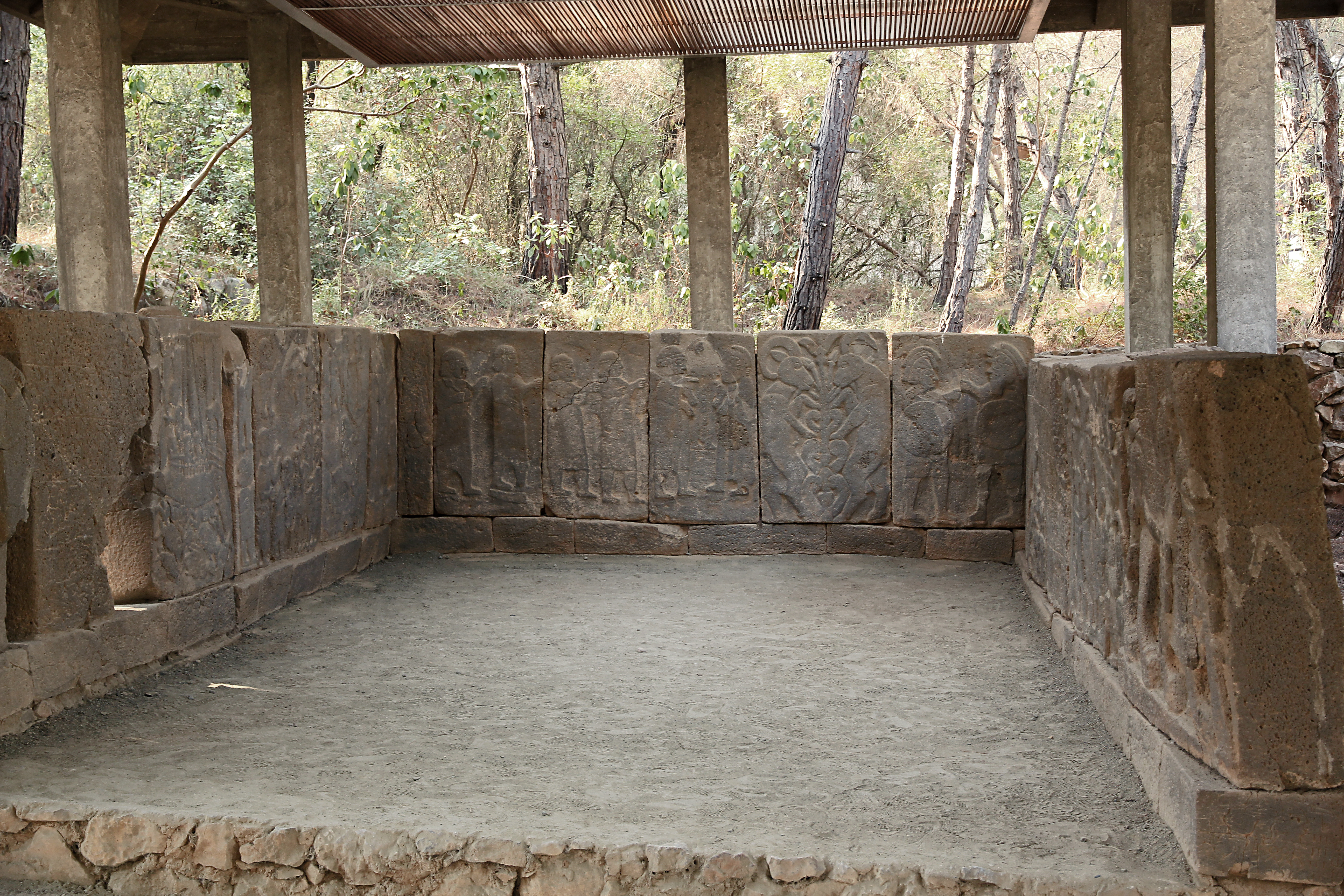
الغرفة اليمنى

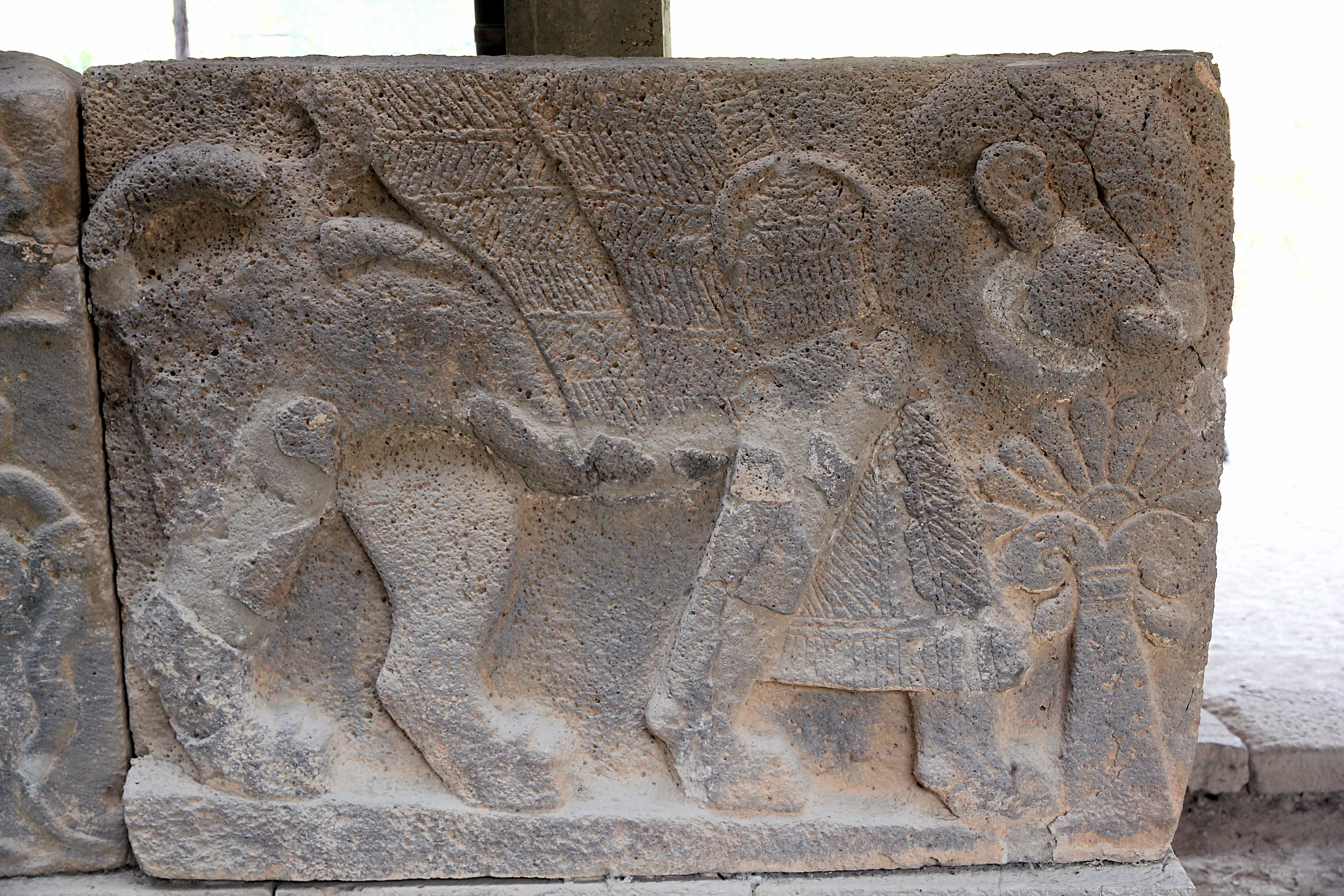
سفنكس بوابة رقم NKr 1

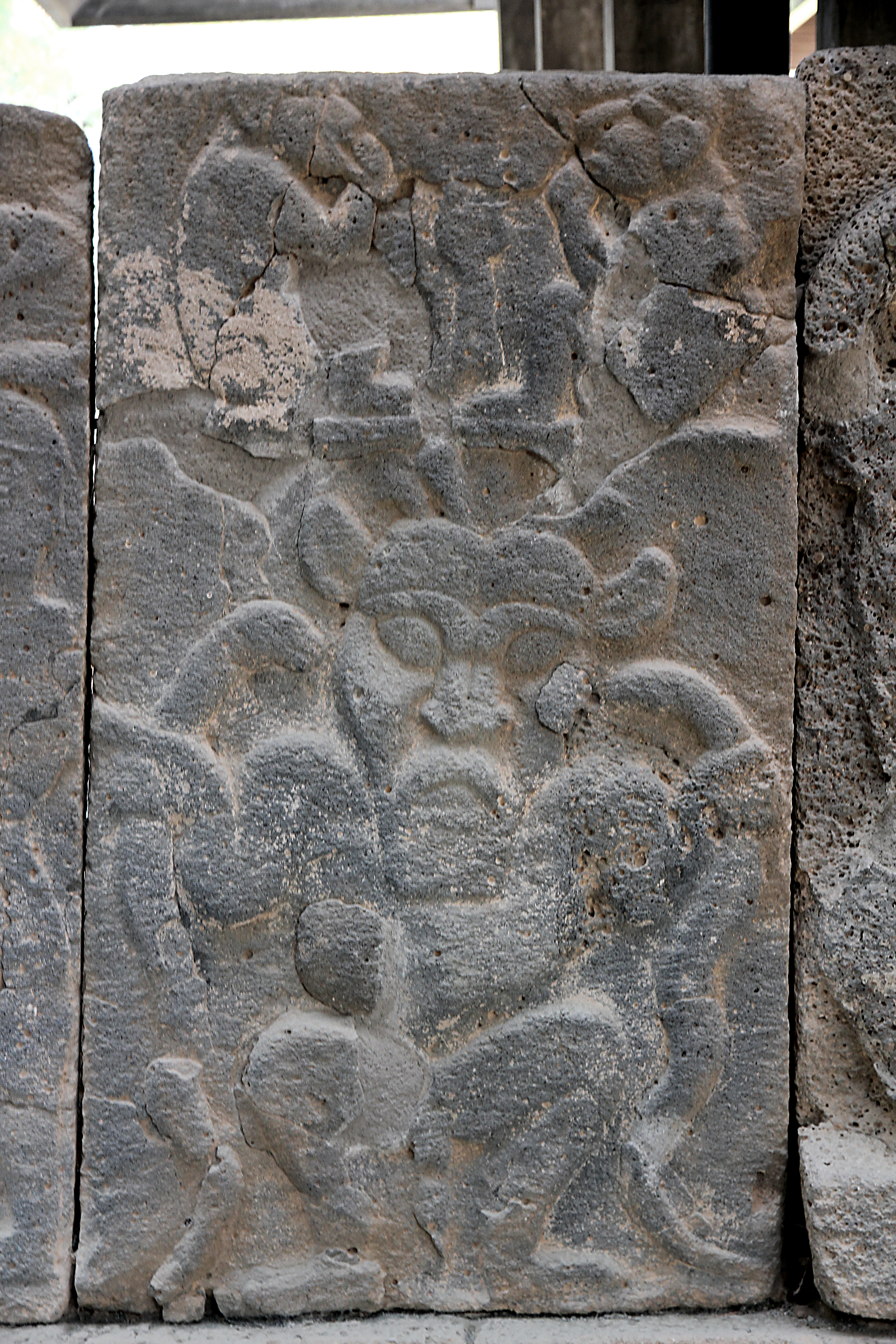
مشهد بس مع قرود NKr 2

يحيط كل من الغرفتين سفنكس وأسد. ومع ذلك ، فإن سفينكسان البوابتين NKr 1 و NKl 1 ، ليست مثل NVl 12 و NVr 13 شبه مجسمة، ولكنها مصنوعة بنحت نافر . كذلك هذه السفنكس لها عباءة محززة على الكتفين، والتي تتدلى كصدرية بين القائمتين الأماميتين. وكذلك زواج الجناحين محززين. أمامها تقف نُخيلة لها اثنين من المحلزنات Voluten في النهاية العلوية من الجذع. ثم يلي بس آخر رقم NKr 2 . وتصويره وهو بوضع القرفصاء، ويحمل ثعبان في كلتا يديه ويرتدي تاج من خمس قطع. القردين الجالسين على أكتاف هذا البس لهما قسمًا علويًا منفصلًا من الصورة ، بشجرة صغيرة بينهما. ويحركان يدهما إلى أفواههما ويبدو أنهما يقضمان شيئًا ما. يشير وضع البس مباشرة بعد سلم البوابة أيضًا إلى وظيفة حراسة. اللوح الذي وجد متشظي للغاية كان يتألف من عدة أقسام. على التصويرة المكونة من قسمين NKr 3 ، يمكن في الأعلى رؤية ثلاثة طيور جوارح في تصوير جانبي بوضعيات مختلفة، اثنتان إلى اليمين، وواحد إلى اليسار. أدناه أربعة أشكال ذكور. الذي إلى اليمين يلتفت إلى اليسار ، وكل الآخرين ينظرون في اتجاهه. يرتدي الثاني والرابع من اليسار تنورة ملفوفة ، والآخران يرتديان قمصين يصلان إلى الركبتين. وبالتالي ، ربما يكون اثنان من الرجال من السكان المحليين ، والذي إلى اليمين ربما يكون الحاكم ، والآخران أجنبيان يجري إستقبالهما هنا. تقترح تشامبل إمكانية الإشارة إلى حدث تاريخي ، ربما إبرام الاتفاق بين ساندوري Sanduarri والأمراء الفينيقيين. معنى الطيور فيما يتعلق بإبرام العقد غير واضح، لكن يمكن الإشارة إلى التطيّر auspicium .
يحمل اللوح رقم NKr 5 القسم Hu 5a من النقش الهيروغليفي. على NKr 6 يظهر تصوير مصارع الاسود مرة أخرى. يقاتل مقاتلان متضادان مع أسد ينتصب في المنتصف. أدناه شبلين ومعز. أحدهما يهاجم المعز من اليسار، والثاني قد قفز بالفعل على ظهرها. لا يوجد فصل بين محتوى المشهد العلوي والسفلي. ويتبع ذلك حجر نقش NKr 7 مع Hu 5b
يبدأ الصف الخلفي للغرفة الآن من اليمين مع محاربين يواجه كل منهما الآخر في الوح NKr 9 . كلاهما مجهز بخوذات راوبة ودروع ولديهما رمح قصير في أيديهما. يُظهر الجزء التالي من NKr 10 وعلين متقابلين منتصبين على شجرة مُبسطة. عند جذع النبتة يمكن رؤية نبتتين حلزونيتين، وفي قمة الشجرة أوراق أو براعم. نظرًا لأن الحيوان الأيسر له قضيب ، على عكس الأيمن ، يبدو أن المشهد هو لتيس ومعزة. كما أن موتيف الماعز المتقابل على نبات معروف في كل من بلاد ما بين النهرين ، على سبيل المثال ، القيثارة الذهبية من أور  وفي الألفية الأولى قبل الميلاد من الأدلة الحيثية المتأخرة، كما في زنجرلي  وتل حلف.
يتوجب رؤية المشاهد الثلاثة التالية من NKr 11 إلى NKr 13 في سياق واحد. في اليمين مشهد شخصيتين كبيرتين متضادتين، وهناك واحدة ثالثة أصغر في المنتصف. على اليسار رجل، على اليمين امرأة. الشخص في الوسط كذلك ذكر يقف أعلى ويعانق اللذان على الطرفين. ترتدي الشخصية الكبيرة رداءًا أملسًا طويلًا. الرجل على رأسه غطاء مستدير أو ديادم، والمرأة حجاب. من الشكل الأصغر، تكسرت أجزاء كبيرة ، لذا لا يمكن التعرف على تفاصيل الملابس. من شبه المؤكد أنهم ثالوث إلهي من الأب والأم والابن. لم يتضح بعد ما إذا كان يتعلق بالثالوث تيشوب ، وخيبات وشروما  الذي اقتبسه الحيثيون من البانيون الحوري، والذي ثبت أنه كان لا يزال معروفا على الأقل حتى القرن 9 قبل الميلاد من خلال ثلاثة كارياتيدس من تل حالف. من الوارد أن يفسر المشهد أيضًا بأنه للإلهة كوبابا، إلهة مدينة كركميش اللوفية، مع ترخونو Tarhunza وكرهوهنا Karhuha . كل من NKr 12 و NKr 13 فيهما رجلان كبيران يتجهان إلى اليمين. أول واحد (من اليمين) يحمل سكينة أمام جسده في يده اليمنى ، أما اليسرى فيرفعها للتحية. الثاني يثني ذراعًا ، بينما يُحيي الآخر. والثالث يحمل سكينًا ، والرابع يضع هراوة على كتفه ، كلاهما يصافح الآخر. الملابس هي نفسها للجميع، أردية طويلة وقبعات مستديرة أو عصبات رأس. كل الأربعة يتتحركون في صف على التوالي نحو الثالوث الإلهي في NKr 11 . من المقارنة مع موكب الإله يازيليكايا خلص إلى أن هذه الشخصيات هي أيضا آلهة. بالمقابل يقترح اورتمان Winfried Orthmann موكبًا من شخصيات بارزة. هذه المشاهد معروفة من كركيمش وسمأل، لكنها لا تحيل إلى الآلهة ، بل إلى الملوك.
الزاوية الخلفية اليسرى للحجرة ، تشكل مع اللوح رقم NKr 15، نحتًا نافرًا لم يكتمل، فيه شخصين من الذكور ، الذي على اليسار، ويلتفت لليمين، أكبر قليلاً من الآخر الذي يقف قبالته. يتكون NKr 16 من منطقتين بدون علامة فاصلة. في الأسفل يمكن رؤية فارس دون سرج يجلس على حصان ، واليد اليسرى تحمل زمام ، والأخرى مرفوع للتحية. فوقه يتحرك ثلاثة رجال يرتدون أردية طويلة وقبعات مستديرة ، يحيون أيضًا. جميعهم ينتقلون إلى اليمين ، ربما يكونون بداية الموكب الذي يستمر بمشهد تضحوي في NKr 18 . لأنهم غير مسلحين ، يمكن للمرء أن يفترض موكب عبادة. تصوير الفارس بدون أسلحة الموجود في منطقة آسيا الصغرى وبلاد ما بين النهرين لا أمثلة لها ، فكل مشاهد الفروسية المعروفة ترتبط جميعًا بالحرب أو الصيد. ينقسم اللوح NKr 17 أيضا إلى منطقتين دون علامات. في إعلى المشهد يقف ذكر صغير على اليسار يحمل الرمح في يده الممدودة. وقد نحت بعد سحج خلفية اللوح . أمامه يسير وعل باتجاه اليمين ، وتحت رأس الوعل رجل صغير يلتفت لليسار محييًا. المشهد السفلي يظهر تضحية ثور. الضحية يثبتها رجلان من القرنان والذيل ، والثالث وراءه يلوح بفأس مزدوج سيقتل الثور بها. عند الحافة اليسرى من المشهد، يقف رجل طويل القامة، يُفترض أنه كاهن، يراقب ما يحدث وهو يحمل جسمًا مستديرًا في يده اليمنى. تضحية الثور يمكن مماثلتها بطقس قتل الثور في أتيكا،  الذي تقتل فيه الأضحية بفأس، بينما في منطقة الأناضول يذبح الحيوان عموما. لذلك ، استنتج أصل غربي لهذه الطقوس. في حفل مماثل في هيرايون ، يرجم الجزار رمزيًا لتطهيره من ذنبه. لذلك ، يمكن أن يكون العنصر الموجود في يد الكاهن حجرًا. في النقش يصف ازاتيوادا حفلًا السنويًا يضحى فيه لبعل / تارخونو بثور وخروف. قد يكون هذا ارتباط بين النقش الكتابي والمشهد ، إذا افترض المرء أنه بدلاً من الخراف تُصور عنزة هنا.

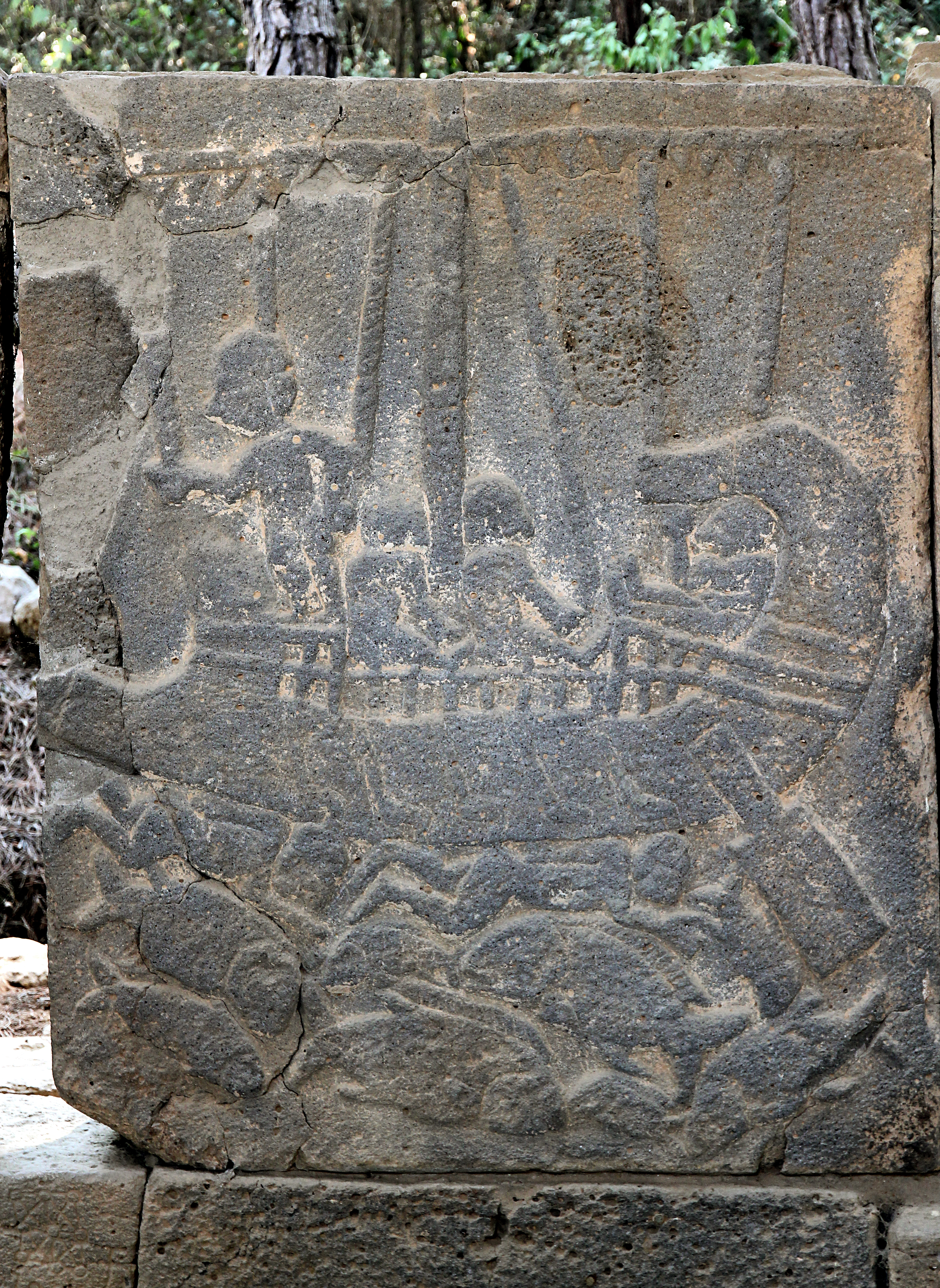
مشهد سفينة NKr 19

مشهد السفينة التالي NKr 19 هو واحد من التصويرات الأكثر شهرة والأكثرتعرضًا للمناقشات في كاراتبه. يُظهر سفينة بها طاقم بأربعة أفراد، تحتها أسماك وشخصيات بشرية. لها (على يسار الصورة) في الجزء الأمامي من البدن صدام مستطيل، وعلى اليمين رفعت المؤخرة بشكل قوس. يبرز من بدن السفينة خمس مجاديف بألواح مربوطة، ومجداف توجيه في الخلف. لا يجب أن يتطابق عدد المجاديف مع ما كانت عليه السفينة المصورة في الواقع ، لأن التصوير محكوم على الأرجح بالمساحة المخصصة للمشهد في اللوح ، فضلاً عن حقيقة أن المجاديف بالمشهد لا تصل إلى الماء. مقدمة ومؤخرة السفينة مجهزة بمنصاتان مؤطرتان بعوارض، بينهما ظهر المركب . يصل الصاري إلى الحافة العلوية للوح الحجري ، على الخشبة المثبتة بشكل مستعرض على السارية، يمكن رؤية مثلثات صغيرة ، والتي من المحتمل أن تفسر على أنها أشرعة غير مشرعة. ومن الخشبة المثبتة بشكل مستعرض على السارية تتدلى ستة حبال بعضها مائل ، حيث يمكن رؤية التهشير عليها، الذي من المفترض أن يمثل شكل دوران ألياف الحبل. على سطح السفينة ، على المنصة اليسرى ، هناك رجل يتطلع للأمام ويشير بيد لهناك . فوق ظهر السفيينة، يجلس اثنان من أعضاء الطاقم يلتفتان إلى الخلف وأرجلهما ممدودة ، والرابع يجلس على المنصة الخلفية، ويتطلع إلى الأمام ويحمل طاسة. وفقا ليونيل كاسون، كان طاقم السفن اليونانية قبل القرن الخامس   قبل الميلاد يتكون بالإضافة إلى المجدفين من ثلاثة ضباط: ضابط ظهر المركب (Prorates) ، الذي كان يتابع بشكل رئيسي الأمور على ظهر المركب ، والضابط المسؤول عن التجديف Keleustes ، والقبطان قائد الدفة (Kybernetes) . لاحقًا تم تعيين رجل ثانٍ عند الكيليوستس، هو Pentekontarchos . إذا أخذنا هذا التفسير ، فإن ضابط ظهر السفينة يكون على اليسار ، ويجلس قائد الدفة على اليمين وضابطي التجديف في الوسط. يجب أن يعزى تصوير الأشخاص فوق عوضًا عن أن يكونوا وراء الهياكل الفوقية لسطح السفينة، مرة أخرى إلى تقنيات النحت حينها، وإلا فإن التصوير سيكون مشوشًا للغاية. تحت السفينة يوجد شخصان في المياه ، بينهما محشورة أربعة أسماك كبيرة وأربعة أسماك أصغر. مقارنة مع ضحايا معركة العربات التي على جدار طويل من التماثيل في كركميش ، يمكن الاستنتاج من خلال وضعية الإجساد المتشابهة أن المشهد هنا لموتى في معركة بحرية، أي جثث الأعداء المقتولين، وبما أن جميع البحارة يظهرون دون سلاح ، يمكن للمرء أن يتوقع مشهدًا بعد فوز المعركة. ما إذا كان هذا يشير إلى حدثًا تاريخيًا محددًا يجب تركه مفتوحًا.
تمت معالجة مشهد السفينة من قبل العديد من العلماء بعد النشر الأول.ميلينك Machteld Mellink يقارن مع مشاهد مماثلة في قصر سنحاريب في نينوى وويخمن أن السفينة هناك ممكن أن تكون كيليكية، بالنظر إلى أن حوليات سنحاريب تذكر الحثيين بنوا السفن له. يشير المؤرخ الفرنسي فيفرير James Germain Février إلى السفينة في نفس العام في مقال عن السفن الفينيقية باعتبارها سفينة من النوع اليوناني. مؤرخ البحرية البلجيكية باش Lucien Basch في دراسة على السفن الفينيقية يرى أيضا أن السفينة تشبه بناء السفن اليوناني. يرى كاسون Casson ، من ناحية أخرى ، مشهد حرب على غرار النماذج الفينيقية ،  في حين يرى عالم الآثار الأمريكي تحت الماء باس George Fletcher Bass أيضًا في السفينة متوازيات لسفن بحر إيجة. تصف إيرين وينتر المشهد في مقالها عن مشهد سفينة كاراتبه، لكنها تترك القرار مفتوحًا بشأن أصل السفينة. أخيرًا ، بعد مقارنات عديدة لتفاصيل بناء السفينة والطاقم ، ترجح تشامبل الأصل اليوناني أو الإيجي لسفينة.

ألواح الغرفة اليمنى للبوابة الشمالية
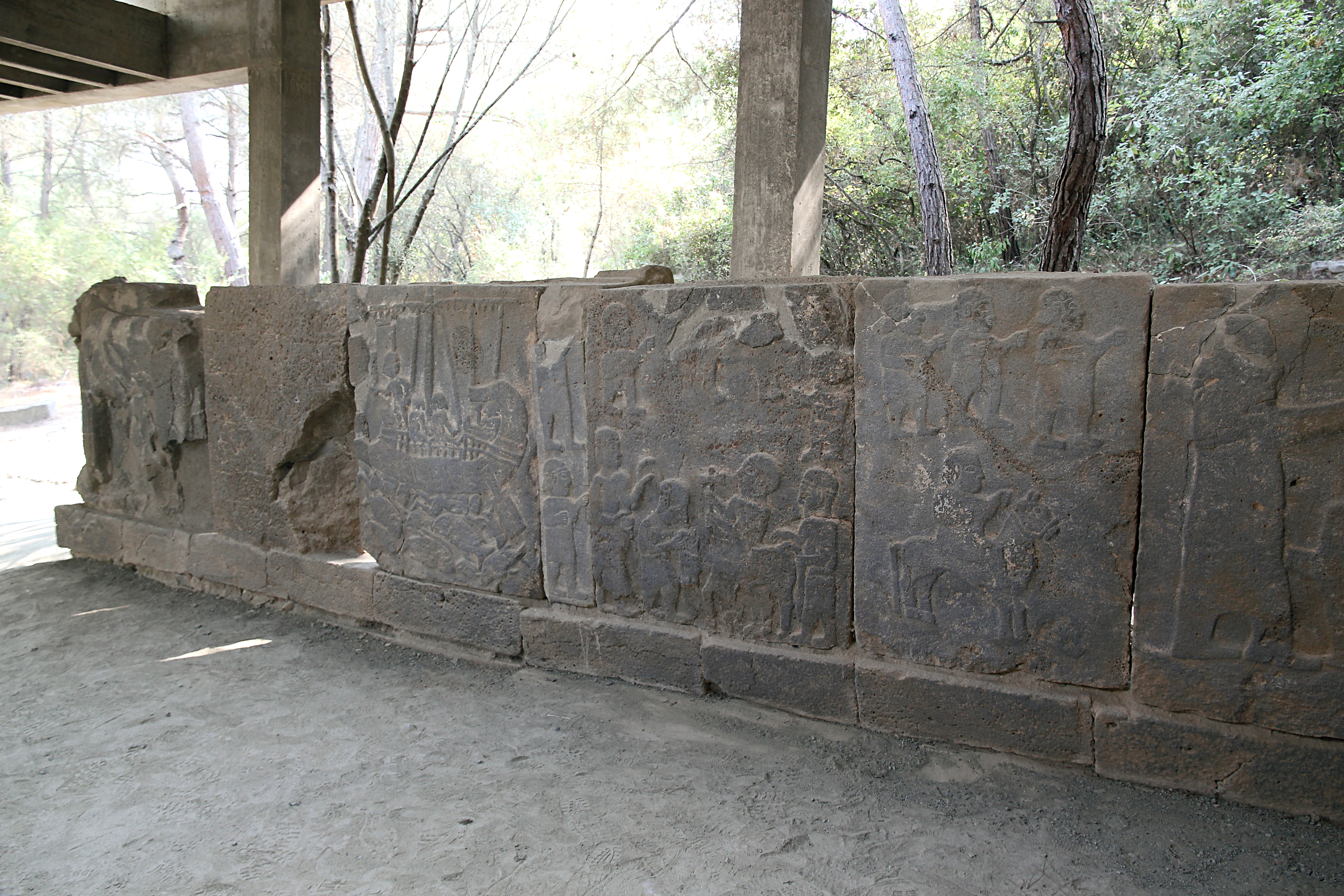
اللوح NKr 21 إلى 15
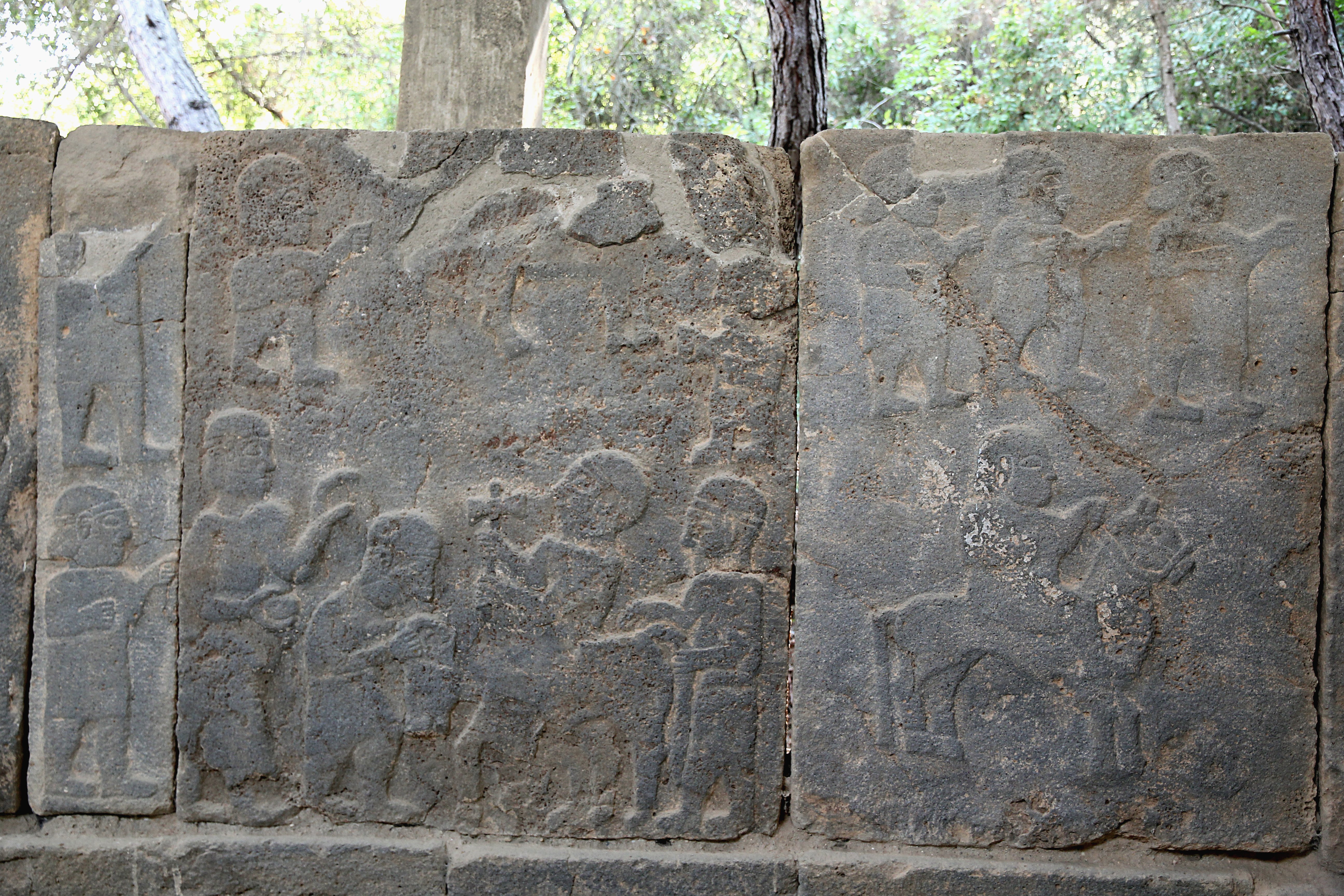
اللوح NKr 18 إلى 16
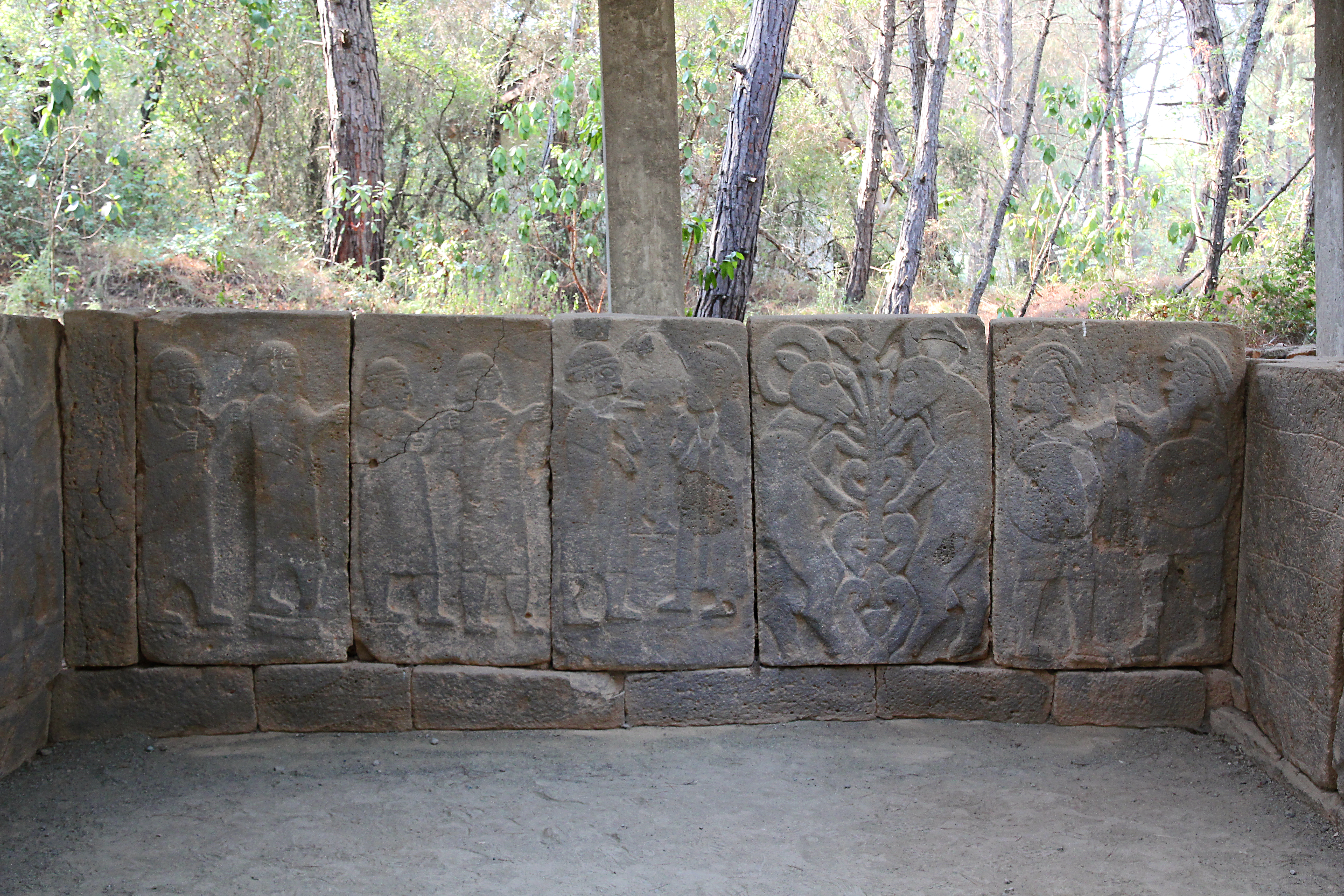
اللوح NKr 13 إلى 9 ، الجدار الخلفي
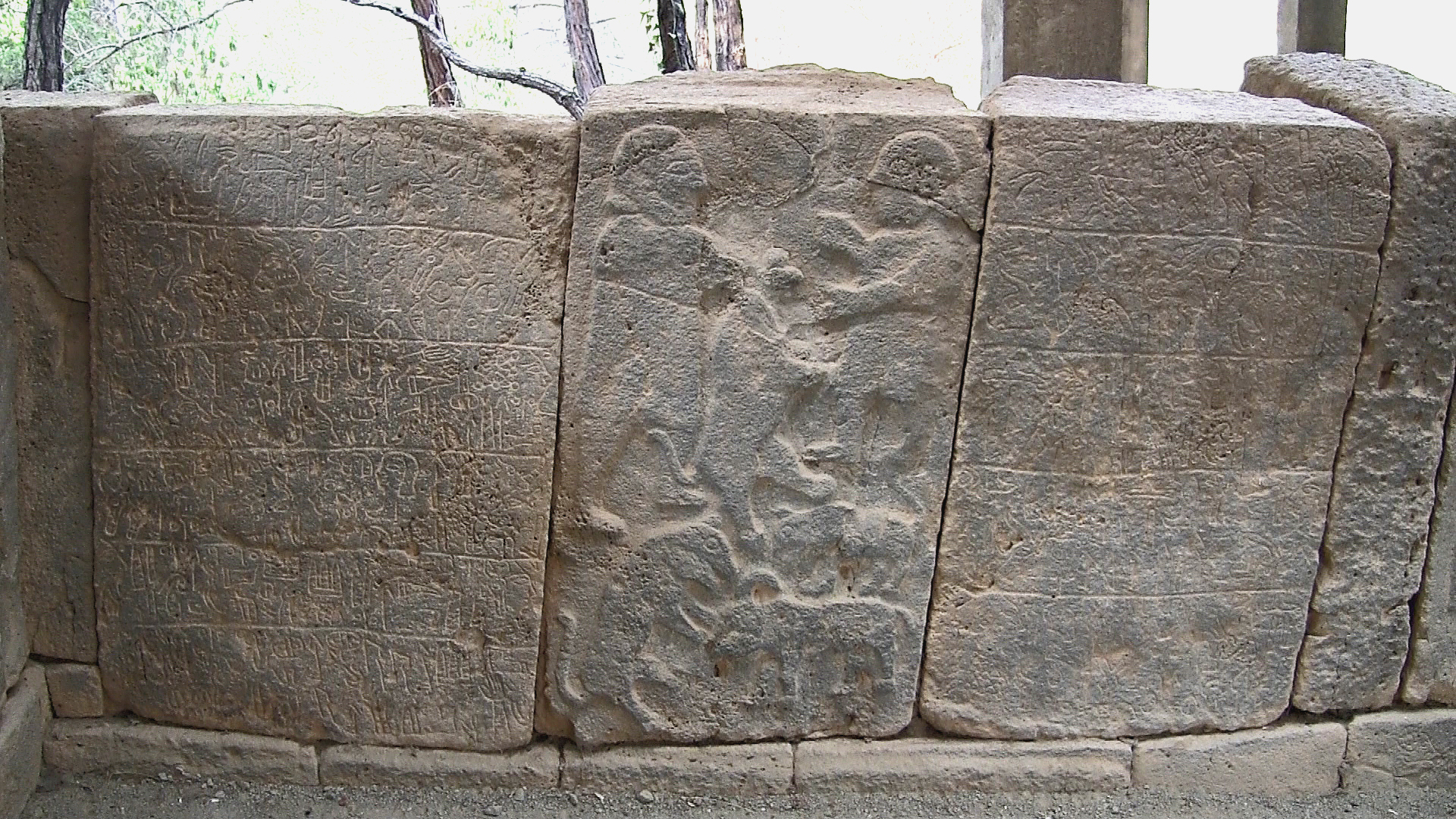
اللوح NKr 7 إلى 5

##### غرفة اليسرى للبوابة

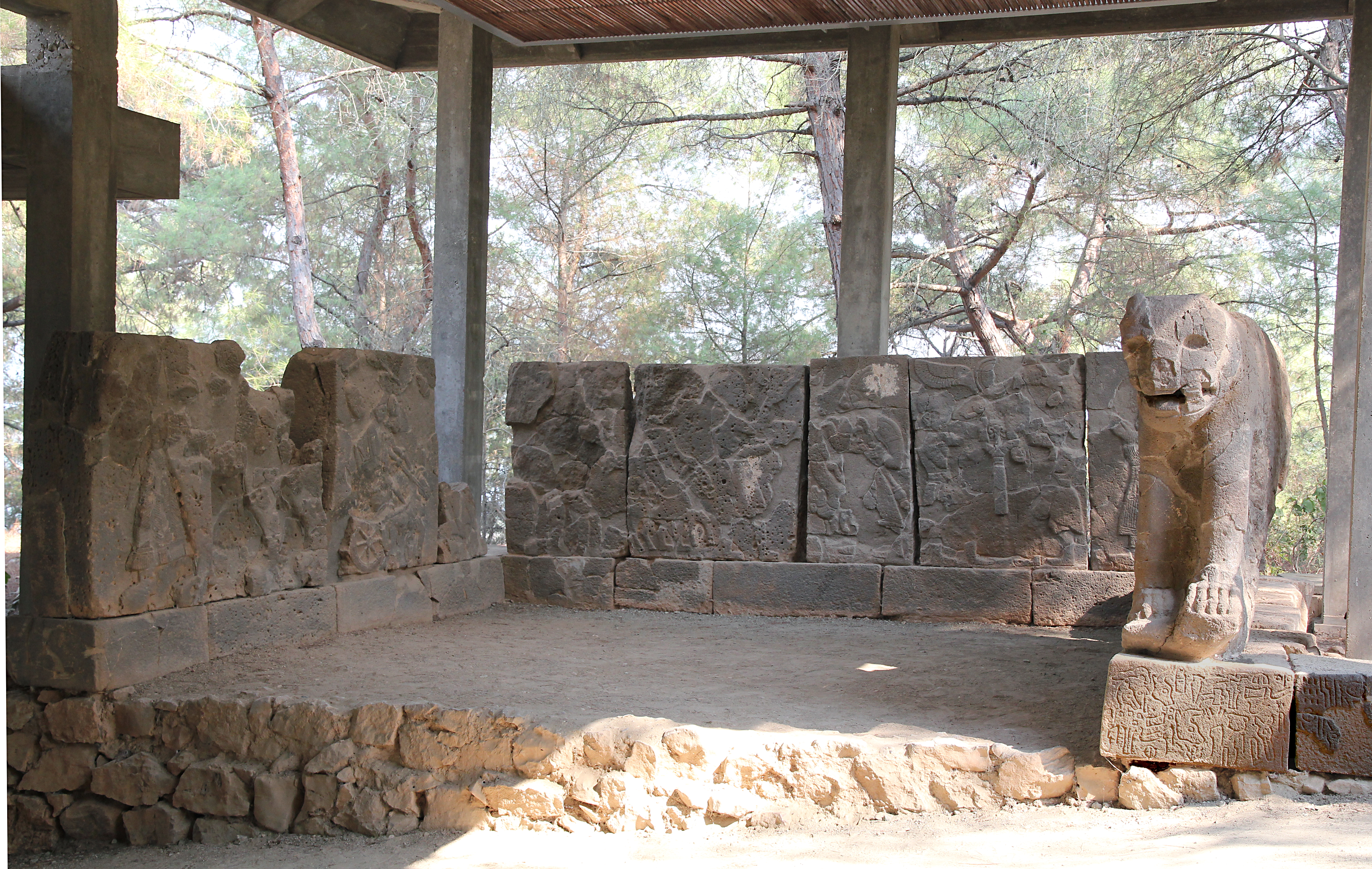
الغرفة اليسرى

كُشفت الغرفة اليسرى من البوابة الشمالية مبعثرة للغاية. ونظرًا لانخفاض التضاريس هنا في عدة اتجاهات ، كانت تأثيرات التعرية قوية بشكل خاص ، حيث وصلت طبقة الأرض الواقية إلى نصف ارتفاع حجارة الألواح فقط. بقي جزء صغير فقط من الركائز في الموقع. من الألواح، تم العثور على أجزاء فقط من السفنكس NKI 1 ، والنصف السفلي من NKI 10، وجزء من حجر نقش NK 11 في الموقع الأصلي. وبالتالي فإن مكان الألواح الحالي ليس مؤكد.

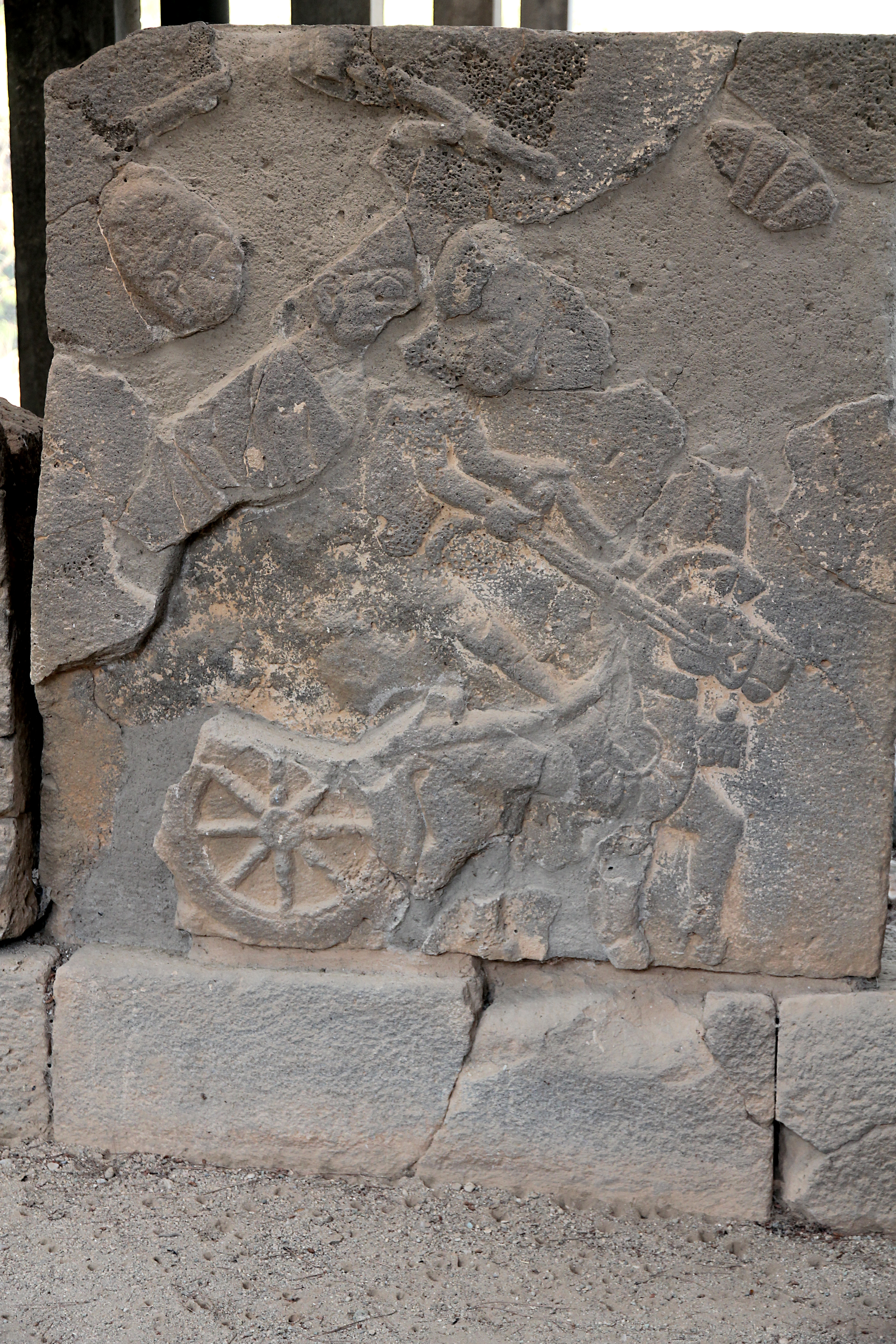
مشهد عربة NKl 2

تبدأ تصويرات الغرفة على اليسار بالسفنكس NK1 المجمع من أكثر من 250 جزءًا. تتوافق تقريبًا مع NKr 1 المقابلة، ولكن لم تصور هنا النُخيلة. يظهر اللوح التالي NKl 2 عربة يجرها حصان تسير نحو اليمين مع ثلاثة أشخاص. الشخص الأمامي هو الحوذي ، ينحني ويمسك بالزمام بكلتا يديه ، ولم يتبقى إلا القليل من بقية الاشخاص. تحتوي العربة على عجلات فيها ثمانية أضلاع، جسم العربة محطم بالكامل تقريبًا باستثناء جزء من عمود الجر. يمكن رؤية بدة الحصان المزخرفة بوضوح ، ومن أدوات الحصان يوجد قرص يتدلى منه تعليقة، وقرص الزينة هذا يشبه تلك المعروفة في تصويرات الحصان الآشوري. لا تظهر العربات التي تجرها الخيول ولها قرص زينة في التصويرات الحثية المتأخرة إلا بمشهد يتعلق بالصيد أو الحرب. ولذلك ، نظرًا لأنه لا يمكن رؤية أي أسلحة أو أعداء أوطريدة هنا ، فلا يمكن إلا التكهن بمعنى اللوح. يُعتبر العنصر مقوس فوق رؤوس طاقم العربة إما مظلة أو درعًا معروفًا من تموذج عربة تاركوتي من حفريات أجيا إريني Ajia Irini في جزيرة كيا. غالبًا يمكن مشاهدة تصويرات لموكب الحاكم مع المظلة في بلاد ما بين النهرين ، إلا أن المقارنة مع نموذج العربة من جزيرة كيا. قد تشير إلى خلفية دينية.
يبدأ الجدار الخلفي للغرفة بـ NKl 4 ، المشهد لإله يحمل عنزة لكنه شديد التشققات ومتشظي، يمكن التعرف على الأقدام التي تتحرك نحو اليسار ، واليد اليسرى، التي تحمل الأرجل الخلفية للحيوان الذي بقي منه أذن وقرن. في اللوح التالي NKl 5 السطح مكتمل تقريبًا ، لكن الملامح مشغولة بطريقة ضحلة ، لذلك ربما لم يكن منتهي بعد. يمكن رؤية رجلين يمشيان إلى اليمين. الأمامي يحمل طاسة باليمين ووعاء من الطعام باليسار المرفوعة. والوعاء، كما هو الحال في مشهد الوجبات SVL 3 و SKr 15 مُصوربمقطع عرضي مفتوح ، بحيث يكون المحتوى مرئيًا. الرجل الثاني الأصغر قليلاً يقود عنزة تركض بجانبه ، يمسكها بالقرن والظهر. يظل معنى هذا المشهد مفتوحًا ، من الممكن أن يكون وليمة أو مشهد ضحية. اللوح التالي NKl 6 ، أيضًا شديد التشققات ومتشظي للغاية ، يظهر رجل يمشي إلى اليسار ، يشغل كل الارتفاع ، يُفترض كذلك أنه إله ، وهو يحمل أسدًا تم صيده. الطريدة تتدلى من يد الرجل ، رأسه منحني للأعلى وفمه مقتوح. الصياد مسلح بسيف قصير وهراوة. ووفقًا للأسلحة يمكن أن يكون حاكمًا أو موظفًا مدنيًا أيضًا ، ولكن من المرجح أنه الإله نظرًا لموقعه الموجود في منتصف الجدار الخلفي مقابل الثالوث الإلهى فيNKr 9 .
يُظهر اللوح NKl 7 رجلين متضادين، يتجهان إلى نخلة منتصبة في المنتصف ، فوق المشهد تطفو شمس مجنحة. يتكون اللوح من 45 قطعة ، السطح معطوب بشدة. من الجسمين هناك أجزاء كبيرة مفقودة، ومن النخلة ، يمكن رؤية قمتها المزخرفة بزهرة مؤكرة بزخارف حلزونية، وبقايا الجذع المزخرف بخطوط متقاطعة. تتكون شمس المجناحة من دوائر متحدة المركز . مقارنة مع لوح  عثر عليه في دوموزتبه Domuztepe على الجانب الآخر من النهر، يظهر الشخصين بأرجل مثنية واليدين ربما تلامس النخلة. هذه الوضعية نموذجية للراقصين. تشير الشمس المجنحة إلى أن الأشخاص المصورون ليسوا بشرًا. يرى أورتمان في الصورة ما يوازي النماذج الآشورية الجديدة. وبالإتكاء على لقايا ذات صلة من نوزي  ترى تشامبل تواصًا مع الثقافة الحورية الميتانية ممكنًا كذلك. يظهر آخر لوح من الجدار الخلفي لرقم NKl 8 صورة أنثوية بارتفاع كامل اللوح ، ومن المحتمل أن تكون ربة. أجزاء من الرأس والذراع مكسورة. ترتدي رداء بضفيرة مطوي يصل إلى الساق، وهو محاط بحزام ذو نهايات معلقة أمامية. تحمل على رأسها إبريق بمقبض ، والذي ربما تسنده بكلتا يديه. المعنى أو الهوية الدقيقة للإلهة غير واضح.

بقي من اللوح NKl 9 شظية بارتفاع 40 سم وعرض 30  سم فقط. نرى عليه يدًا تحمل طائرًا على الأرجح. يُظهر اللوح NKl 10 المشوه في المنطقة العليا ، رجلاً صياد طيور يلتفت إلى اليمين، أسر طائر ويضعه فوق كتفه. رُبطت أقدام الطائر بحبل وفي طرف الحبل الآخر يوجد طائر آخر. في يده يحمل مضرباً شبكيًا على وشك أن يصطاد به طائر يقف أمام قدميه. يمكن رؤية جهاز مماثل على SKl 14 . الطائر الأيمن من المحتمل ان يكون ابو منجل البني. من نص لوحة برونزية من خاتوشا من الواضح أنه عند تسليم عقد بلد ما ، سيتم تسليم صيادي الطيور هناك. يشير هذا إلى أهمية خاصة لصياد الطيور ، ربما الأمر على علاقة بالتطير الذي كان يمارس في كثير من الأحيان في الإمبراطورية الحثية. بما أن الجزء السفلي من NKl 10 عثر عليه في موقعه، فإن نصب الألواح هنا مؤكد. يحمل اللوح التالي NK 11 الكتابة الهيروغليفية Hu 1 . يغلق أسد البوابة NKl 12 غرفة البوابة اليسرى. هو أيضا مجزأ جدا. من الرأس التالف لا يزال الشدق المشرع ، واللسان المعلق بعض الشيء والأنياب قابلة للتعرف عليها. 

ألواح الغرفة اليسرى للبوابة الشمالية
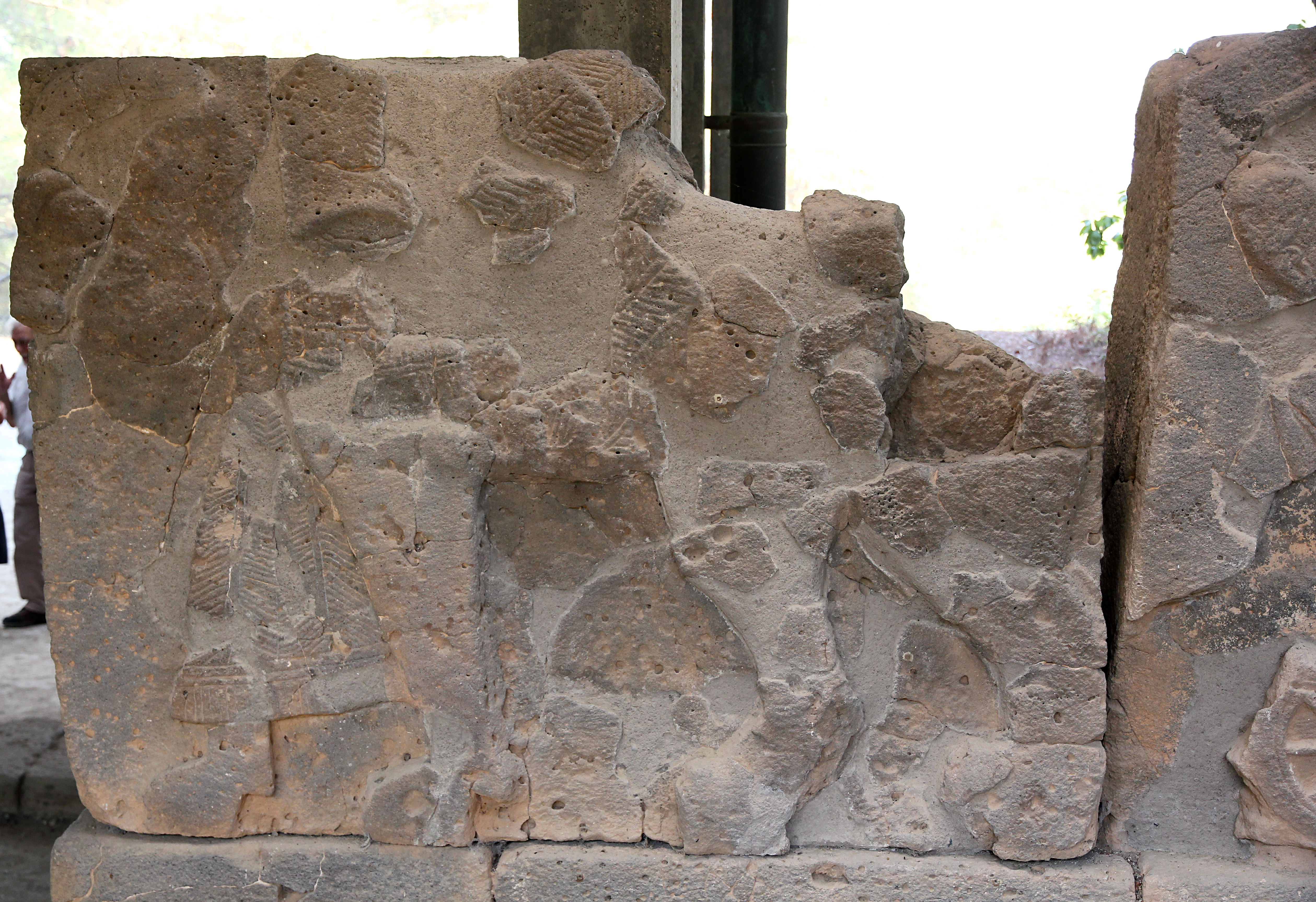
سفنكس البوابة 1
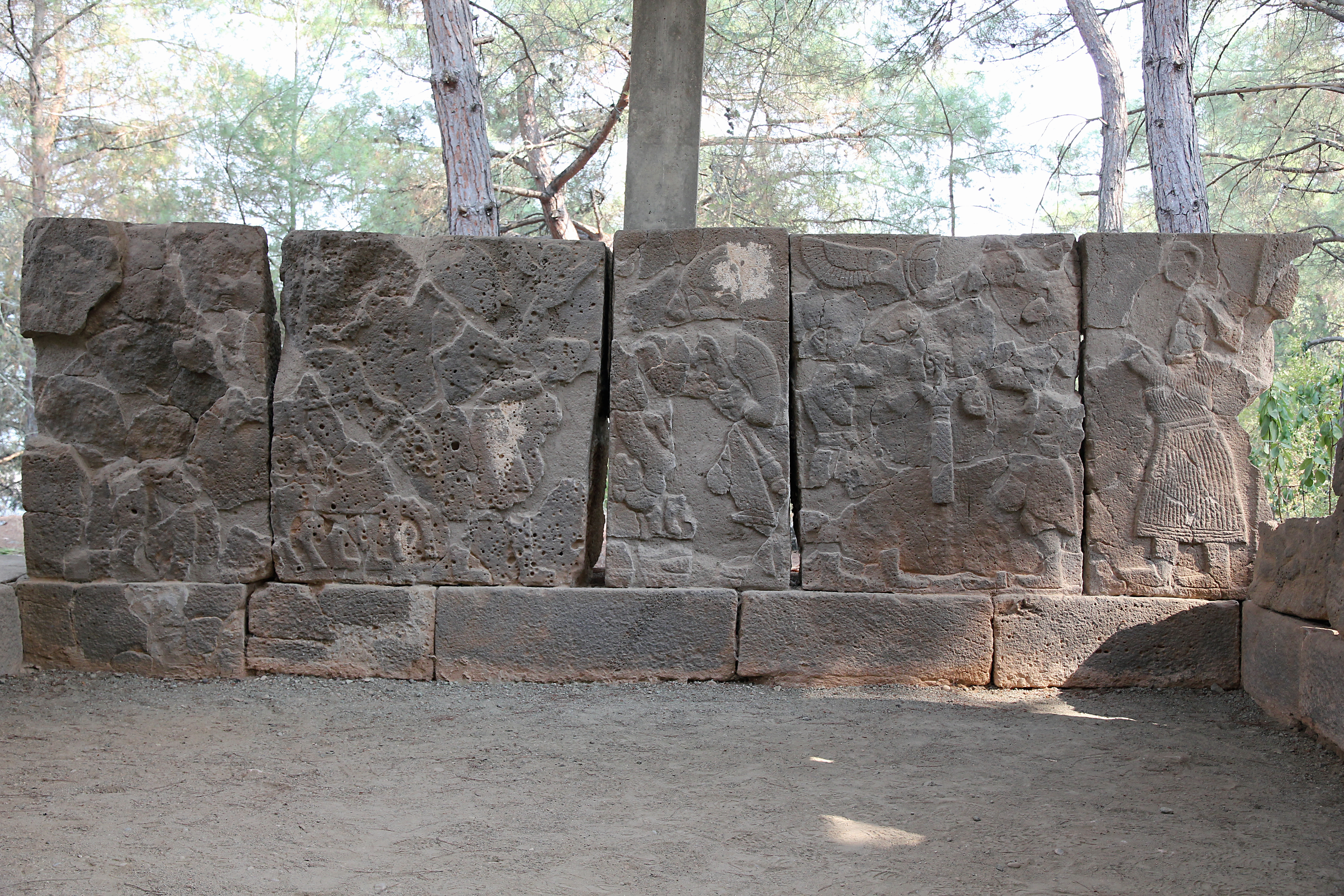
الألوحNKl 4 إلى 8
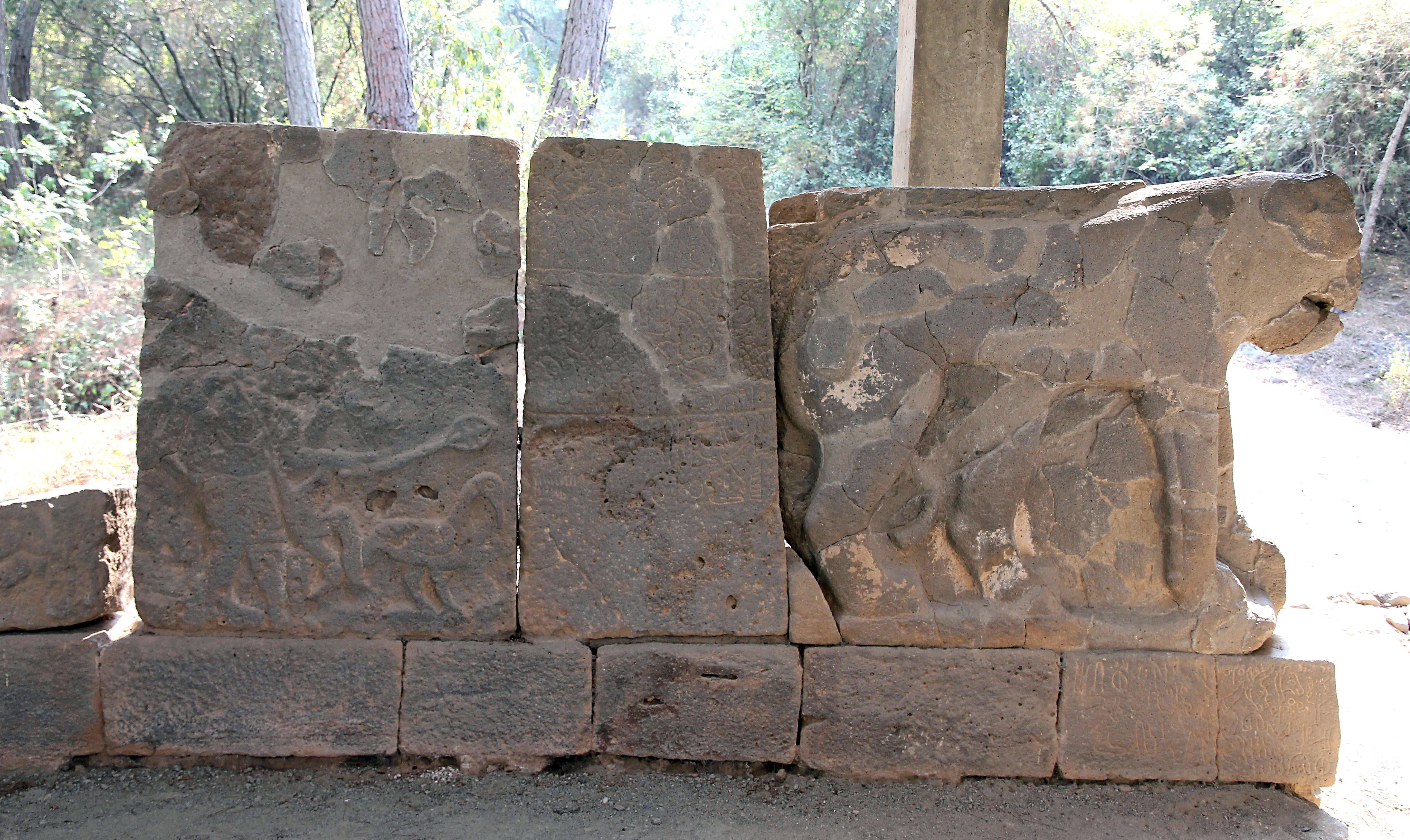
الألواحNKl 10 إلى 12
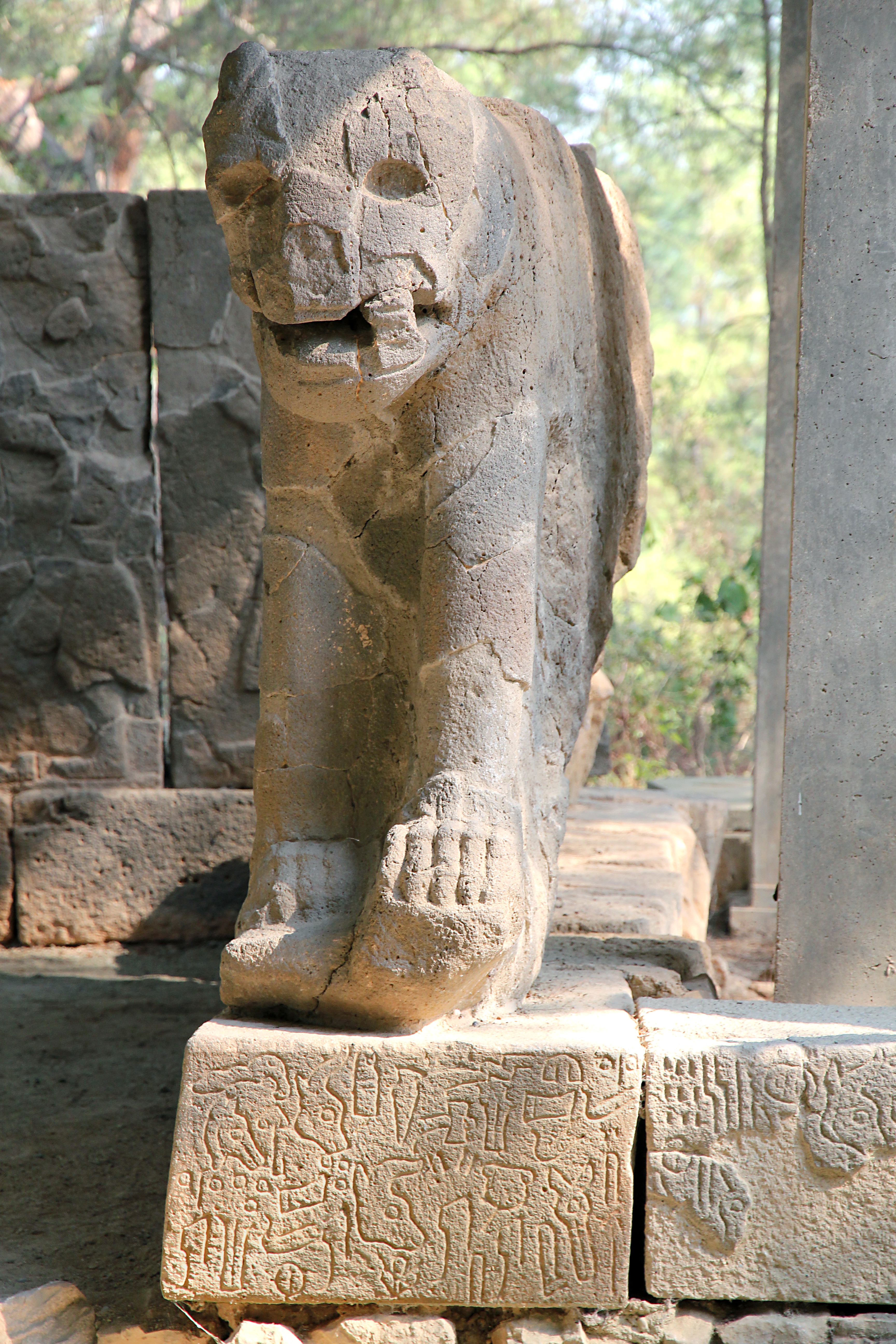
اسد البوابة NKl 12

#### البوابة الجنوبية

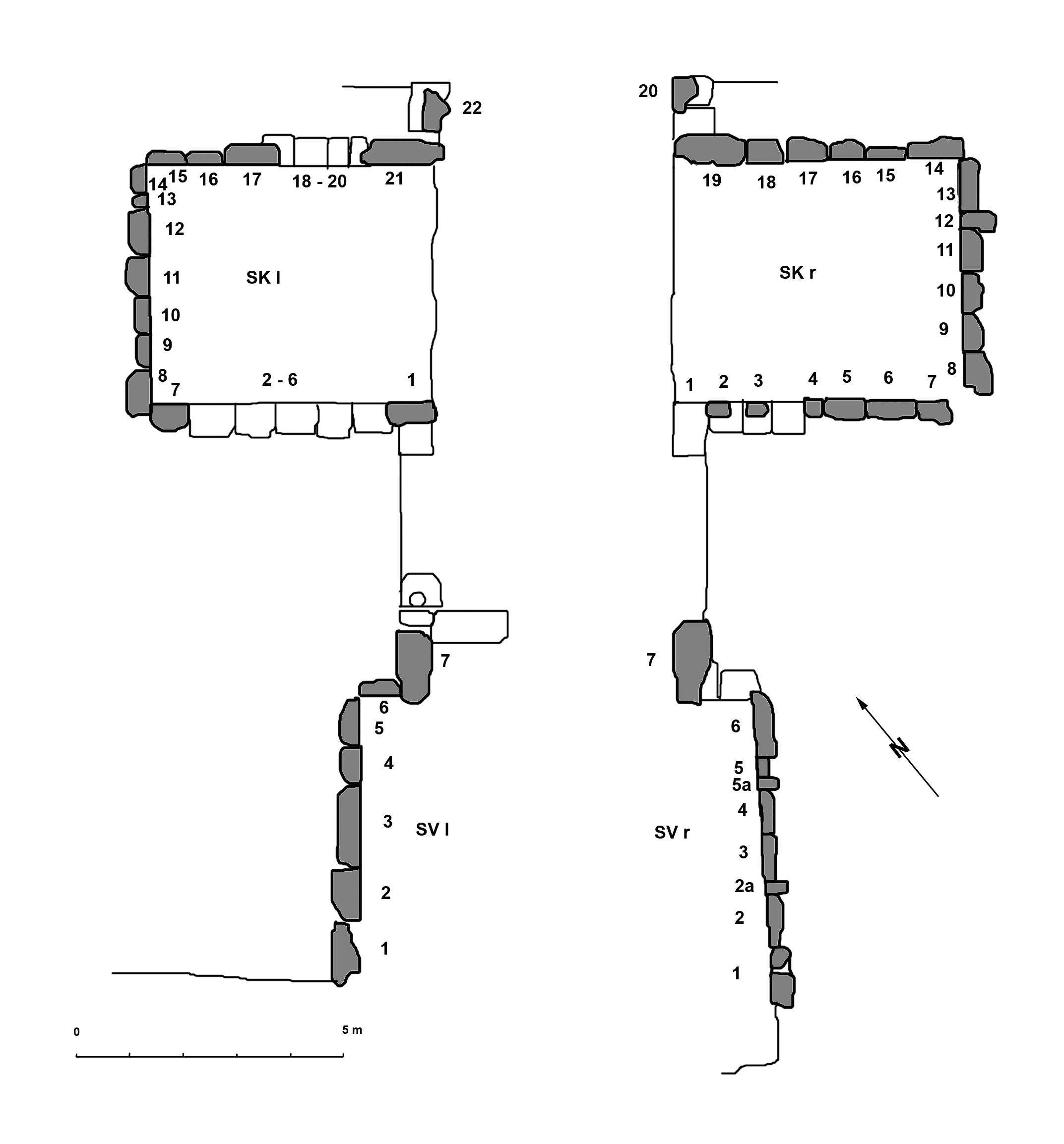
مخطط البوابة الجنوبية

نظرًا لموقع البوابة الجنوبية على تراس عالي بالقرب من قمة التل ، يمكن أن تتراكم كمية أقل من التربة هنا ، بحيث تكون الألواح هنا أكثر تعرضًا لقوى التعرية والنباتات من البوابة الشمالية. بالإضافة إلى ذلك ، فإن الموقع على منحدر حاد يعني أن جميع الأجزاء التي تحركت ولو لمرة واحدة، تنجرف نحو الاسفل مع هطول الأمطار الغزيرة. لذلك ، كانت حالة النقوش هنا عند كشفها أسوأ بكثير من تلك التي عند البوابة الشمالية. على مر السنين تم العثور على شظايا على سفح التل في الأحراش.

##### الباحة الأمامية اليمنى

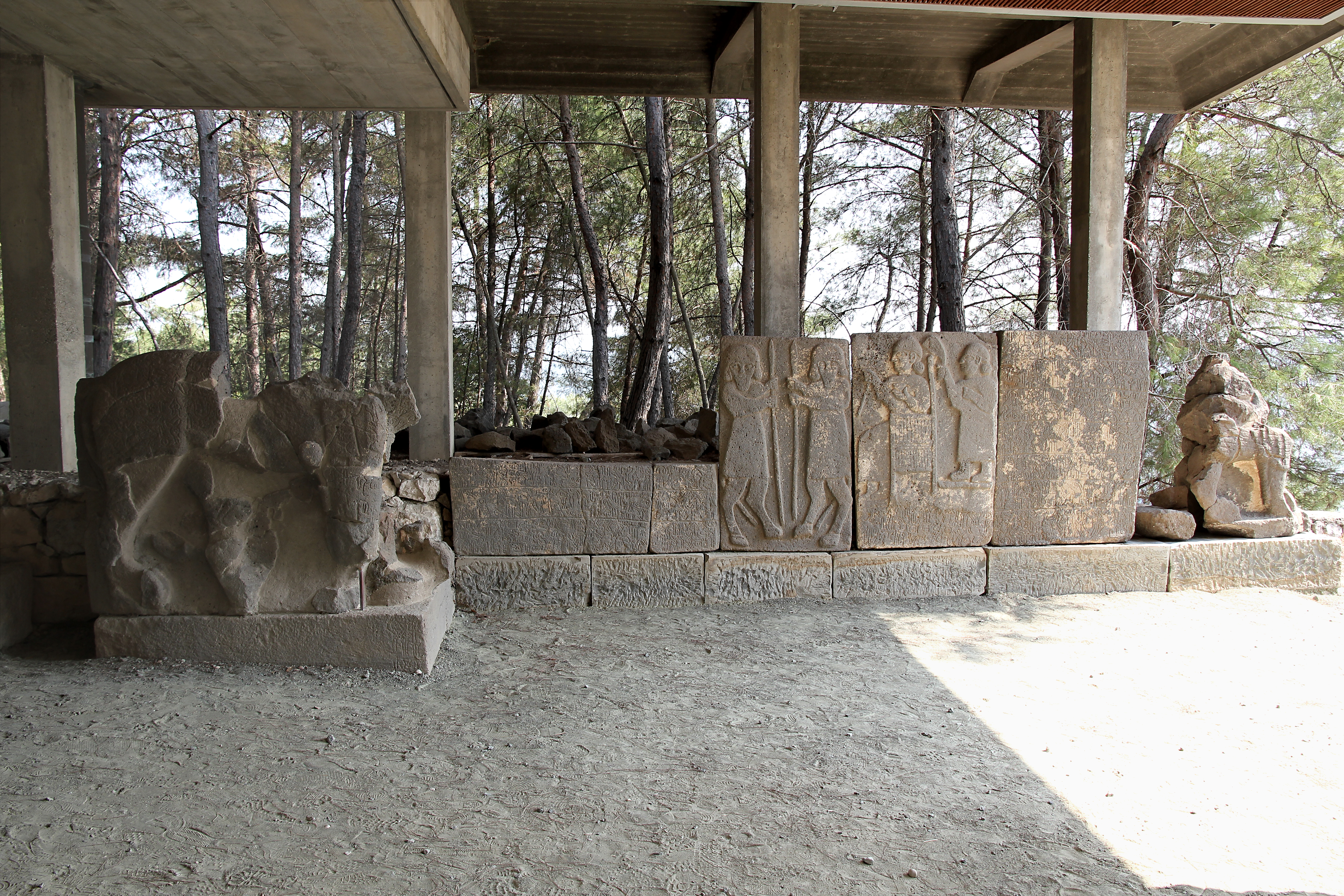
الباحة الأمامية اليمنى

يبدأ الجانب الأيمن من الباحة الأمامية بتمثال البوابة المحفوظ جزئيًا فقط SVr 1 . قائمتين وأجزاء من جسم مع أجنحة هي ما بقية مرئية . نظرًا لأن سفينكسات البوابات في الفترة الحثية المتأخرة لم يثبت اكتشافهم في أماكن خارجية ، فإن التمثال يعتبر أسدًا مجنحًا ، وكذلك النحت المقابل SVl 1 المقابل. يلي ذلك SVr 2 مع النقش اللوفي Ho 2. يُظهر اللوح SVr 3 حاكمًا جالسًا على العرش ، يلتفت يسارًا. يضع قدميه على عتبة، ويرفع اليد اليمنى ممسكًا بزهرة ، إلا أن ذروتها مكسورة ، وفي اليسار أمام الجسم طاسة. خلفه رجل أصغر قليلاً يمسك مذبّة. عيون كل من الشخصي مصورة جبهيًا ومزدوجة الحواف. يبدو أن الكرسي من النمط المعروف في كاراتبه، لأنه يشبه SVl 3 و SKr 16 . من المؤكد أنه مصنوع من الخشب ولديها ثلاثة دعامات متقاطعة على الجانب ، مع تلبيسة بينهما. يمكن العثور على مشاهد قابلة للمقارنة هنا على النقوش المذكورة وكذلك في زنجرلي. أسفل الأشكال ، توجد أجزاء من نص لوفي هيروغليفي بدون علاقة مع التصويرات.

على اللوح SVr 4 يوجد أثنان من الإنسان الثور متضادين . الوجوه المصورة جبهيًا إنسانية بشعر طويل ينسدل على الكتف ولحية. أسفل القميص توجد القائمتان الخلفيتان للثيران والذيل. تمسك الأيدي برماح تستند على الأرض. في الأبحاث التي أجراها حول الفن الحثي المتأخر، يسرد أورتمان أمثلة عديدة لهؤلاء الثيران ، وكذلك مشاهد من حين لآخر من فترة الإمبراطورية الحثية ومن الفن الآشوري الأوسط والحديث  معظمهم شخصيات حراسة ، لكن معنى الكائنات في كاراتبه غير واضح. الحجارة التالية SVr 5 و SVr 6 تحمل الأجزاء النقشان اللوفيان Ho 6a و 6b. تمثال الأسد رقم SVr 7 الذي يختم الباحة الأمامية منزاح أكثر من متر واحد ، على عكس البوابة الشمالية. زهز يتألف من شظايا عديدة وأجزاء كبيرة ومنها الرأس مفقودة. يغطي الجسم النقش Ho 1. 

ألواح الجهة اليمنى للباحة الأمامية للبوابة الجنوبية
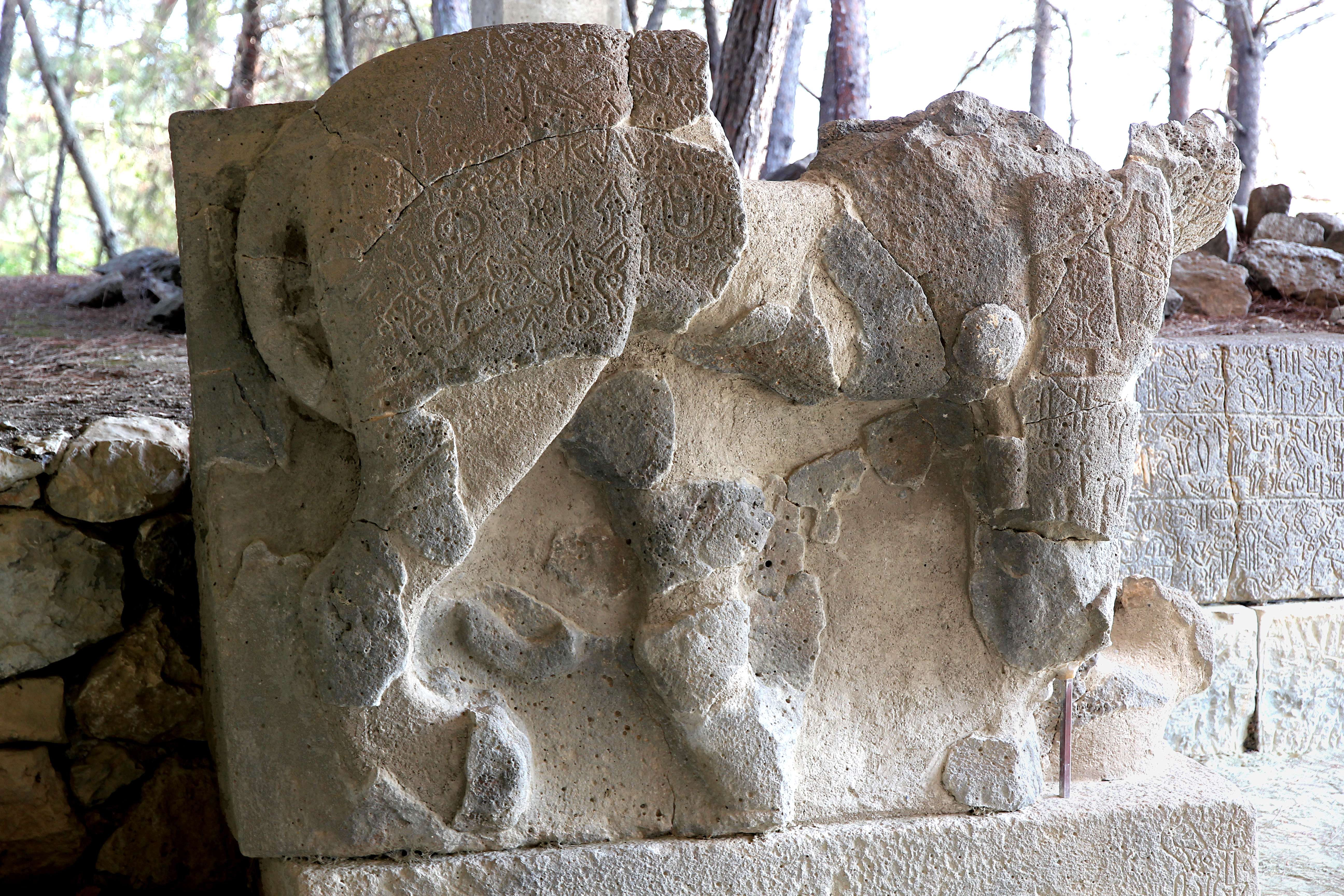
أسد مع نقش SVR 7
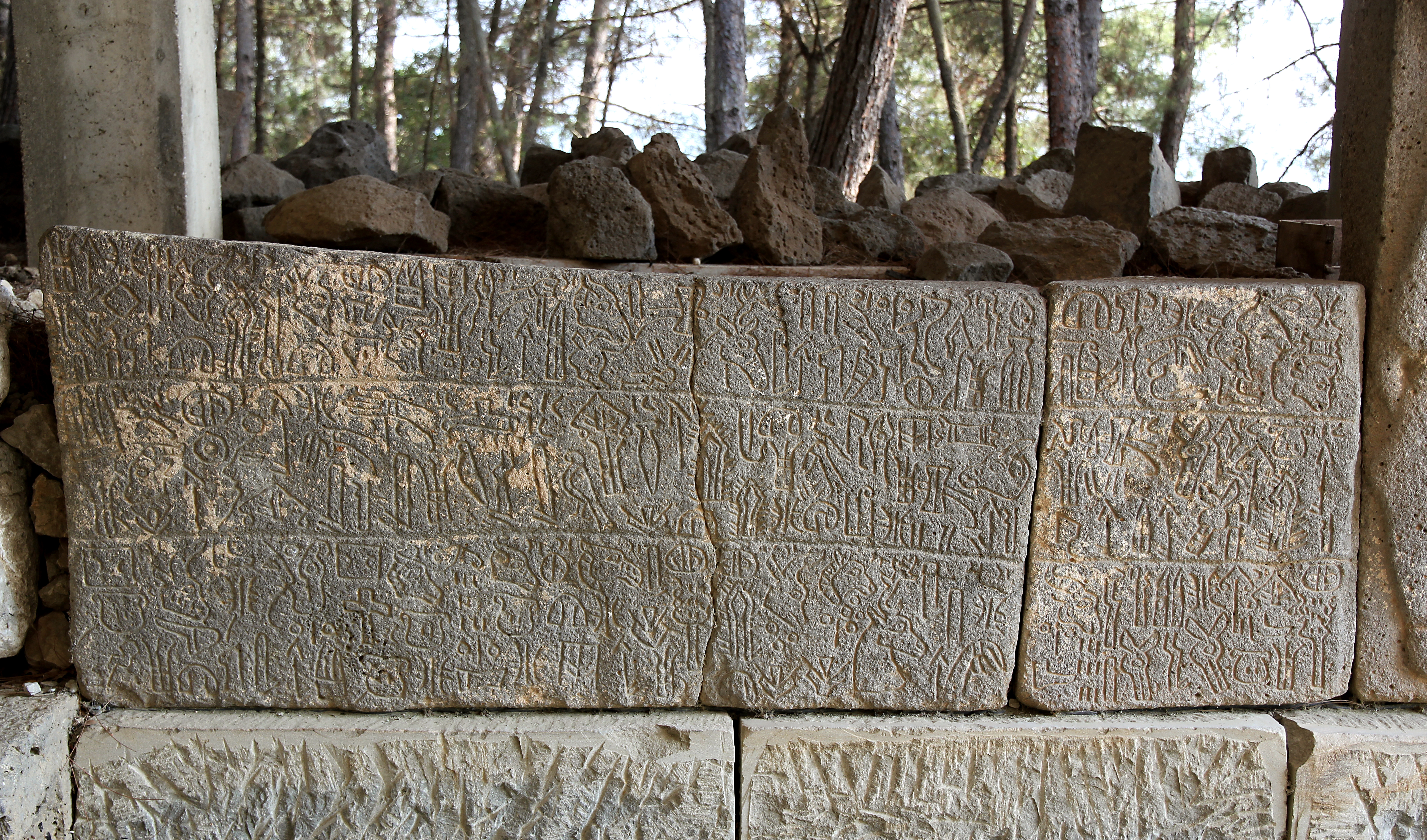
نقش هيروغليفي على SVr 6 و 5 و 5a
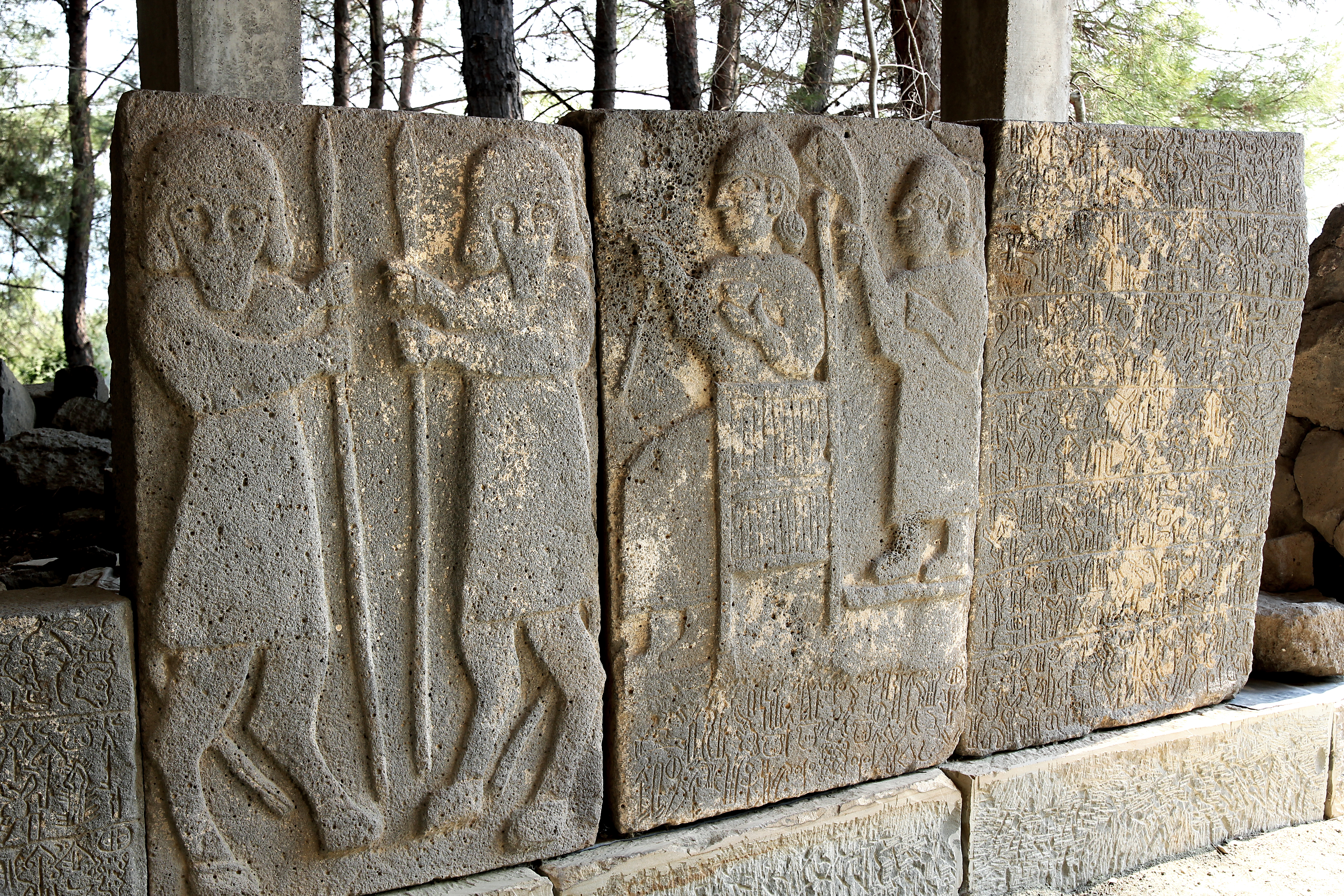
اللوحين SVr 4 و 3 ، والنقش SVr 2
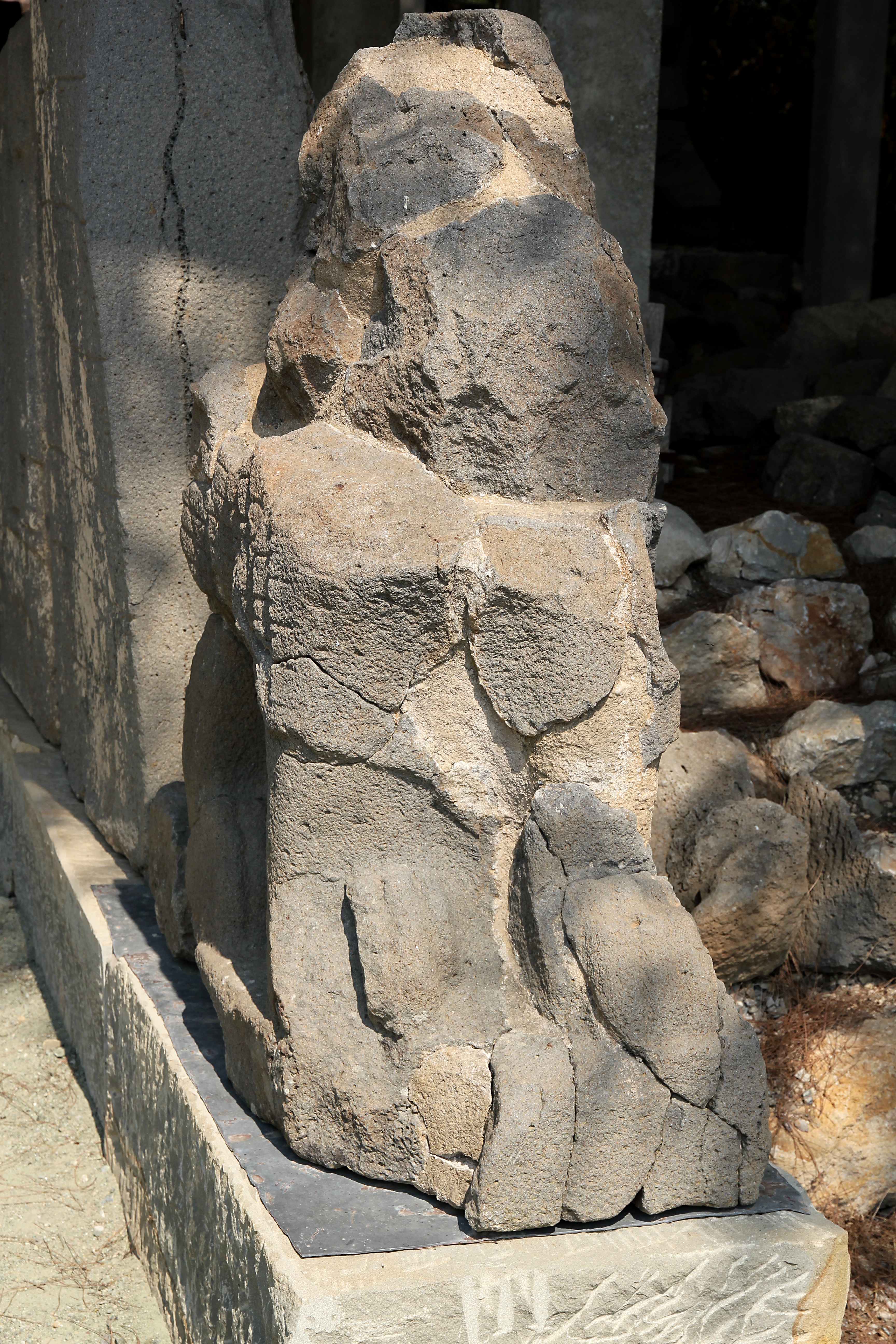
أسد مجنج SVR 1

##### الباحة الأمامية اليسرى

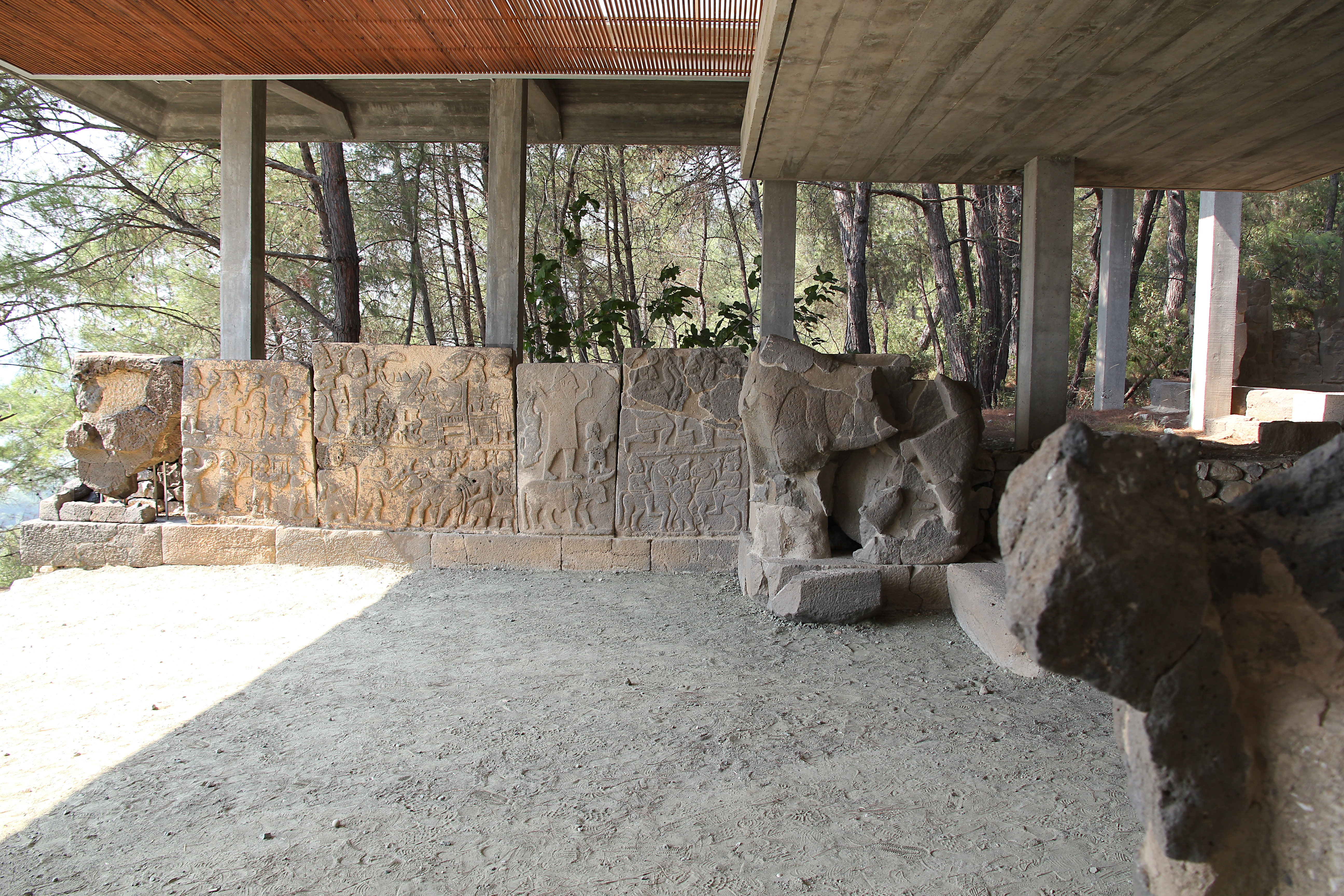
الباحة الأمامية اليسرى ، في المقدمة SVr 7

تبقّى أجزاء صغيرة فقط من الأسد المجنح SVl 1 الذي يفتح صف الالواح في الباحة الأمامية اليسرى ، واللوح SVr 1 المقابل له ، يتم ربطها الآن عن طريق دعامات معدنية في موضع مُخمن.
يجب اعتبار اللوحين التاليين SVl 2 و SVl 3 على أنهما مرتبطان معًا. كلاهما مقسم إلى منطقتين ، على اليسار في الأعلى حامل الطعام ، في الأسفل موسيقيين وفي أعلى اليمين مشهد وليمة احتفالية وتحت ثور أضحية. حاملو الطعام أربع شخصيات من الذكور ، ثلاثة منهم يلتفتون إلى اليمين ، واحد إلى اليسار. الأول على اليمين، يحمل اثنين من أواني المشروبات ، إحداها طاسة من نوع فياله Phiale والثاني وعاء بمقبض، والتي يمكن التعرف فيها على زخرفة الأخاديد من البرونز أو المعادن الثمينة. أما الثاني ، الأصغر ، والوحيد الذي لم يصور بلحية ، يحمل إناء مصبه على شكل منقار وكيس ، ربما فيهما ماء وتوابل. لا يمكن توضيح لماذا هو الوحيد الذي يلتفت إلى اليسار. الثالث يجلب على صينية أرنب مشوي ، والرابع بطة. كل الأربعة يرتدون قمصان تصل الركبة عليها أشرطة زخرفة. يتم توجيه الموسيقيين الأربعة في المنطقة السفلى يلتفتون أيضًا إلى اليمين. يقودهم عازف مزمار، والعازفين الآخرين يعزفان على قيثارتين مختلفتين، تختلفان في النمط عن تلك الموجودة في المشهد NVl 7 ، الأولى ذات قاعدة مدورة Rundbodenleier، والتي كانت شائعة في منطقة بحر إيجه ، والثانية قاعدة مسطحة Flachbodenleier غير متناظرة، من بلاد ما بين النهرين وشمال سوريا ، ولكن أيضًا في منطقة الأناضول في الألفية الثانية قبل الميلاد، من بين أشياء أخرى قرن شراب على شكل قبضة من أصل غير معروف. الموسيقي الرابع يضرب على دف. على عكس التصوير في NVl 7 ، يقوم هنا رجل بعزف هذه الأداة. يشير أورتمان في ابحاثه إلى عدد كبير من الفرق العزف الحثية ، التي يقسمها إلى مجموعات مختلفة. الفرقة هنا يضعها في المجموعة B ، التي يتحرك الموسيقيون بها في صف واحد في نفس الاتجاه. تظهر فرق عزف مماثلة في ونجرلي وكركميش.

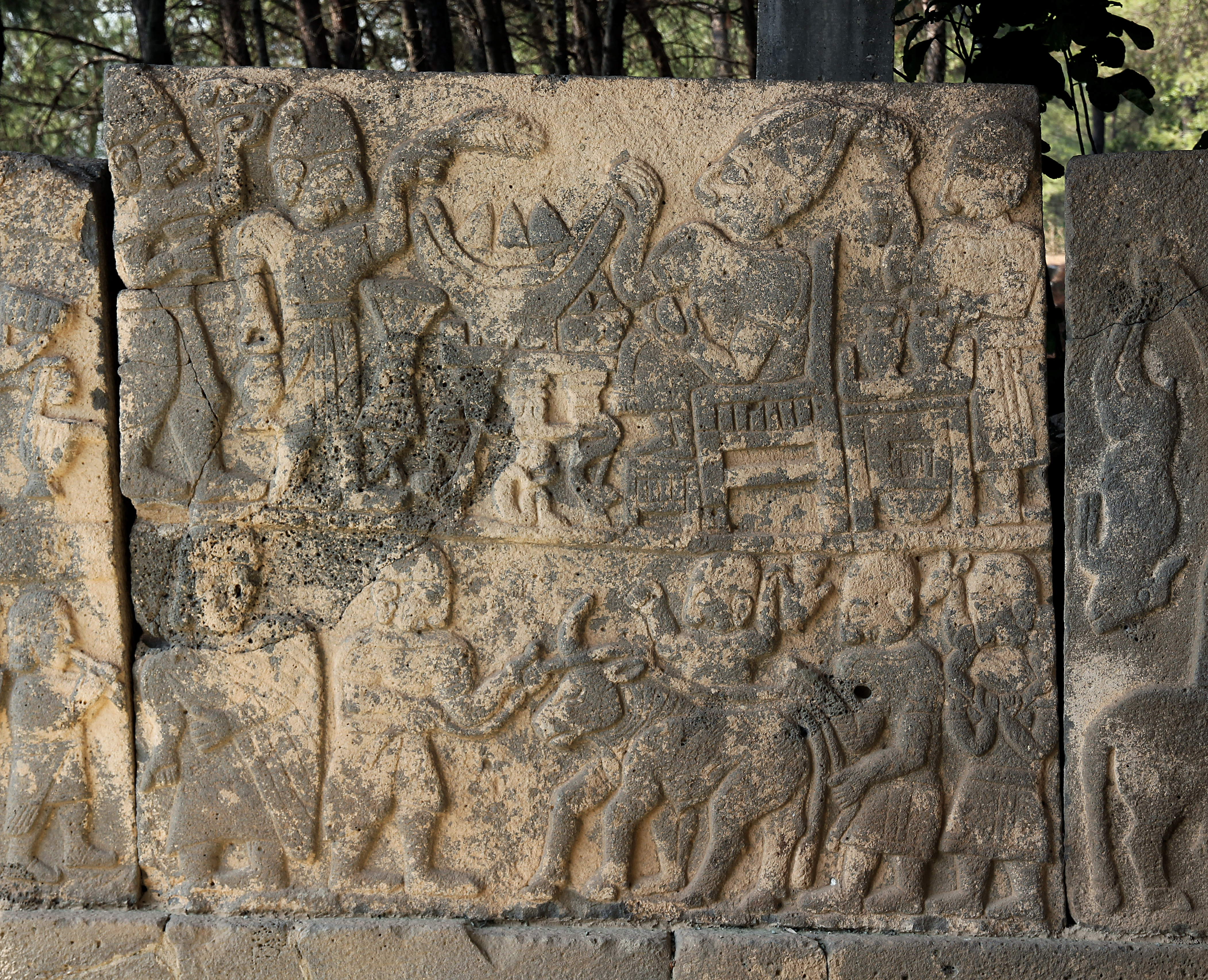
مشهد وليمة عيد SVL 3

يُظهر النصف العلوي من التصويرات اليمنى SVl 3 شخصية ذكر يجلس على العرش ، وتستريح قدميه على مقعد أمام طاولة عامرة. تمتد اليد اليمنى لطعام في وعاء، والذي صُوّر في مقطع عرضي ، إذ يمكن رؤية أرغفة الخبز والجبن المخروطي. يحمل واحدة منها في يده اليسرى ، والتي يضغها على مسند الذراع. يوجد خلف الكرسي طاولة طعام أخرى عليها ابريقين بمقبضين ، بجانب ذلك يقف خادم يحمل سعف. أمام الجالس على العرش هناك خادمان آخران متوجهان إليه، الأمامي أيضًا يحمل مذبة وإبريق ، الخلفي منهما يجلب صينية من الطعام لا يمكن تحديده. على يسار الطاولة يوجد مبخرة. تحت الطاولة ، يقرفص قرد ويده على فمه ، ويبدو أنه يأكل بقايا الوجبة. الأوعية عبارة عن أشكال من الطين والمعادن معروفة من وسط الأناضول ، ولكن أيضًا من منطقة أوسع مثل جزيرة كريت أو بلاد الشام أو قبرص. مع أنه من بين المكتشفات الفخارية لكاراتبه لم يكن هناك أوعية مماثلة. يشبه الكرسي الذي يحتوي على المقعد توصرات الكرسي في SVr 3 و SKr 16 ، فهو مثل منضدة الطعام مصنوع من الخشب واصوله من الإنتاج المحلي. تقف الطاولة على أرجل على شكل حرف S ، متصلة في الجزء العلوي بدعامة متقاطعة مثبتة، فوقها ثلاث تيجان تحمل سطح الطاولة. يرى غوبل E. Gubel في أبحاثه في الأثاث الفينيقي أصل الطاولة هناك  وكذلك الطاولة المعروفة من المدفن التلي الكبير من غورديوم تقدم نفسها على سبيل المقارنة. تفترض تشامبل أن الطاولات الفينيقية والفريجية كانت معروفة للنحات، حتى انه جعل كل منها تدخل في تصويره للطاولة الأميرية. القرود لم تكن موطنها الأصلي في منطقة الأناضول ، لكنها تظهر في الصور الآشورية وكذلك في آسيا الصغرى من الألفية الثانية قبل الميلاد.   ربما وصلوا إلى المنطقة كهدايا من مصر. ولا يمكن توضيح ما إذا كان له معنى في سياق الطقوس المصورة.
في الجزء السفلي من SVl 3 ، يمكن رؤية مشهد أضحية . الثور يحمله زوج من الرجال يقفان على اليمين واليسار ، خلف الحيوان رجل آخر مع إبريق في يديه. عند الحافة اليمنى للوح، رجل يحمل عنزة على كتفيه. رجل خامس يقف على يسار المشهد ويلتفت بعيدًا عنه. كان يرتدي عباءة مخططة بأشرطة متوازية، والتي تقارنها تشامبل مع الملك واربالواس Warpalawas في نقش يفريز. وظيفة هذا الرجل ليست واضحة. يمكن أن تكون تضحية الثور والماعز هنا، على غرار NKr 17 ، إشارة إلى التضحيات السنوية لإله العاصفة الموصوفة في نص للنقوش.
تشير الحيوانات الذبيحة إلى أن المشهد SV 2/3 عبارة عن وليمة طقوسية. قد يكون هناك اتصال زمني بين الصورتين العلويتين ، حيث يتم إحضار الطعام إلى مائدة الجالس على العرش، والصورتين السفليتين ، حيث تكون الضحية مصحوبة بفرقة موسيقية. لكن بنفس القدر، يمكن فهم الصور الأربع جميعها كأجزاء لنفس العملية. أمثلة لكلا الاحتمالين عديدة في بلاد ما بين النهرين. وفقًا لتشامبل ، لا يمكن أن يكون الشخص الجالس على العرش إلهًا ، إذ من الممكن تصويه يجلس في مشاهد المآدب لكنه لا يصور أبدًا برفقة خدم بشريين. لذلك ، يبقى التفسير الممكن أنه الحاكم ، ويبقى مجرد تكهنات قيما إذا كان حاكمًا محليًا، آزاتيوادا في هذه الحالة، أو ملكًا متوفًا مؤلهًا، وفي هذه الحالة من المحتمل أن يكون أواريكيو. كذلك من غير الواضح وظيفة الشكل الأيسر في مشهد التضحية بالثور ، مع إمكانية كونه كاهن، وهو الذي يقود الحفل القرباني ، ولكن ربما أيضًا الحاكم نفسه المصور أعلاه ، والذي يصور في لحظة أخرى يشغل دور كهنوتي في الطقوس.
يظهر اللوح SVl 4 رجلاً يتطلع إلى اليمين ويقف على ثور. يحمل أرنب بيده اليمنى من قائمتيه الخلفيتين ، وفي اليسرى طائر. أمامه شخصية أصغر تلتفت أيضًا اليمين. حجم الشخص الكبير وكونه يقف على الثور يشير بوضوح لكونه إله. بينما يشغل هذا الموقع إله الطقس عادةً، تشير الحيوانات المصورة هنا إلى وجود إله مختلط من إله العاصفة وإله حماية الحقول والحيوانات. وظيفة الشكل الصغير غير واضحة ، ربما يمثل الحاكم، بسبب نفس اتجاه النظرة ، فهو لا يقف كمتضرع ولكن في وضع حماية ، ويمكن مقارنته مع صورة تودالياس Tudhalijas المحمي من قبل شاروما في يازيليكايا .
يقسم اللوح التالي SVL 5 مرة أخرى إلى منطقتين. في الجزء العلوي ، يطعن محاربان متقابلان بالسيوف رجل أعزل يقف في المنتصف بينهما. يرتدي الاثنان خوذات الراوبة للقوات المشاة ويحملان الدروع الدائرية ويمسكان الرجل بيد واحدة على الرسغين. يقف الرجل هذا على منصة مرفوعًا. في الصورة السفلية يقف محارب في الوسط يرتدي خوذة ودرع يحمل على كتفه. ويقبض بشدة على رسني حصاني فارسين. هذان مصوران يرتديان خوذات سلاح الفرسان المدببة ويحملان رمحان يضعانهما أفقيا على مستوى ظهور الخيل. اللجام يظهر أعنة وأحزمة مختلفة. للمشهد العلوي هناك موازيات في تل حلف  وكركميش. لا نعرف ما يوازي المشهد السفلي في الأناضول وبلاد ما بين النهرين ، لذلك التفسير غير ممكن.

يحتوي الحجر التالي على مقطع Pho B II من النقش الفينيقي. اكتمال صف الباحة اليسرى بأسد البوابة SVL 7 المتبفي جزئيًا فقط. رأس الشكل مفقود ، وجسده محفور عليه نقش Pho BI. 

ألواح الجهة اليسرى للباحة الأمامية للبوابة الجنوبية
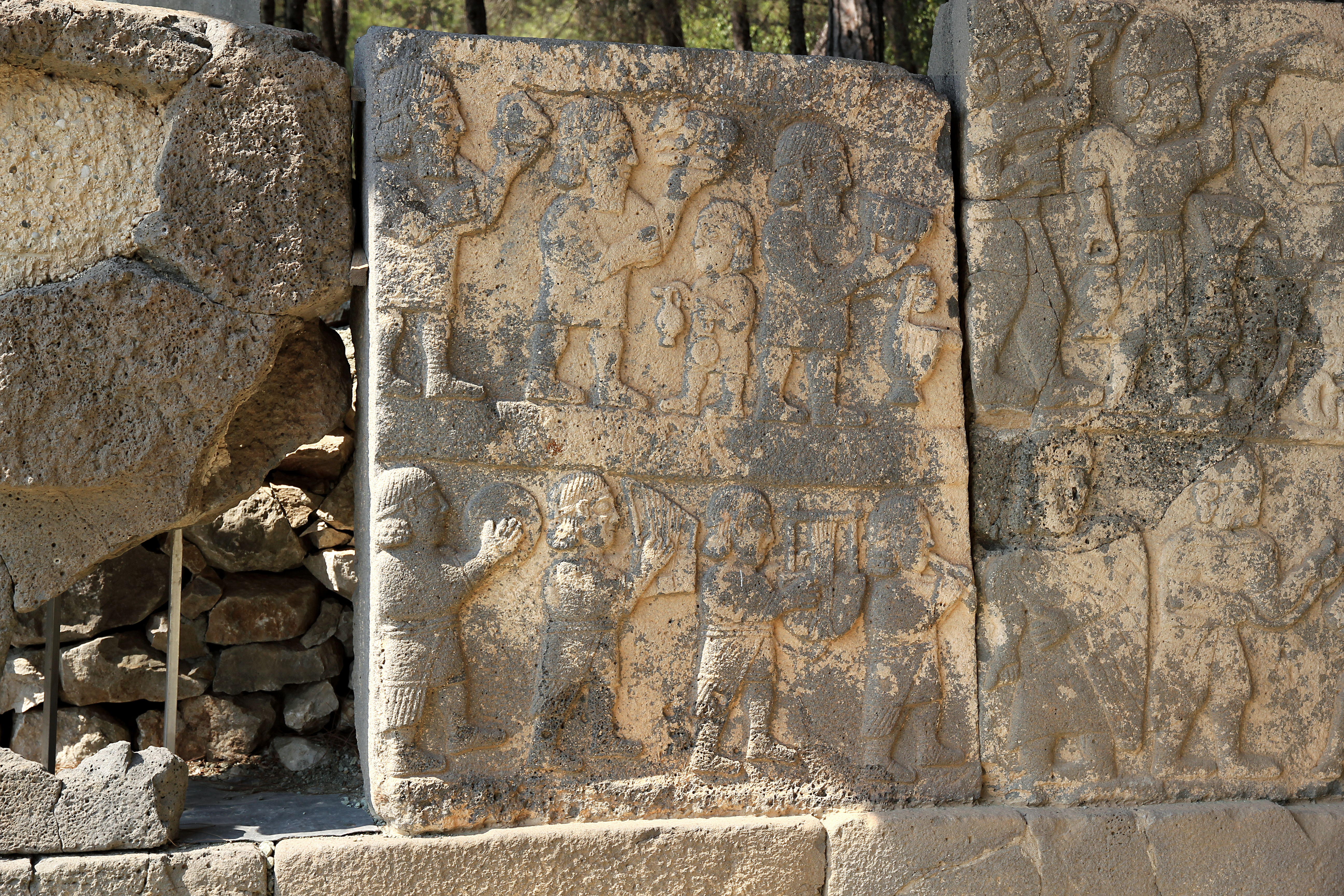
اللوح SVL 2
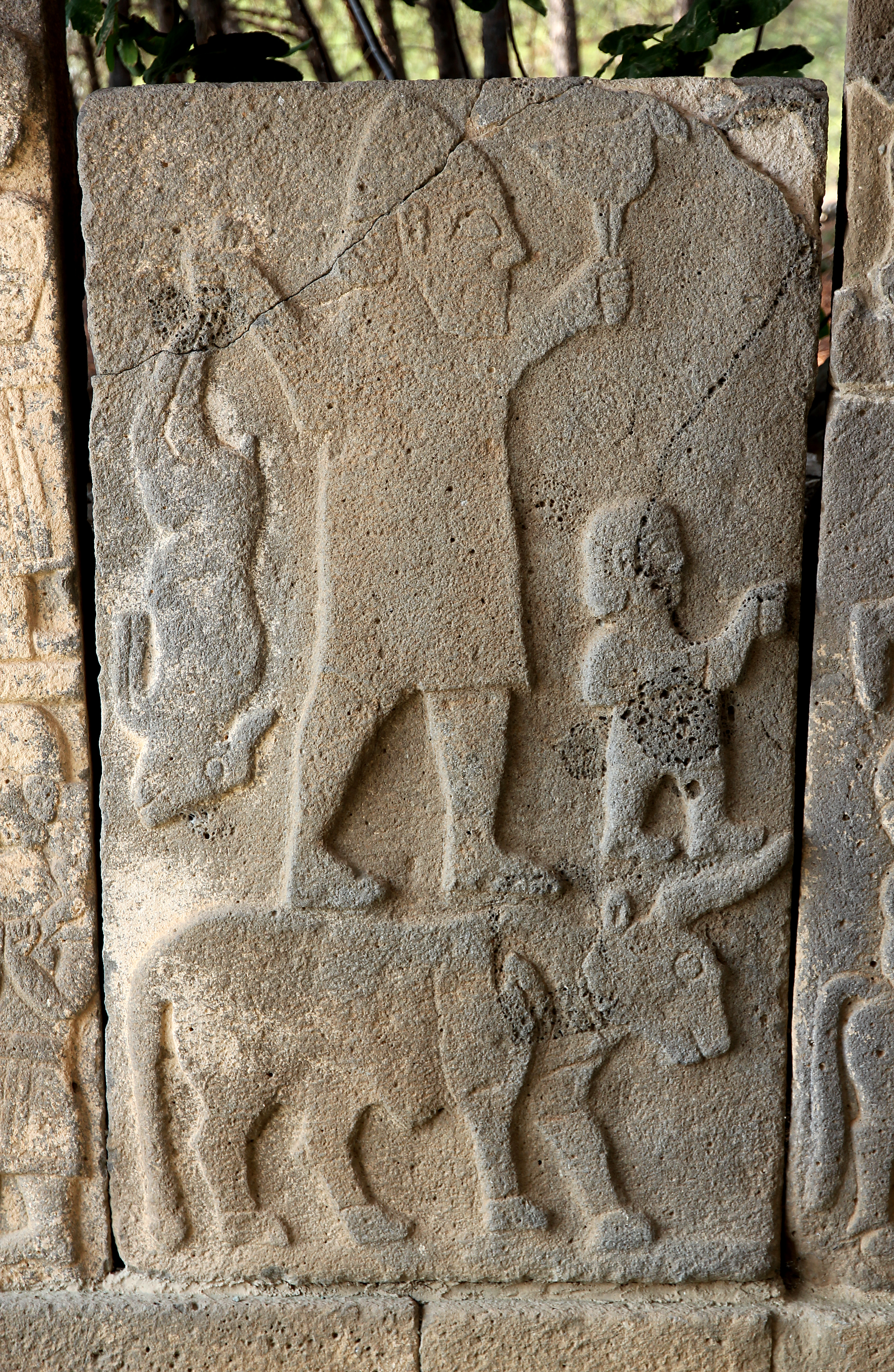
اللوح SVL 4
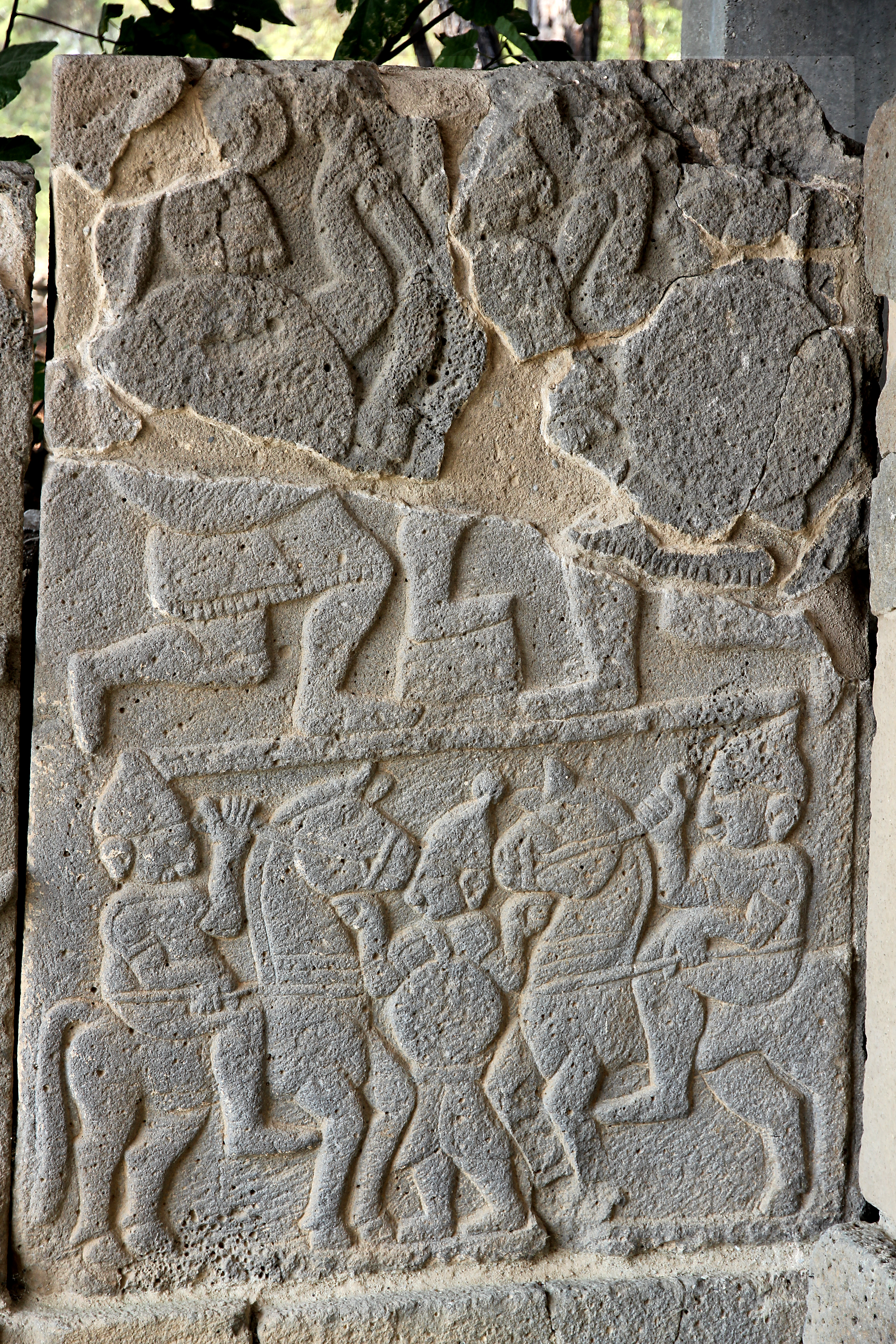
اللوح SVL 5
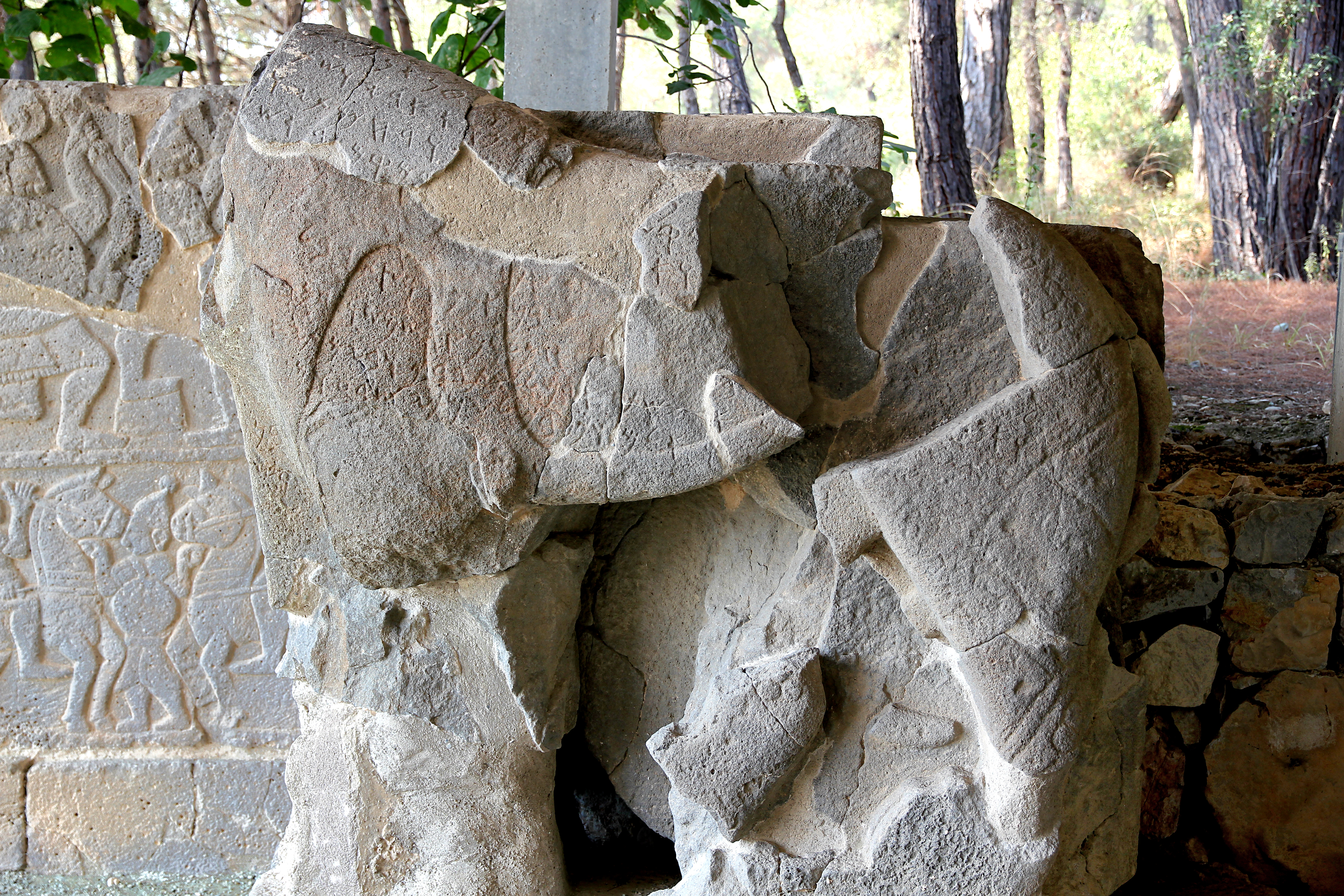
أسدSVL 7

##### غرفة البوابة اليمنى

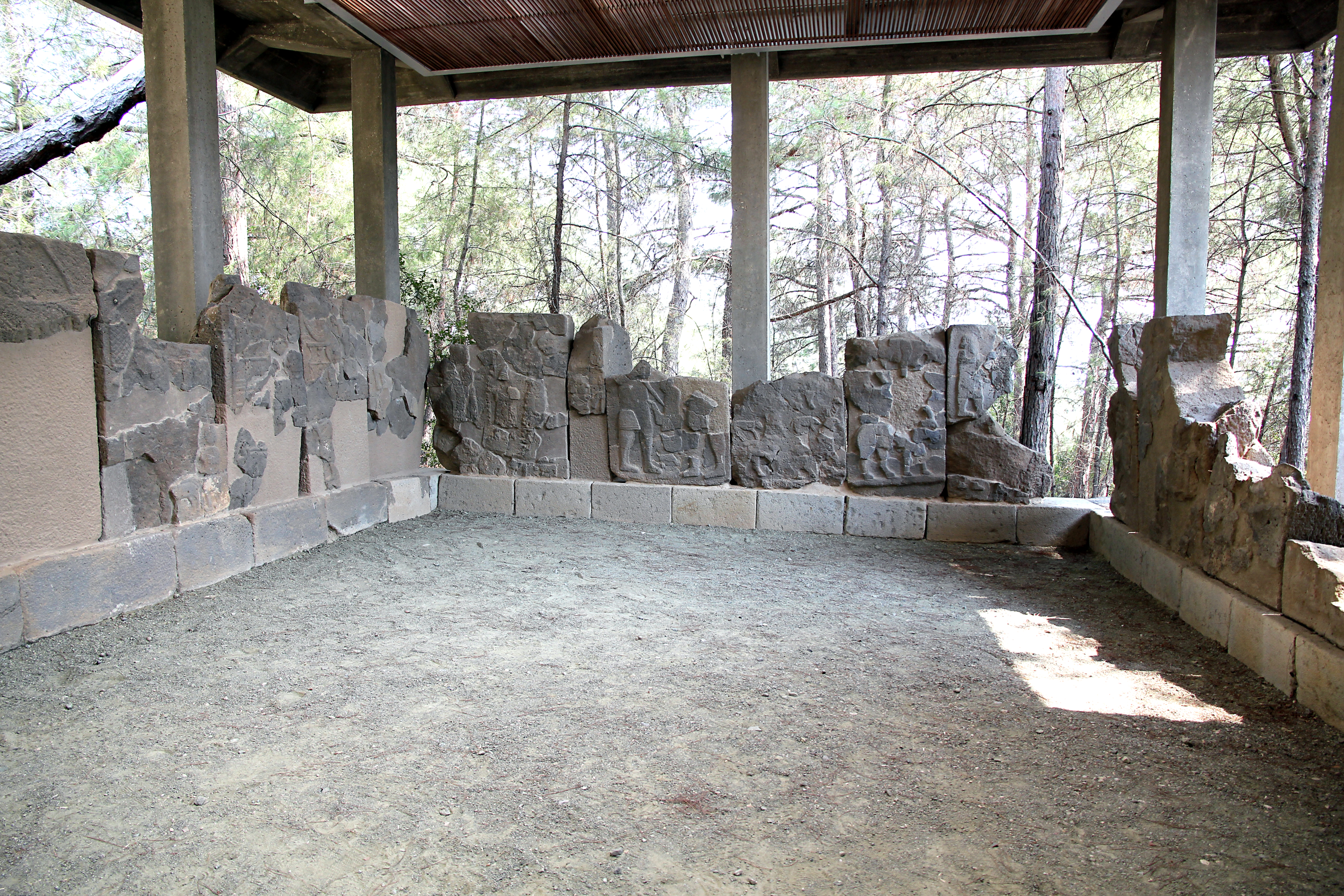
الغرفة اليمنى

من ألواح غرفة البوابة اليمنى هناك أجزاء قليلة فقط متبقية ، موضعها غير مؤكد، باستثناء أسد البوابة SKr 19 .
لم يبقى أي شيء من الحجر الأولSKr 1 للغرفة اليمنى، من اللوح الثاني SKr 2 بقيت قطعة فقط منصوبة من الجزء الأيسر السفلي . في SKr 3 ، يمكن التعرف فقط على شخصية ذكر صغيرة في أسفل الركن الأيمن السفلي في وضعية التحية. يُظهر SKr 4 المجزأة كذلك رجل واحد فقط يلتفت إلى اليمين ، يقف في هيكل يشبه الصندوق. تكشف بقايا SKr 5 جزءًا من مشهد سفينة يشبه NKr 19 ، بقي منها بدن السفينة وبعض المجاديف وجثة تطفو في الماء. في SKr 6 ، يُرى مشهد عربة، فيها شخص يقود وذراعاه ممتدتان، وشخص ثان كُسر الجزء العلوي منه. من العربة ، بقي جسم العربة وأجزاء من الحصان. في الجزء العلوي الأيسر ، وفوق الشخصيات، يمكن رؤية حيوان، ربما كلب. يُظهر اللوح SKR 7 المدمر بشكل كبير مشهد عربة آخرى مع بقايا جسد الحصان بدون رأس ، بالإضافة إلى أجزاء من الصندوق وذرعا قائد العربة. ويوجد حيوانان من الصعب التعرف عليهما ، طائر وربما كلب ، مما قد يشير إلى مشهد للصيد.
على صفيحة اللوح SKr 8 المكونة من منطقتين، والذي يبدأ به الجدار الخلفي للغرفة، يمكن رؤية شخص واحد فقط في الجزء العلوي الأيسر، من أصل ثلاثة أشخاص على الأقل في الصورة، يحمل سمكة في يده. من الشخصين آخرين بقيت القدمين فقط فيأسفل اليسار. يُظهر اللوح SKr 9 ، الذي ينقسم بدوره إلى منطقتين، تيسين قويين يلتفتان اليمين. بقي الجزء السفلي محطم لأجزاء كبيرة، والجزء العلوي بقيت منه شظايا فقط. مشاهد مماثلة غير معروفة في الفن الحثي المتأخر ، لذلك التفسير غير ممكن. يفتقر اللوح SKr 10 إلى النصف العلوي ، بينما يُظهر الجزء السفلي أيل ومعزة تطاردها الكلاب من الخلف. من الأيل الخطوط العريضة فقط مرئية. مشاهد الصيد هذه معروفة من الألفية الثانية قبل الميلاد من الاكا هيوك، ولكن أيضا من الأماكن المعاصرة تقريبًا مثل زنجرلي وكركميش. في اللوح SKR 11 يتواجه رجلين يملأان الارتفاع الكامل للوح، حاملين ثلثًا عاريًا رأسًا على عقب من قديمه. الرجل الأيسر يطعنه بسيفه في الجسد. تظهر المقارنات مع تصويرات مماثلة، بما في ذلك مرة أخرى زنجرلي وكركميش، أن المشهد هنا هو مشهد قتل خومبابا من قبل جلجامش وأنكيدو. على بقايا SKr 12 يمكن رؤية الجزء العلوي من جسم محارب يلتفت نحو اليمين يحمل هراوة ورمح. فوق ذلك سمكة مصورة عاموديًا. معنى اللوح غير واضح ، ربما ترتبط السمكة باللوحSKR 8 . تُظهر التصويرات SKr 13 ، المؤلفة من أجزاء فردية عديدة ، رجلين طويلين يواجهان بعضهما البعض وأخرى أصغر بينهما. يبدو أن الخارجين يقفان على حيوانات رباعية القوائم لا يمكن تحديدها، ما يحعلهما إلهين. يحملان حيوانات غير معروفة في أيديهم. حتى الرجل الثالث الأصغر في الوسط يحمل حيوانًا من قائمتيه الخلفيتين ، ربما يكون الحاكم في حماية الإلهين.

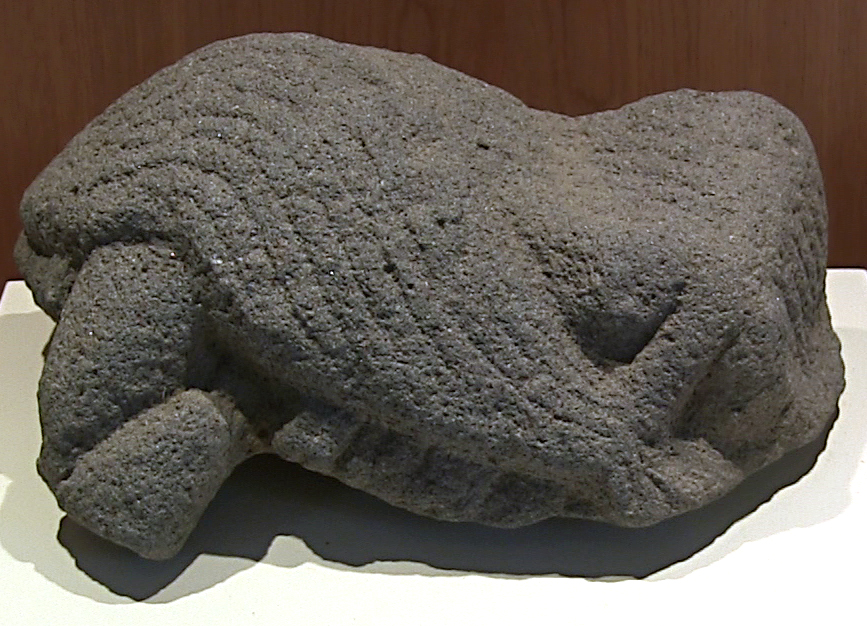
جزء من رأس أسد في المتحف المحلي ، ربما من النصب SKr 19

يبدأ الجدار الجانبي الأيسر بـ SKr 14 ، الذي بقي منه أجزاء قليلة فقط. يمكن التعرف على بقايا خمسة رجال ، ربما ستة في الأصل ، في منطقتين. بما أنه لا يمكن رؤية الحيوانات الذبيحة أو الطعام ، فليس من الواضح نوع الموكب الذي يشكلونه. يحتوي اللوحان التاليان SKr 15 و SKr 16 المرتبطان معًا على بقايا مشهد سلسلة مقاعد مرصوفة ، يشبه SVl 3 . الترتيب متغير، إذ مُعتلي العرش يجلس على اليسار ، ويبدو المشهد على غرار مشاهد خفلات العيد المعروفة، ولكن بشكل مُبسط. على سبيل المثال ، يتم رسم الطاولة بشكل أبسط ، والأطباق بدون غطاء. تُظهر الأجزاء القليلة الباقية من SCr 17 رجلاً صغيراً في أسفل اليمين ، أمامه الجزء الخلفي من حصان. حسب أوزارÖzyar يمكن أن يكون الشكل في الزاوية اليسرى العليا قفص مصيدة . من اللوح التالي SKR 18 بقي الثلث العلوي موجودًا فقط. يمكن رءية رامي سهام ، حجمه حجم إله. يلتفت إلى اليمين ويحمل القوس غير الموتورة في يده الممدودة ، ويحمل جعبة على كتفه. يمكن رؤية صورة مماثلة على NVr 4 . خاتمة الصف الأيسر من الغرف هو أسد البوابة رقم SKR 19 ، الذي بقي منه أيضًا بعض الأجزاء القليلة فقط. الرأس مفقود ، يتم عرض جزء منتقٍ من الفك العلوي مع أسنان وخياشيم في المتحف المحلي. جميع الأجزاء الموجودة من الحيوان مغطاة بالنقوش الهيروغليفية Ho 7. في الزاوية اليمنى للأسد ، يوجد الحجر الأخير SKR 20 ، يحمل تصويرات على جانبين. على الجانب الضيق يوجد رجل في يده عصا ، وعلى الأجزاء العريضة جزء من بقرة وبقايا حيوان آخر. 

ألواح العرفة اليمنى للبوابة الجنوبية
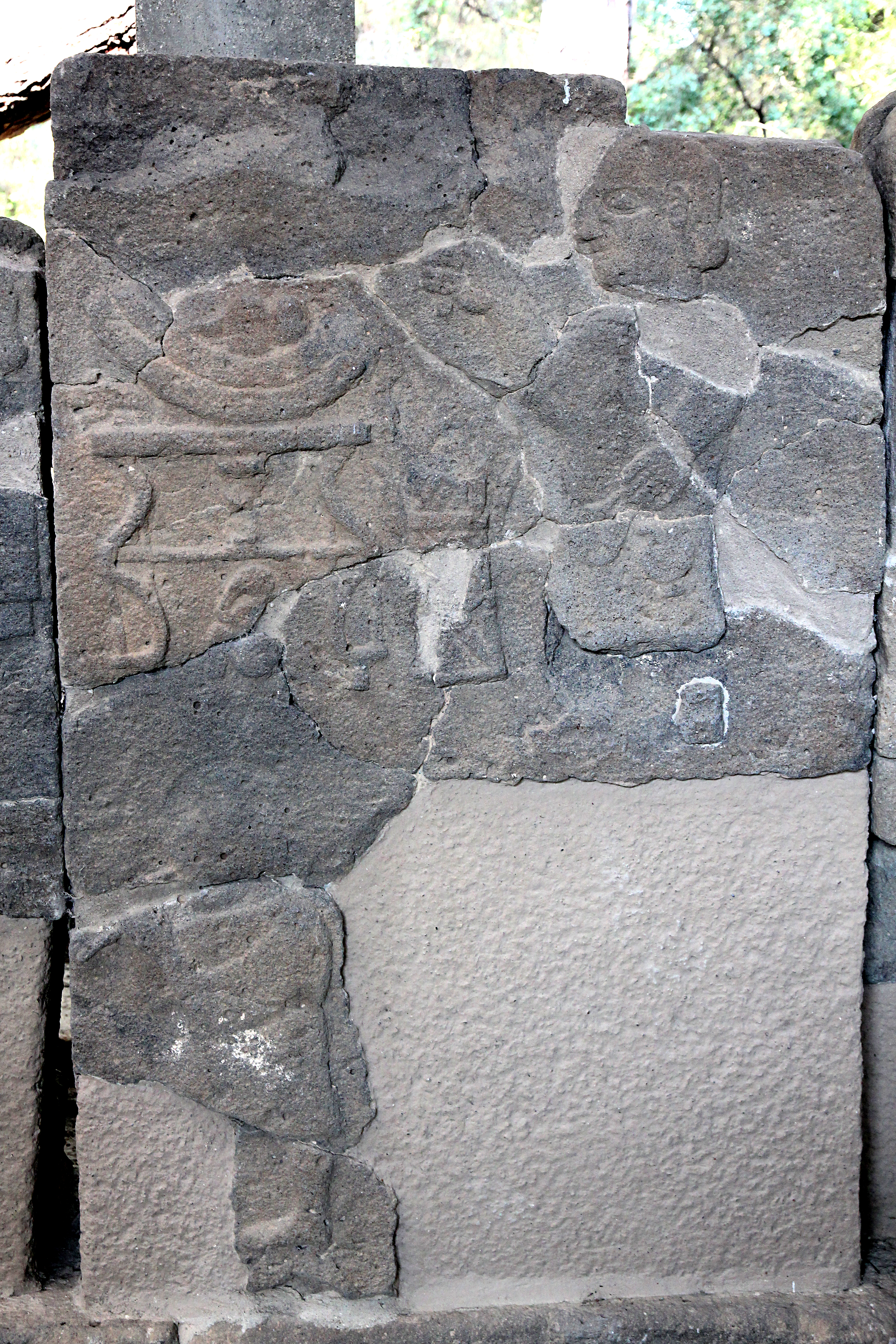
اللوح SKR 15
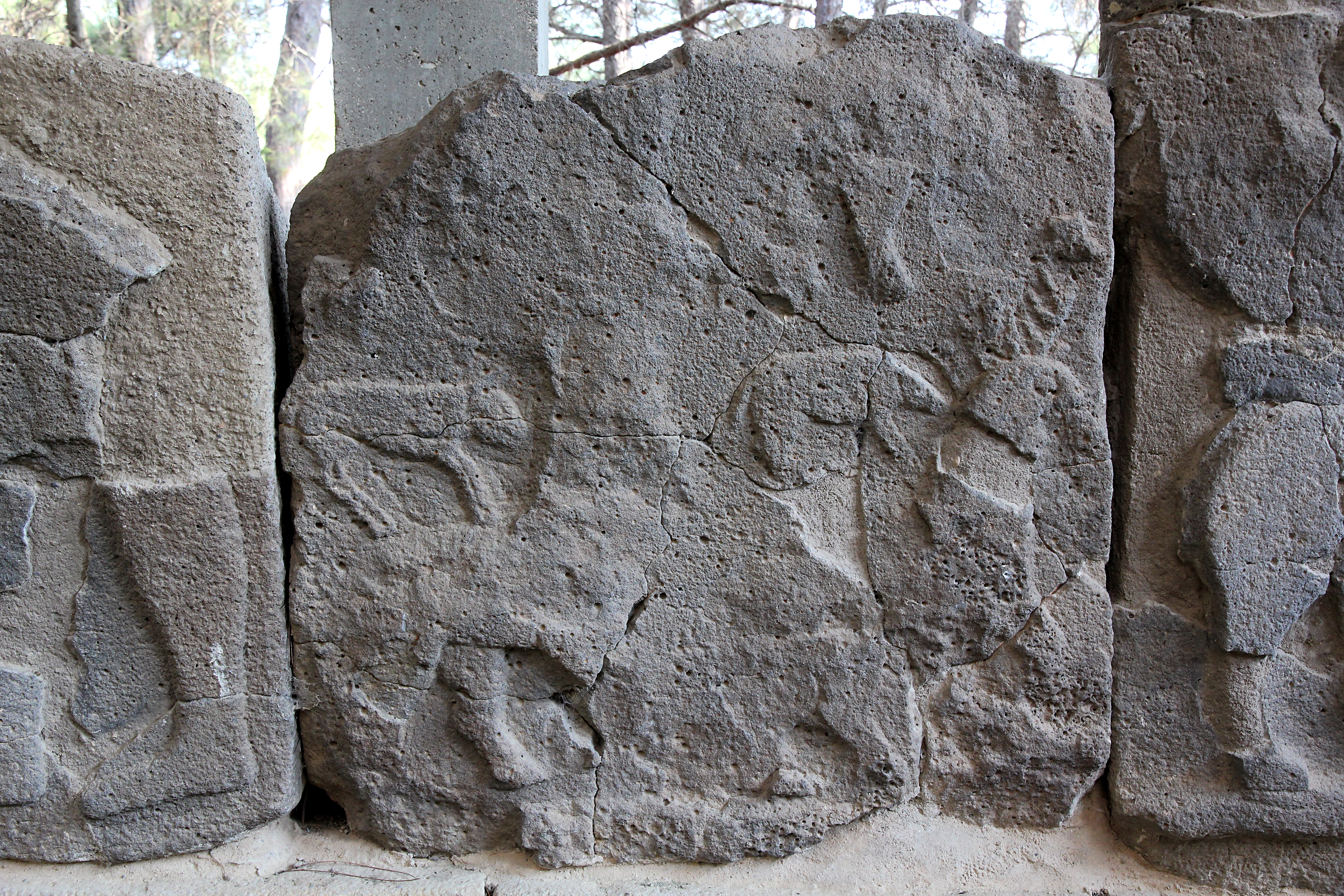
الالواح من SKR 11 إلى 9
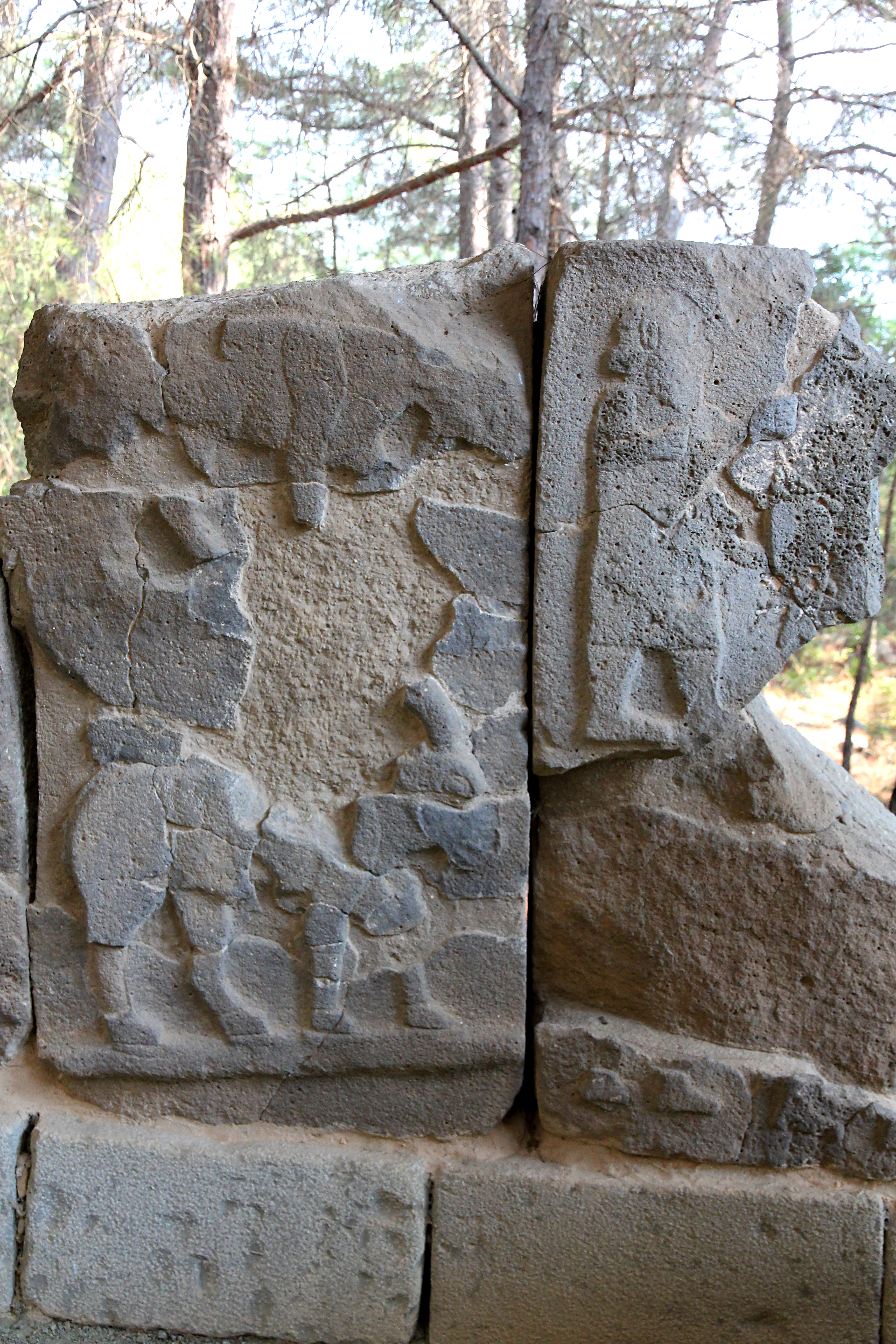
اللوحين SKR 9 و 8
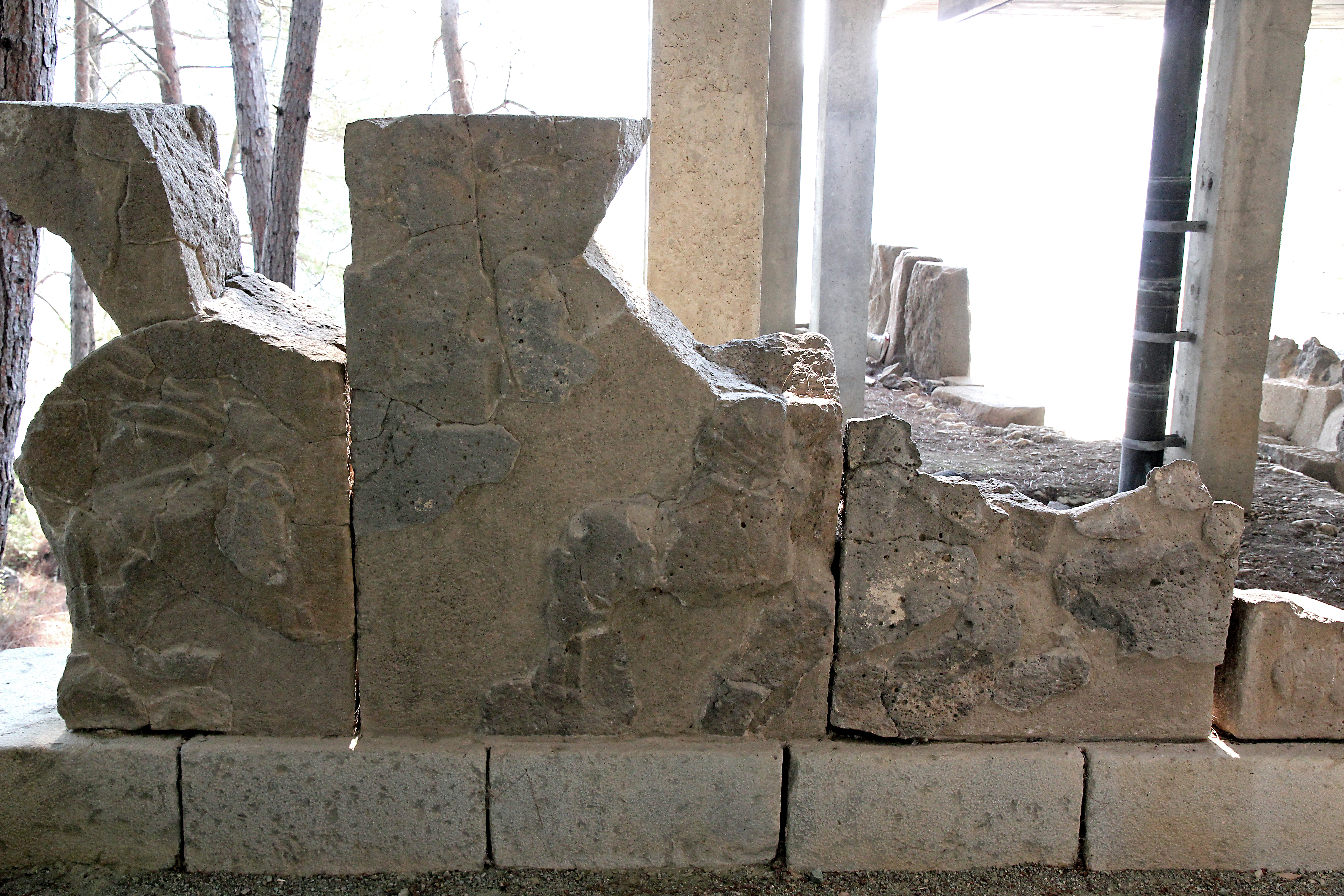
الالواح منSKR 7 إلى 5

##### غرفة البوابة اليسرى

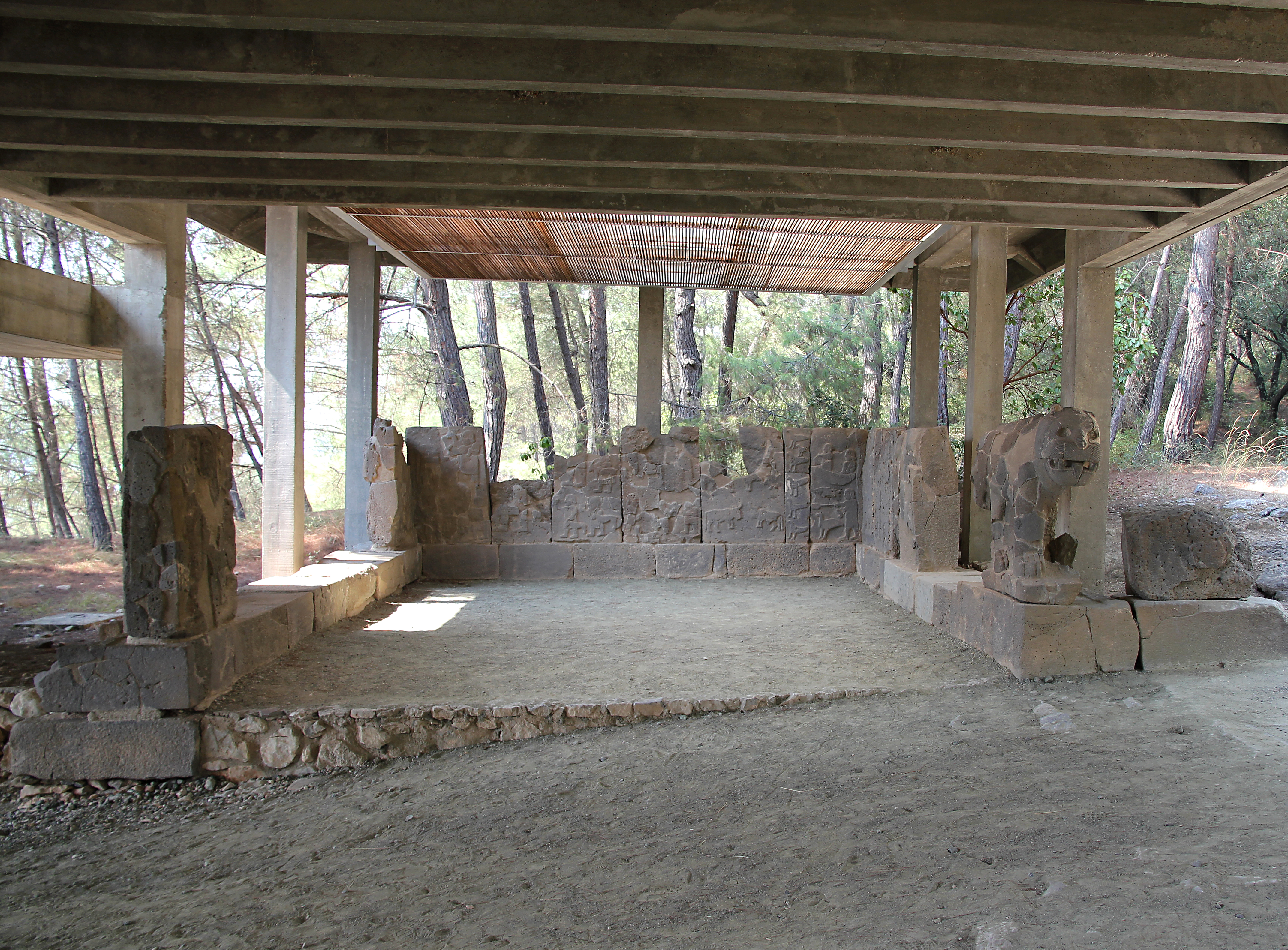
الغرفة اليسرى

من غرفة البوابة اليسرى بقيت الركائز على الأقل في الموقع ، ولهذا يعتبر موضع الالواح موثوقًا.
تبدأ الغرفة على اليسار بحجر الزاوية SKl 1 ، الذي يحمل تصويرات في حالة سيئة سواء على الجانب الضيق أو الجانب العريض. على الجانب العريض شخصية ذكور كبيرة تحمل قوس، أمامها كلب بقي منه فقط الجزء الأمامي ، في الأسفل حيوان آخر. على اليسار ، يحمل رجل أصغر سهامًا موتورة ويمكن رؤية طائر وكلبين في الأعلى. من الممكن أن تكون الشخصيتين تمثلان إلهًا للصيد مع مساعده. على الجانب الضيق أيضا شخصية أصغر منحوتة ، ربما مساعد آخر للصيد. تستخدم الكلاب أيضًا في SKR 10 كأداة مساعدة للصيد. الالواح من SKl 2 إلى SKl 6 مفقودة تماما. على هذا الجانب من الغلافة يوجد اللوح SKl 7 فقط ، حيث يظهر عليه شكل كبير إلى اليسار ، أمامه يبدو شكل أصغر بكثير. الكبير، الإله على الارجح، يرتدي الملابس المزخرفة بهامش ووريدات ومربعات، مماثلة لتلك التي للملك واربالواس Warpalawas على نصب بور Bor  ونفس الملك على نقش يفريز İvriz  على النقيض من التمثيلين المذكورين ، ومع ذلك ، هنا الرب هو الذي يرتدي رداء مزين. وبالتالي فإن الشكل الأصغر هو الحاكم الذي يحميه الإله.
يمثل أول ثلاثة ألاوح في الجدار الخلفي من SKl 8 إلى SKl 10 معًا موكب أضحية ، والذي ربما يتجه إلى اليسار عند إله على اللوح SKl 7 . من اللوح SKl 9 النصف العلوي مفقود ، مع SKl 10 حوالي الثلث. في بداية ، اللوح SKl 8، يمكن رؤية رجلين في منطقتين. الجزء العلوي، الرجل الأيسر يحمل عصا، ويحمل التالي عنزة على الأكتاف. أدناه ، يقود الرجل الأمامي عنزة بحبل ، بينما يحمل الخلفي حيوانًا ، توجد أجزاء كبيرة منه مفقودة. في SKl 9 فقط الجزء السفلي من الرجل يمكن التعرف عليه وخلفه بقايا تصوير حيوان. اللوح SKl 10 مرة أخرى مُصمم من منطقتين في كل منهما رجلين، منهم الرجل العلوي الأيسر أكبر قليلاً وبقي منه النصف فقط. الشخص الذي يتبعه يحمل عنزة على كلتا يديه. الاثنان السفليان يقود كل منهما ماعز ، أحدهما يحمل وعاء في يده ، والآخر يحمل جسمًا لا يمكن التعرف عليه. تُظهر التصويرة SKl 11 المتشظية بشكل كبير في منطقتين بقايا من خمسة رجال وفي الأجزاء العليا قطعة من الأثاث يصعب تفسيرها، على غرار تلك الموجودة في SVl 3 . على جانبي الأثاث يوجد شخصية. في الجزء السفلي ، أجزاء من ثلاثة رجال مرئية ، والاثنان على اليسار يلتفتان إلى اليمين ، والثالث يلتفت إلى اليسار. فقط من الذي على اليسار تبقى الرأس. لا يمكن إعادة بناء معنى المشهد. غير واضح بالمثل هو معنى الشكل التالي على SKl 12 . يوجد في الأسفل ثيران متضادة، فوقهما قوائم حيوانان آخران ، ربما أسدان. على اللوح SKl 13 المحفوظ جيدًا ، والذي تتكون من كتلتين ، يوجد خمسة طيور كبير وواحد أصغر مصورة فوق بعضها البعض. من المحتمل أن لها علاقة بمشهد صيد الطيور على اللوح SKI 14 التالي. إذ ينقسم هذا إلى منطقتين ، في الجزء العلوي عبارة عن قارب دائري بسيط في أسفل الصورة ، يوجد به رجلان يلتفتان إلى اليسار. الأمامي ، يقف حامل معدات الصيد ، على غرار قفص الشرك في اللوح SKr 17 . الذي في الخلف يجلس ويحمل مجداف. تحت القارب تسبح سمكة مجهولة بزعنفتين على ظهرها واثنتين على بطنها. في المشهد السفلي ، يقف رجل يحمل معدات صيد في يده على اليمين. تشير المقارنة مع NKl 10 إلى ناصب شباك، ولا يمكن تحديد الجهاز نصف الدائري في يده الأخرى. هو يحاول أن يصطاد طائر يقف أمامه. له جسم كبير وأرجل طويلة ومنقار مستقيم. ووفقا لعالم الطيور ديتين Deetjen قد يكون هذا الطائر، كما هو الحال مع الطيور على اللوح SKL 13 من نوع دراج.

تُظهر الألواح الثلاثة الموجودة على الجانب الأيمن من الغرفة ، من SKl 15 إلى SKl 17، موكبًا من أربعة آلهة الحقول، بالإضافة إلى شخصين بشريين. في الصورة الأولى إلى اليمين ، يقف ‘لة يلتفت إلى اليسار ، ممسكًا بيده اليسرى أرنبًا من قائمتيه الخلفيتين، وفي اليمنى طائر. يتوافق مع التمثيل على SVl 4 . أمامه شخصية أصغر تنظر إليه، والتي ينبغي أن تظهر الحاكم. خوذة الراوبة والرمح في يده تشير إليه كقائد عسكري. في الصورة التالية ، يسبق الإله المماثل لأعلاه شخصية صغيرة ، ربما مساعد. الصورة الثالثة تظهر اثنين من هذه الآلهة ، كذلك مع الأرنب والطيور ، اللذان يكملان الموكب. نفس تصويرة الموكب بأربع آلهة يمكن رؤيتها على طبعة ختم اسطواني من كولتبه Kültepe . الحجارة من SKl 18 إلى SKl 20 مفقودة. يختم من جانب الغرفة بأسد البوابة SKl 21 المتشظي للغاية. في رأسه بقيت جميع أسنانه ، بما في ذلك الأنياب، بينها يتعلق اللسان بشكل مثلث من الحلق. في الزوايا القائمة لذلك ، مقابلًا للوح SKr 20 ، يوجد اللوح SKl 22 الأخير. من حجر الذي تم نحته على الوجهين بقيت ثلاثة شظايا فقط. على الجانب العريض ، لا يمكن رؤية سوى رأس وأجزاء الكتف لشحص كبير يلتفت إلى اليسار ، على الجانب الضيق بقية وجه شحص كبير يلتفت لليسار. 

ألواح الغرفة اليسرى للبوابة الجنوبية
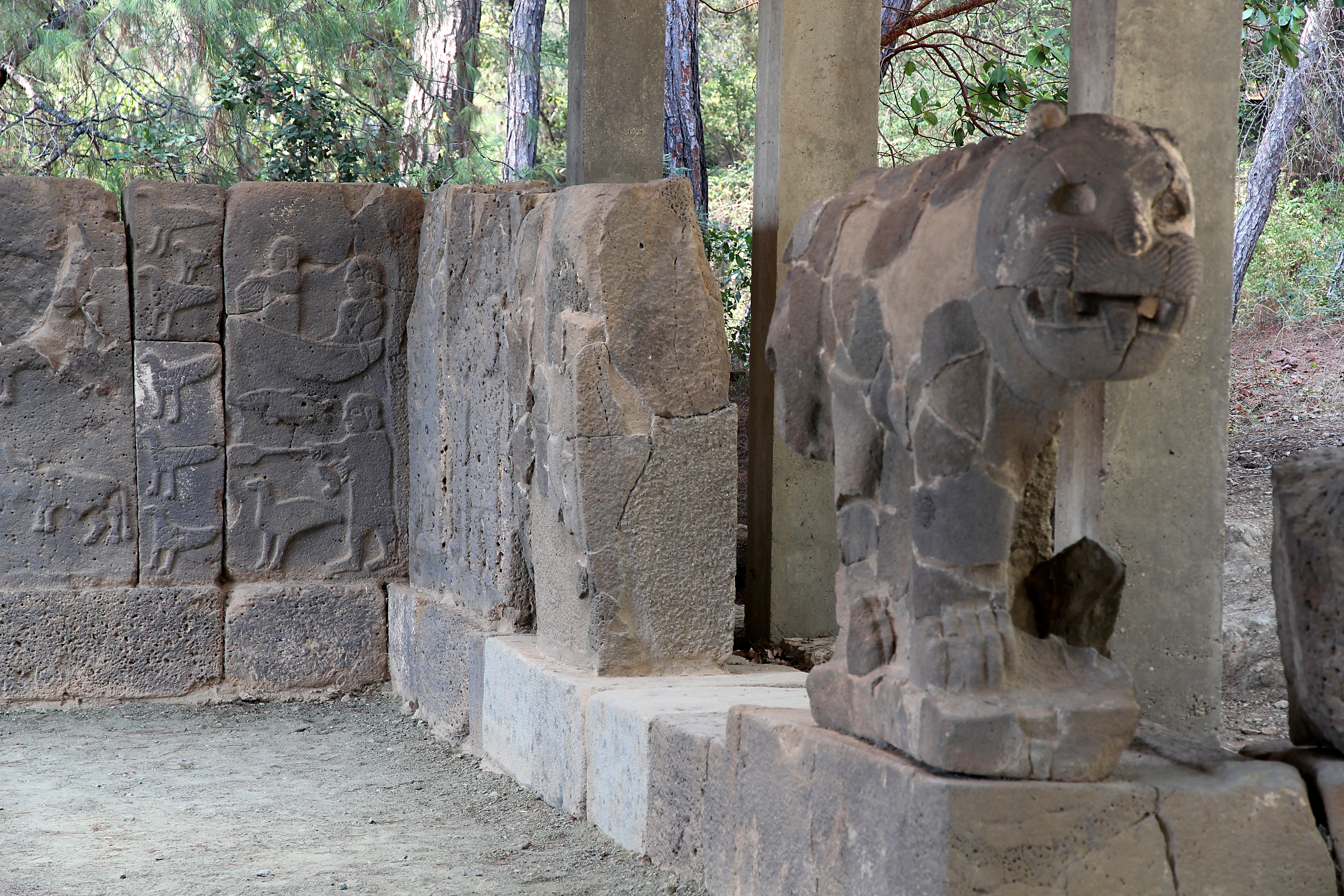
الألواح من SKL 12 إلى 21
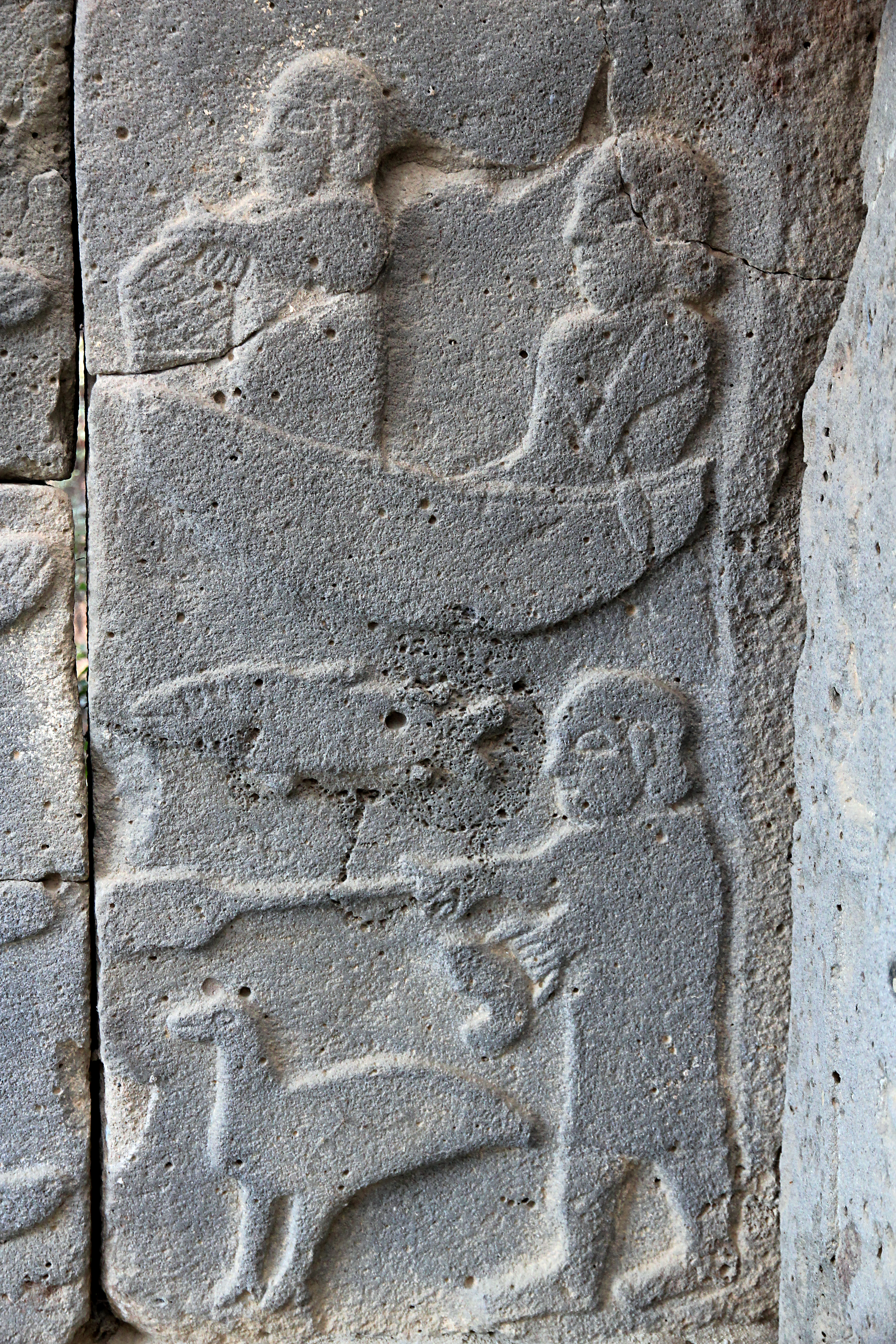
اللوح SKL 14
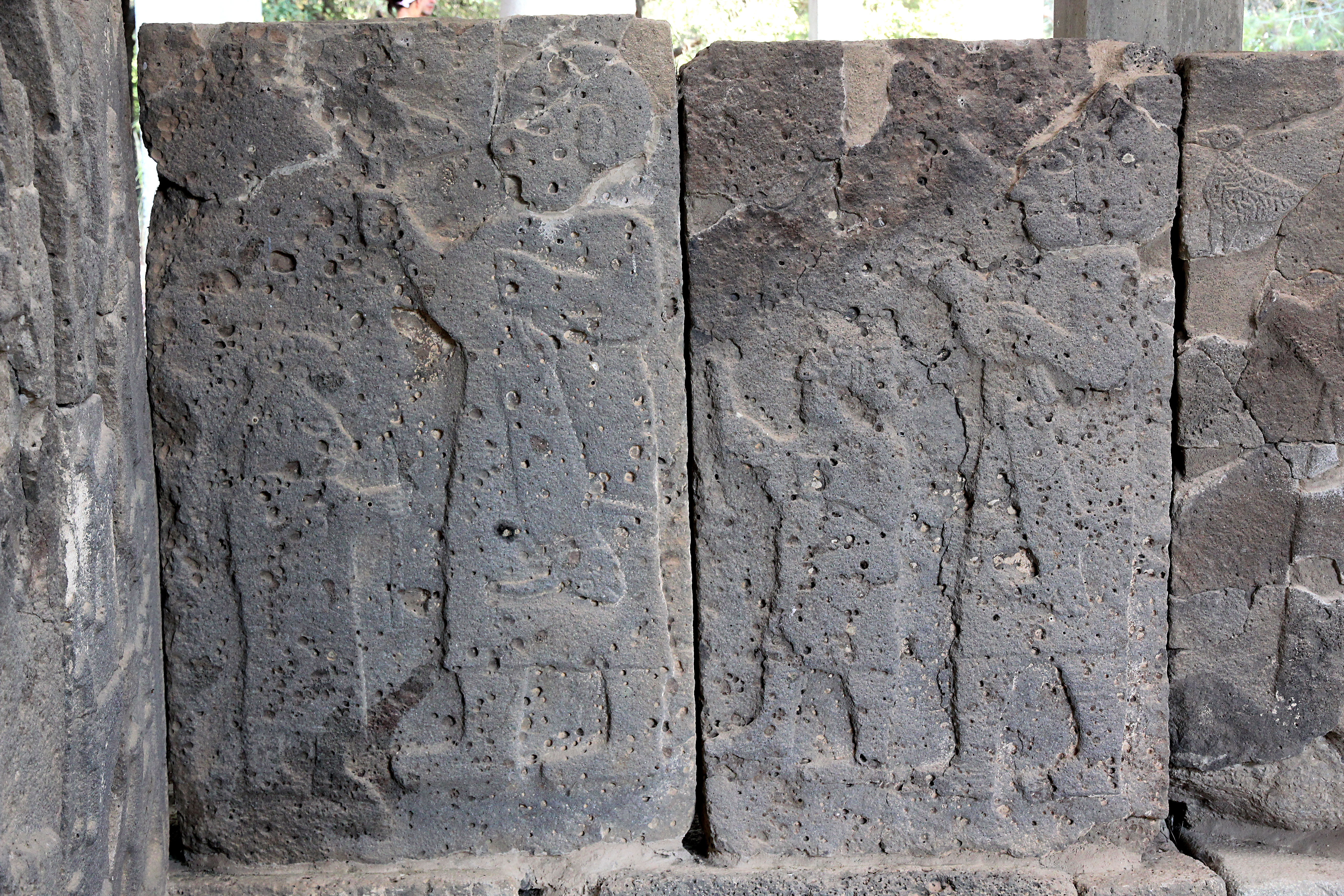
اللوحينSKL 15 و 16
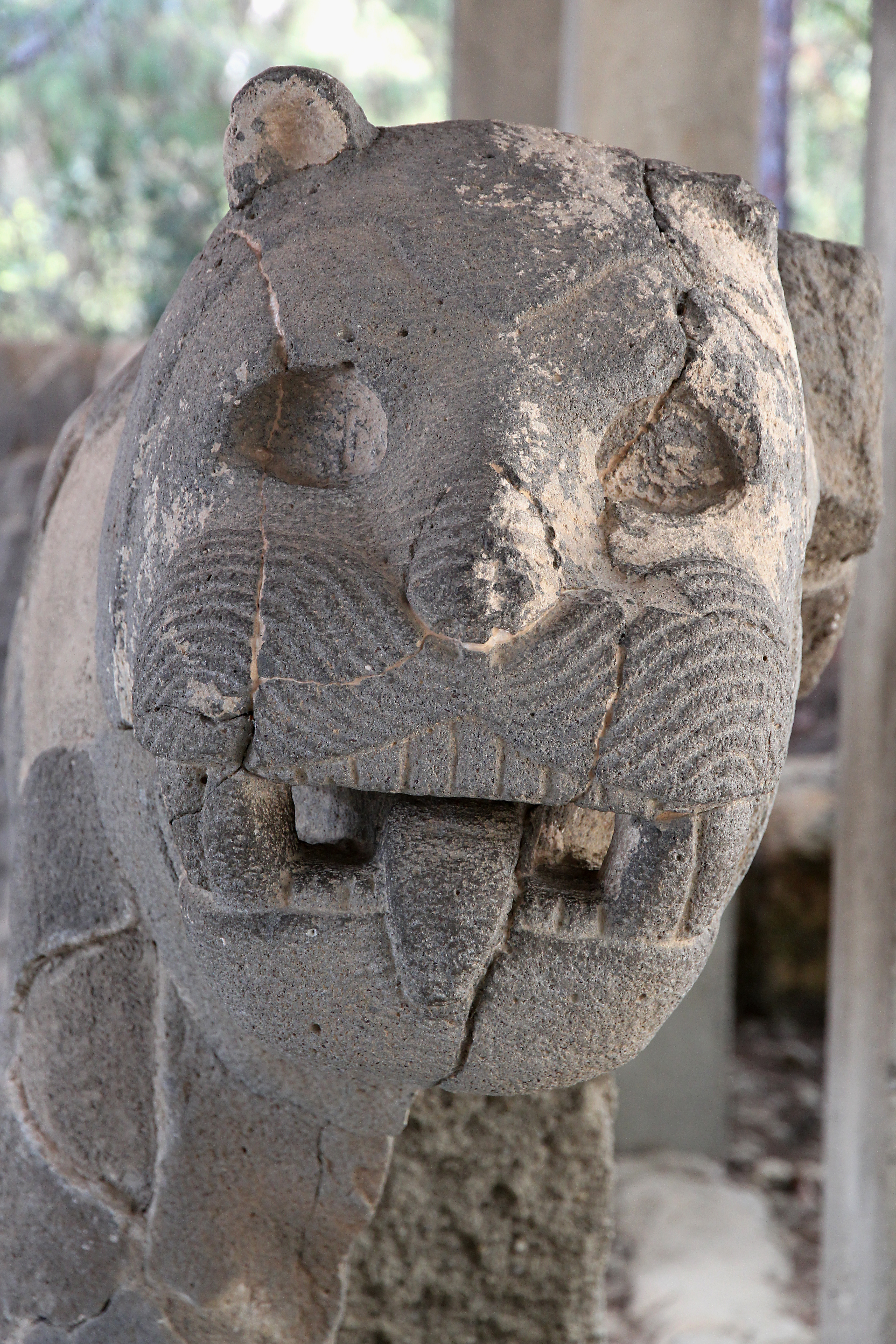
أسد بوابة SKL 21

#### تمثال لإله الطقس

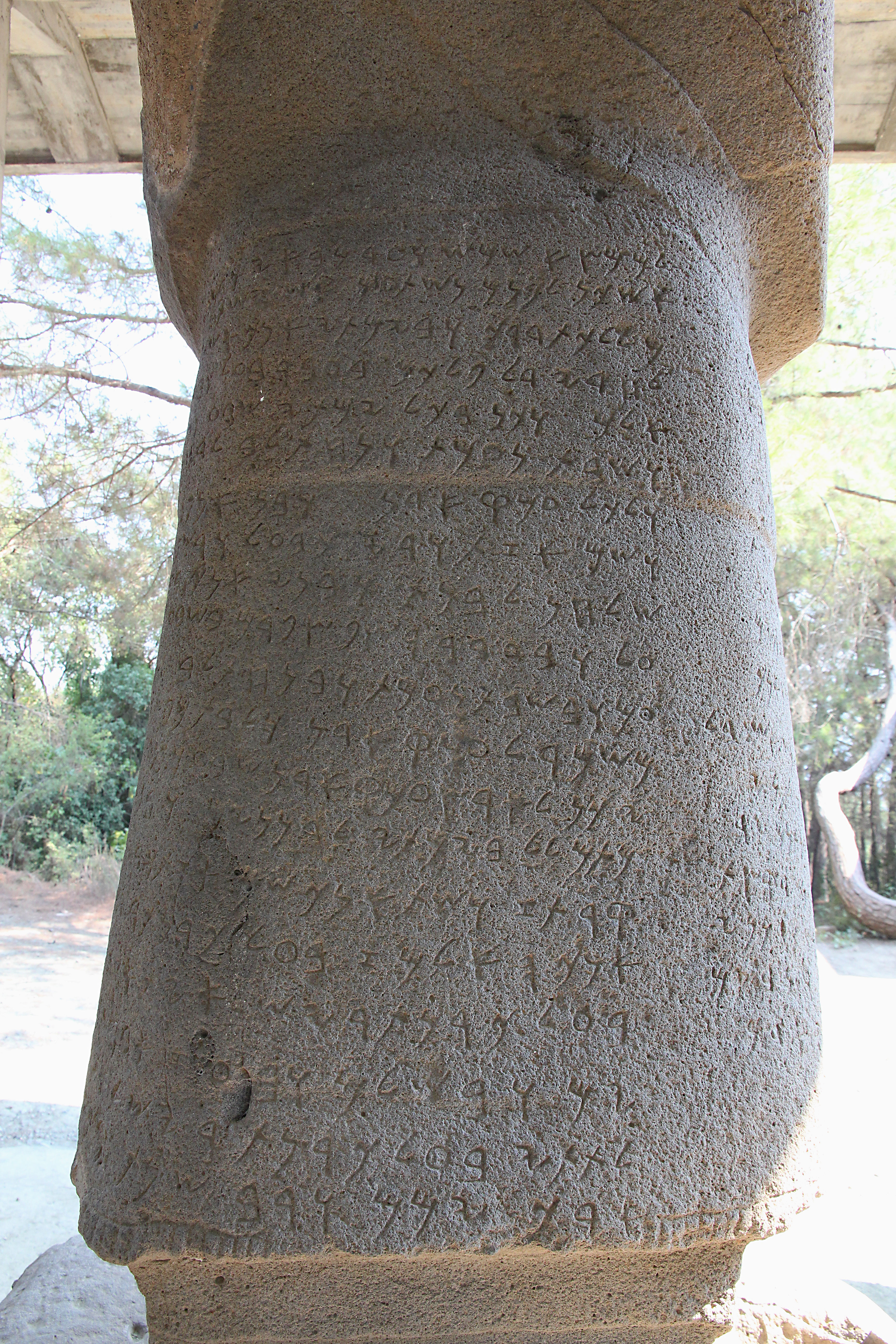
نقش فينيقي على ظهر التمثال

حوالي ستة أمتار شمال شرق البوابة الجنوبية في الجزء الداخلي من القلعة يوجد تمثال إله الطقس. من خلال تجويف حفر في الصخر الطبيعي صار المكان الأصلي للتمثال مؤكد. يقف التمثال الأكبر من الحجم الطبيعي على قاعدة بشكل ثور تبلغ ابعادها حوالي 1.3   ×   1.0   متر ، ويبلغ ارتفاعه بذلك أكثر من ثلاثة أمتار. يرتدي الإله رداءًا بطول الكاحل عليه دناديش في أسفله ، فوقه قطعة قماش ملفوفة بإحكام حول الجسم وغطاء على الرأس مع واقيات أذن مرفوعة وحواف مزخرفة. الذرعان مكتفتان، في يديه اثنين من الأشياء المكسورة ، لا يمكن التعرف عليها. الوجه المفقود رممه أوزاتاي Özatay في عام 1988، وهو نحات ومرمم يعمل في مركز ترميم وصيانة المديرية العامة للآثار والمتاحف في إسطنبول.
تحتوي القاعدة التي على شكل ثور ، الموضوعة في التجويف الأرضي، على ثقب مربع يلائم فيه مثبتات التمثال. على الجانبين ، يمكن رؤية اثنين من الثيران مشغولان بالنحت النافر، وهما من السمات المعروفة لإله الطقس ، إلا أن رئسيهما مجسمان ومحتوتان بشدة. في الجهة الجبهية ، يمسك برأسي الثورين رجل بكلتا يديه، مشغول بالنحت النافر كذلك. رأس الرجل مفقود.
يغطي النقش الفينيقي PhSt/CV الجزء السفلي بأكمله من الشكل، وكذلك ظهر وجانب الحيوان الأيسر. وفقا للنص، التمثال للإله بعل/ كرنتريش KRNTRYŠ.

## ترتيب وايقونوغرافية التصويرات
تشغل الآلهة أكبر مجموعة من المشاهد، إذ يمكن التعرف عليها من خلال حجم ارتفاعها على كامل اللوح. تميزها بالقرون، الأمر الذي كان شائعًا في منطقة الشرق الأدنى القديم لم يحصل هنا. ذُكرت بعض الآلهة في النقش بالاسم ، فهناك آلهة البانثيون اللوفية بأكملها التي عبدت في أزاتيواتايا. وتشمل آلهة الحقول ، وآلهة الصيد (ربما إله القوس ياري Jarri على اللوح NVr 4 ، المرتبط بأبولو) والإله حامي القطعان ، حامل الماعز في اللوح NVr 11 . إن أعلى إله في آلهة الأناضول ، إله الطقس ترخونز أو تيشوب ، ربما هو الإله الذكر المصور في الثالوث الإلهي على اللوح NKr 11 . وإلى المجموعة التالية من المخلوقات الأسطورية ينتمي بس والذي تم تصويره عدة مرات والجني برأس طيرعلى NVr 9، والرجل الثور في SVr 4 والمحاربين والراقصين المتضادين. ويمكن أيضًا أن يضم إلى هذه المجموعة مشهد مقتل خيمبابا من ملحمة جلجامش والماعز التي تقف على الشجرة. وللمجموعة الخاصة بالآدميين، تضم تصويرات الحكام ومشاهد التضحية والمآدب ، بما في ذلك صور الموسيقى والرقص ومشاهد صيد الطيور ومشاهد العربة وأخيرًا ما قد يشير إلى الأحداث التاريخية ، مثل الاستقبال في NKr 3 ومشهد السفينة NKr 19 . فيما يتعلق بصور الحكام ، يجب ذكر أنه بسبب النقوش المفقودة ، لا يمكن عزو أي من الأشكال إلى الحكام المعروفين.
اكتشفت أجزاء عديدة من النقوش في مكانها، في حين في أخرى استخدامت حافات الكسر والركائز لتخمين موضع نصبها عندما صنعت. يكشف الترتيب عن مبدأ عام للمحتوى يتداخل فيه عالم الآلهة وبيئتهم الأسطورية ، على الجانب الأيمن في كل حالة ، بالأفعال الطقوسية للبشر على اليسار. وفيما لو كان إنشاء التصويرات لأغراض العبادة - الآلهة أو الحكام - أو لإبهار الغرباء الذين يدخلون القلعة ، أو تم إعدادها بأهداف أخرى غير معروفة ، فلا يمكن إلا التكهن بها. في بعض الأشكال فقط ، مثل بس الذي يظهر بثلاثة أضعاف ، أو الجني المجنح NVr 9 أو أسود البوابة وسفنكسات البوابة يمكن للمرء أن يتوقع وظيفة حماية أو حراسة.
أصول الرسوم التصويرية بشكل رئيسي في الفضاء الأناضولي القديم وبلاد ما بين النهرين ، ولكن هناك أيضًا تأثيرات فينيقية وغربية، يونانية وكريتية يمكن رؤية ثقافتها .

## النقش

مقتطف من النص الهيروغليفي للنقش:
في أيامي ، قمت بتمديد الحدود الأدانوية من جهة نحو الغرب ومن ناحية أخرى نحو الشرق (ترجمة إنجليزية من JD JDkins)

كان أزاتيوادا حاكمًا، نصبه أواريكيو ملك قوء وأضنة في كيليكيا وتابعًا للمك تغلات بلاصر. (745 إلى 726 ق.م)، ويوصف بالنقش الفينيقي على أنه ابركو abarakku  الكلمة التي ترجمها لبنسكي Edward Lipiński إلى الوزير. النص عبارة عن رواية سيرته الذاتية، عن خدماته المقدمة إلى مملكة أضنة ، بحيث صار، وفقًا للنقوش ، خلفًا لأوريكو. في النص ، يستمد أصله من سلالة موكاسا (mu-ka-sa-sa-sa-na DOMUS-ni-i ،  الفينيقي LBT MPŠ )، والذي يساويه البعض مع الرائي اليوناني موفشوس Mopšos .
الملك أزاتيوادا هو صاحب نقش نصب شينيكوي وجد في عام 1997، والذي فيه يصل نفسه إيضًا إلى مفسوس.

## تفسير أحدث
يدافع الباحث والكاتب راؤول شروت عن الأطروحة المثيرة للجدل التي تقول أن هوميروس عاش ككاتب يوناني في خدمة الآشوريين في كاراتبه. ففي أوصافه هوميروس لطبيعية طروادة ومنطقة ترواد Troad ، يرى شروت تشابهات واضحة مع بيئة كاراتبه. ويخلص إلى أن هوميروس قام بتكييف ملحمة طروادة المعروفة مع الظروف المحلية. حتى في ألواح البوابة يعتقد شروت أنه يمكنه التعرف على العديد من الأحداث وأشخاص الإلياذة. غالبية العلماء رفضوا أطروحات شروت.